# Le Conquet
Le Conquet (prononcé [lə kɔ̃kε] ; en breton : Konk Leon [kɔ̃nˈklẽwn]) est une commune française du département du Finistère, en région Bretagne.
Après Plouarzel, où se situe la pointe de Corsen, il s'agit de la commune la plus occidentale de France continentale. En France métropolitaine, seules trois communes insulaires – Ouessant, Île-Molène et Île-de-Sein – sont plus à l'ouest.

## Géographie

### Situation

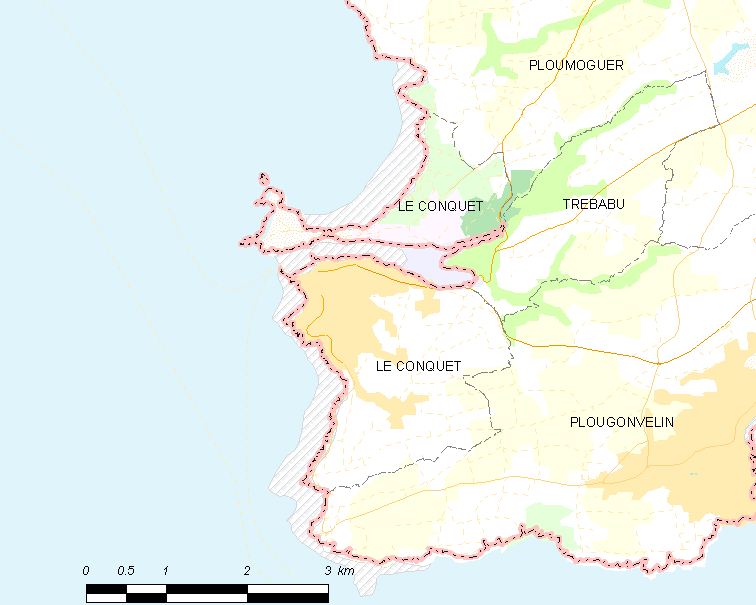
Carte de la commune du Conquet.

Le Conquet est situé au nord de la pointe Saint-Mathieu (qui se trouve dans la commune de Plougonvelin) et en bordure de l'océan Atlantique et du Chenal du Four. Elle fait partie du parc naturel marin d'Iroise.

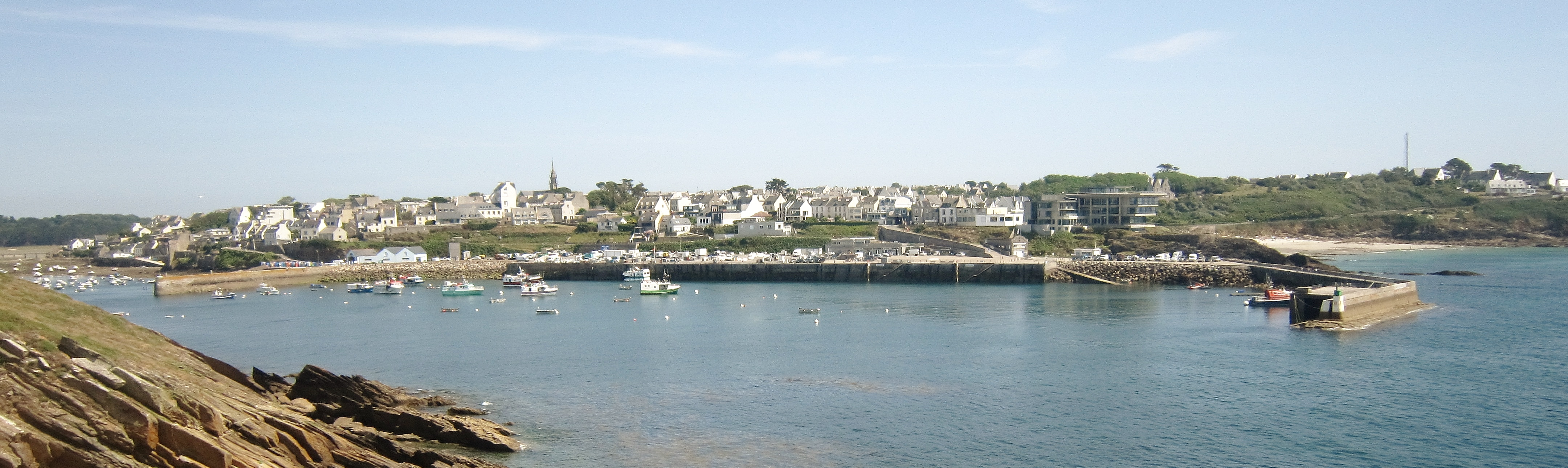
Le Conquet et son port vus de la presqu'île de Kermorvan.

| Océan Atlantique | Ploumoguer |              |
| Océan Atlantique | du Conquet | Trébabu      |
| Océan Atlantique |            | Plougonvelin |

### Le littoral
Son littoral est formé de quatre parties bien distinctes : du nord au sud, la plage des Blancs-Sablons, la presqu'île de Kermorvan, la ria du Conquet, dite aber Conq (y compris le port) et la partie allant de la Pointe Sainte-Barbe en direction de la Pointe Saint-Mathieu, qui inclut notamment la Pointe des Renards et la Pointe de Penzer, ainsi que la plage et ancien port romain de Pors Liogan.
La plage des Blancs-Sablons, longue de 2,5 km à marée basse et exposée au nord-ouest est en pente douce vers la mer. Elle est limitée par le fort de l'Ilette côté sud-ouest et par le petit port d'Illien côté Ploumoguer. Elle contient d'importantes quantités de sable déposées là par le vent depuis la fin de l'Âge du fer et est bordée de dunes fossiles qui culminent à près de 30 mètres d'altitude. La plage est fréquentée par les familles, notamment brestoises. Exposée au vent, elle constitue aussi un excellent spot de surf.

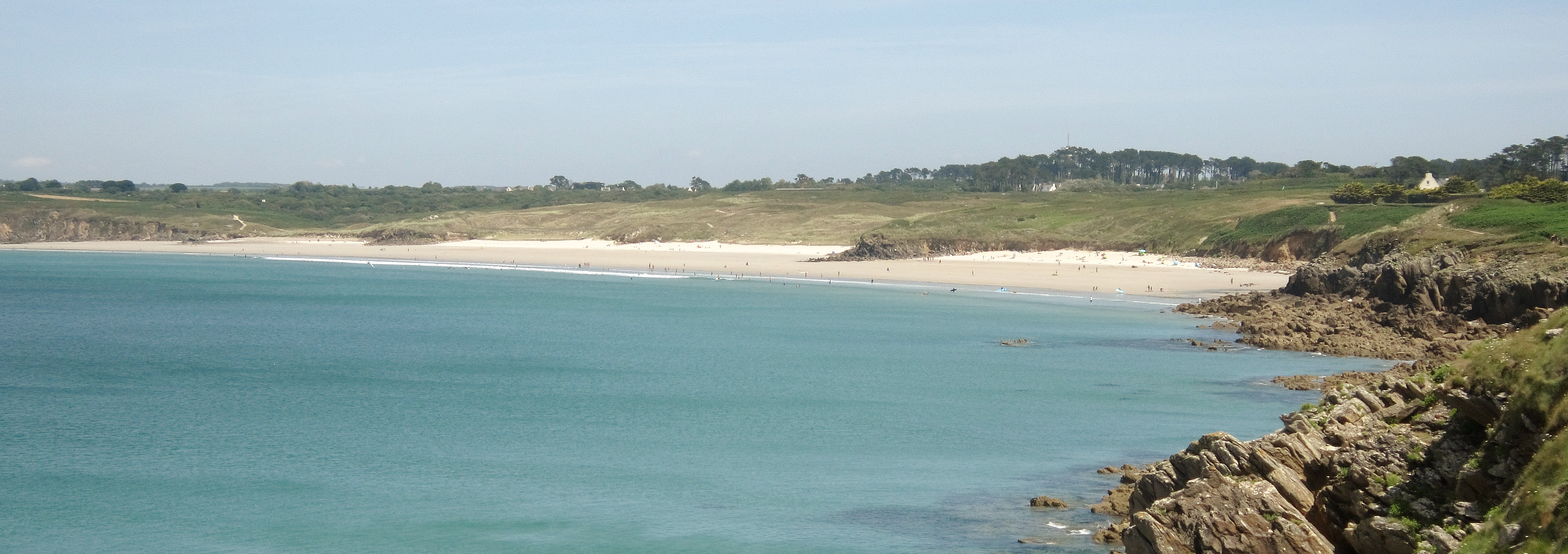
La plage des Blancs-Sablons vue de la presqu'île de Kermorvan.

La presqu'île de Kermorvan, reliée par un isthme très étroit au continent, a un relief assez accidenté (elle cumine à 30 mètres d'altitude) et possède une allée couverte et un cromlech en partie détruits ; on y trouve le fort de l'Îlette, situé sur un îlot accessible seulement à marée basse. À la pointe de la presqu'île se trouvent le phare de Kermorvan, un fort et de nombreux blockhaus, ainsi que la plage de Pors Pabu.

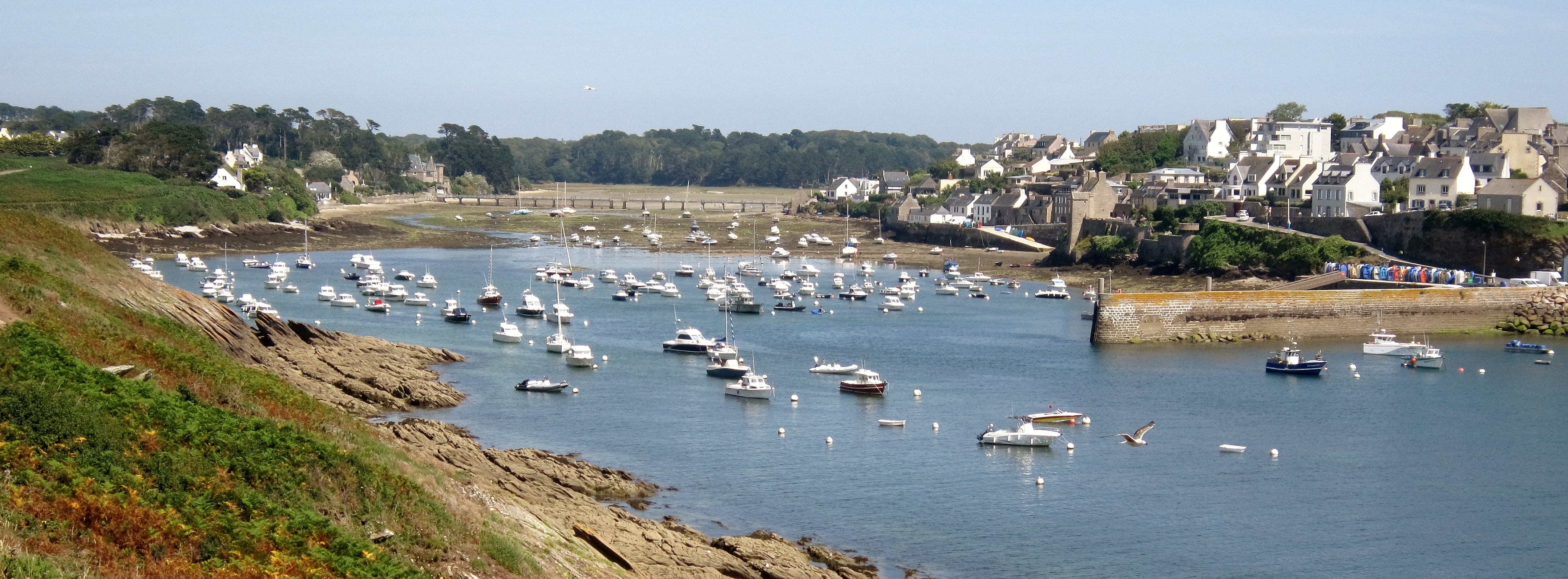
La ria du Conquet à marée basse vue depuis la presqu'île de Kermorvan.

La ria du Conquet abrite dans sa partie ouest le port du Conquet ; sa partie amont découvre à marée basse une immense étendue de plantes halophiles (slikke et schorre), notamment la salicorne, entrecoupée de nombreux étiers ; à marée haute elle est recouverte par la mer. C'est un refuge pour de nombreuses espèces d'oiseaux.
La partie sud du littoral du Conquet présente une alternance de pointes (pointe Sainte-Barbe, pointe des Renards, pointe de Penzer) formées de falaises pouvant atteindre un peu plus d'une trentaine de mètres d'altitude et de petites plages ou grèves, toutes exposées à l'ouest (plage de Portez, plage de Pors Liogan, Grève bleue, plage du Goazel).

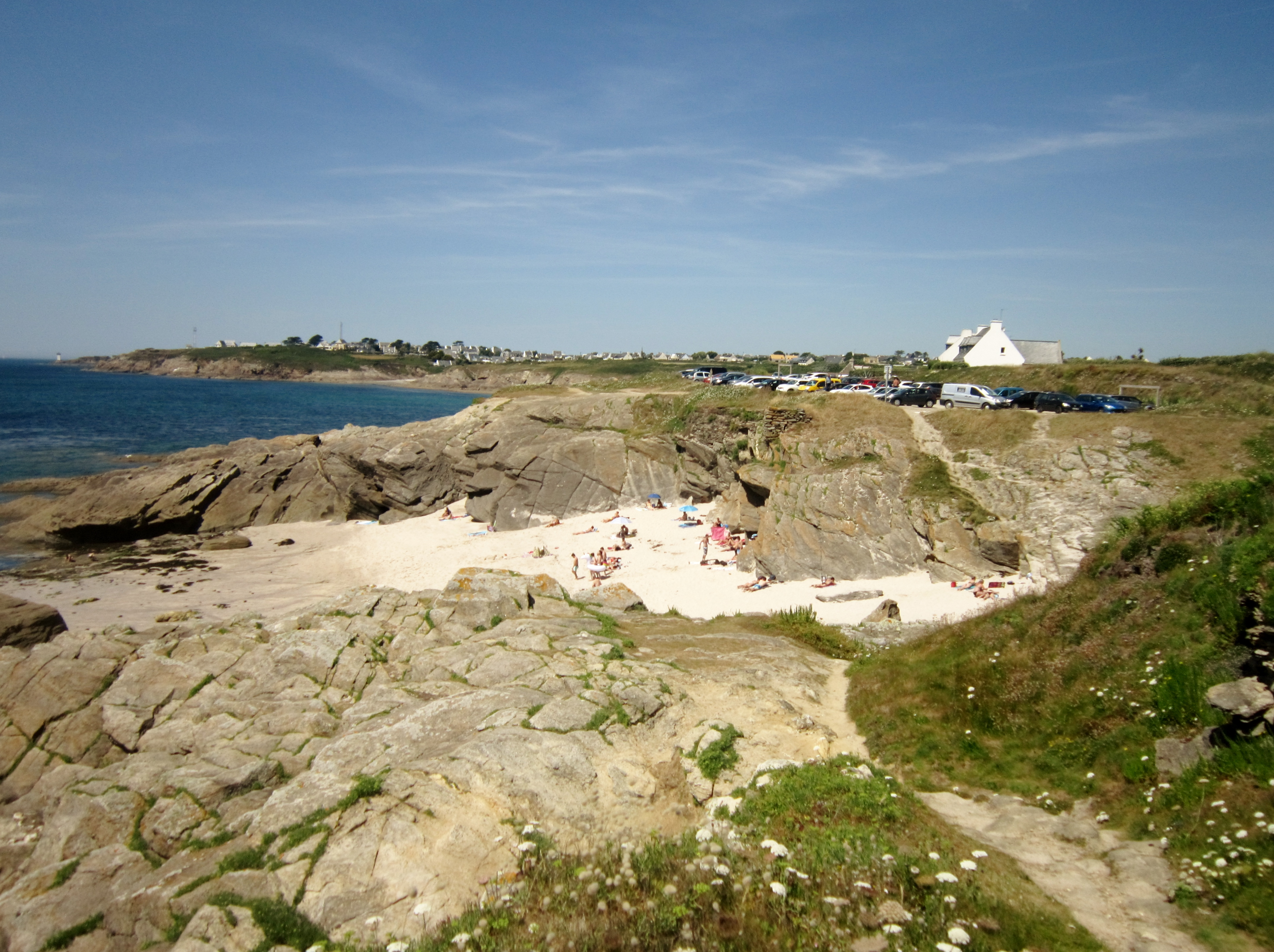
La Grève bleue ; à l'arrière-plan la ville du Conquet.
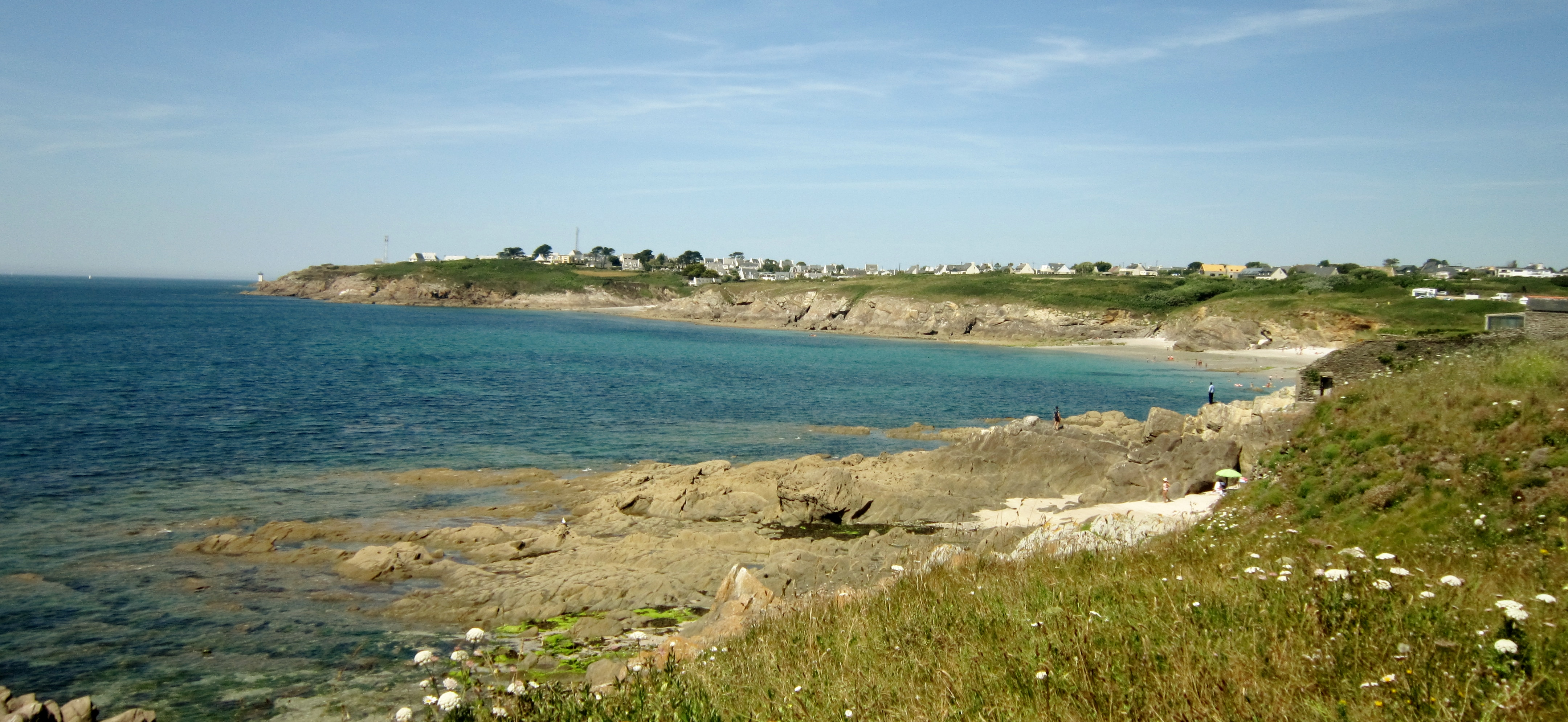
La Pointe des Renards vue des environs de la Grève bleue.
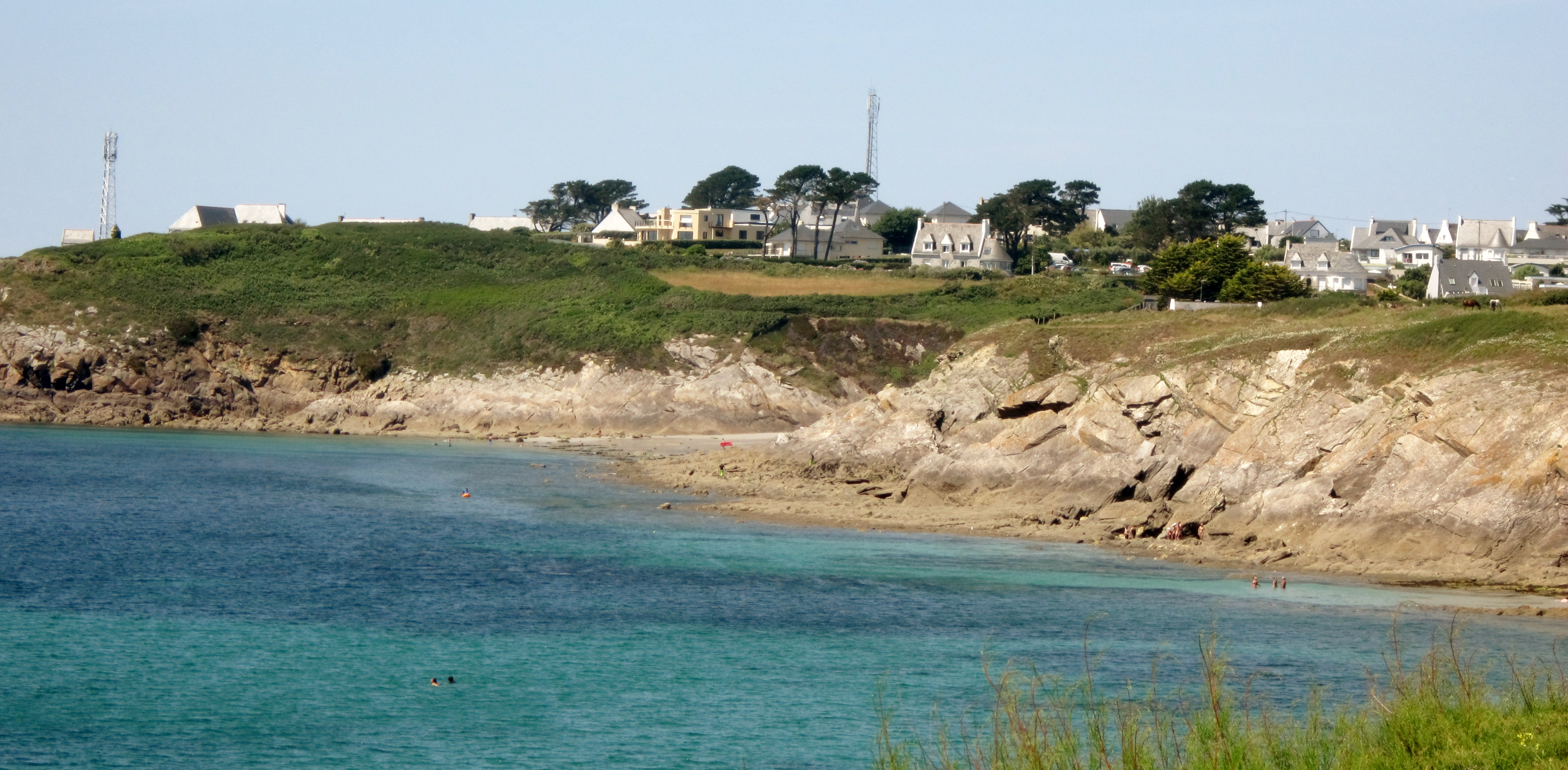
La Pointe des Renards (vue partielle en gros plan) vue des environs de la Grève bleue.
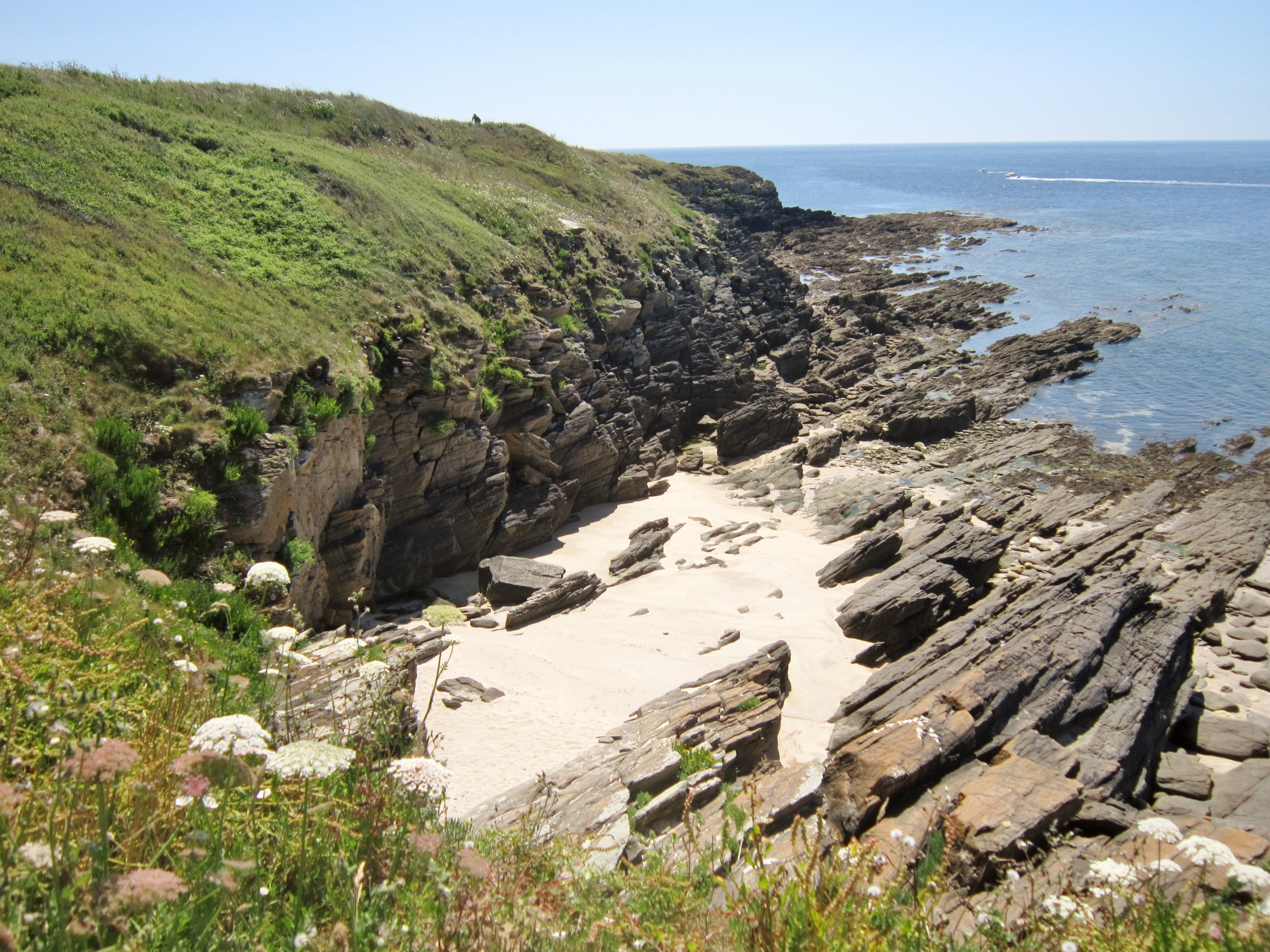
La Pointe de Penzer vue du nord.
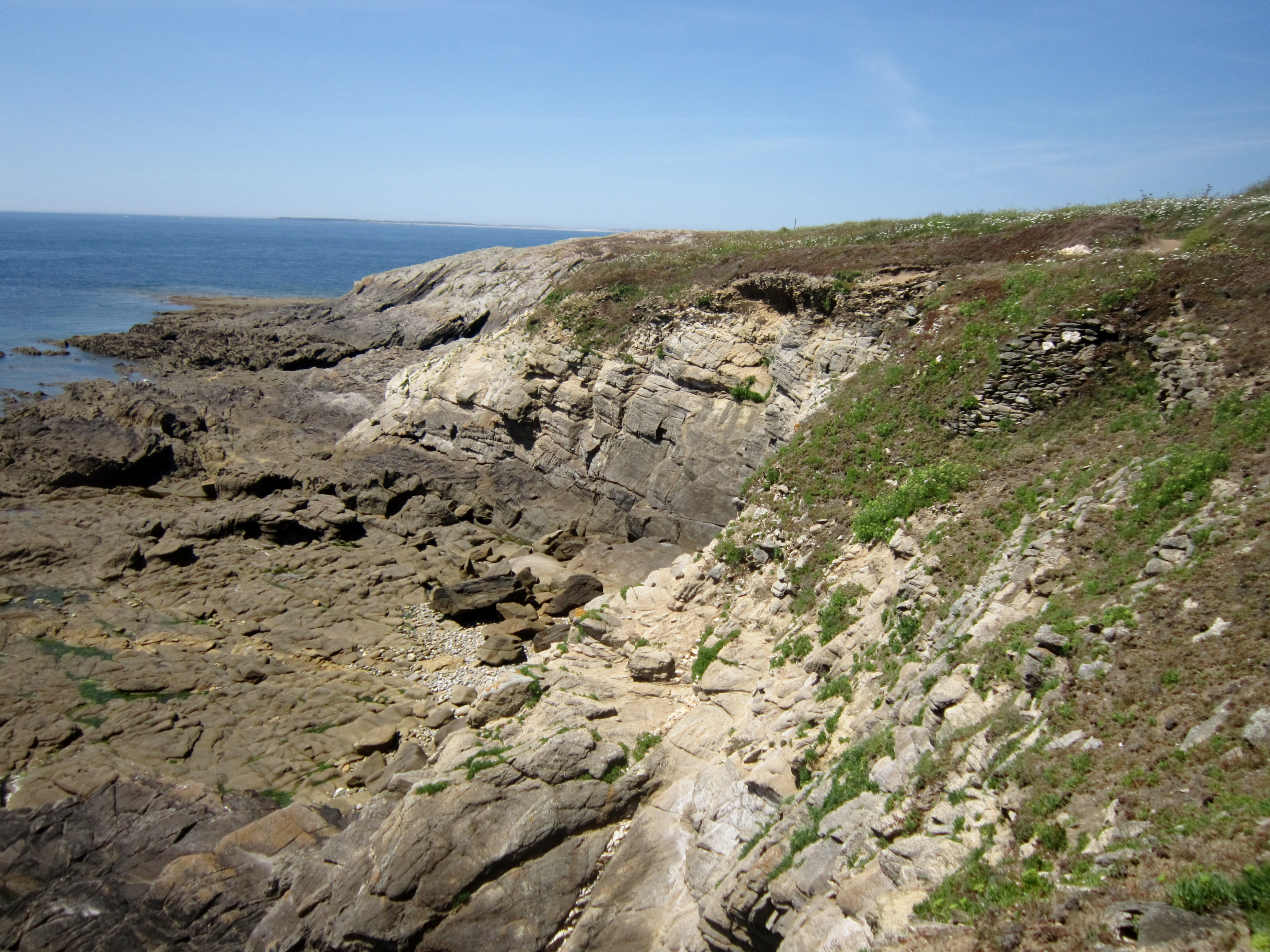
La Pointe de Penzer vue du sud.

En plus de son territoire sur le continent, ces îles de l'archipel de Molène sont également rattachées à la commune du Conquet :
- Île aux Chrétiens,
- Île de Balanec,
- Île de Bannec,
- Île de Béniguet,
- Île de Litiry,

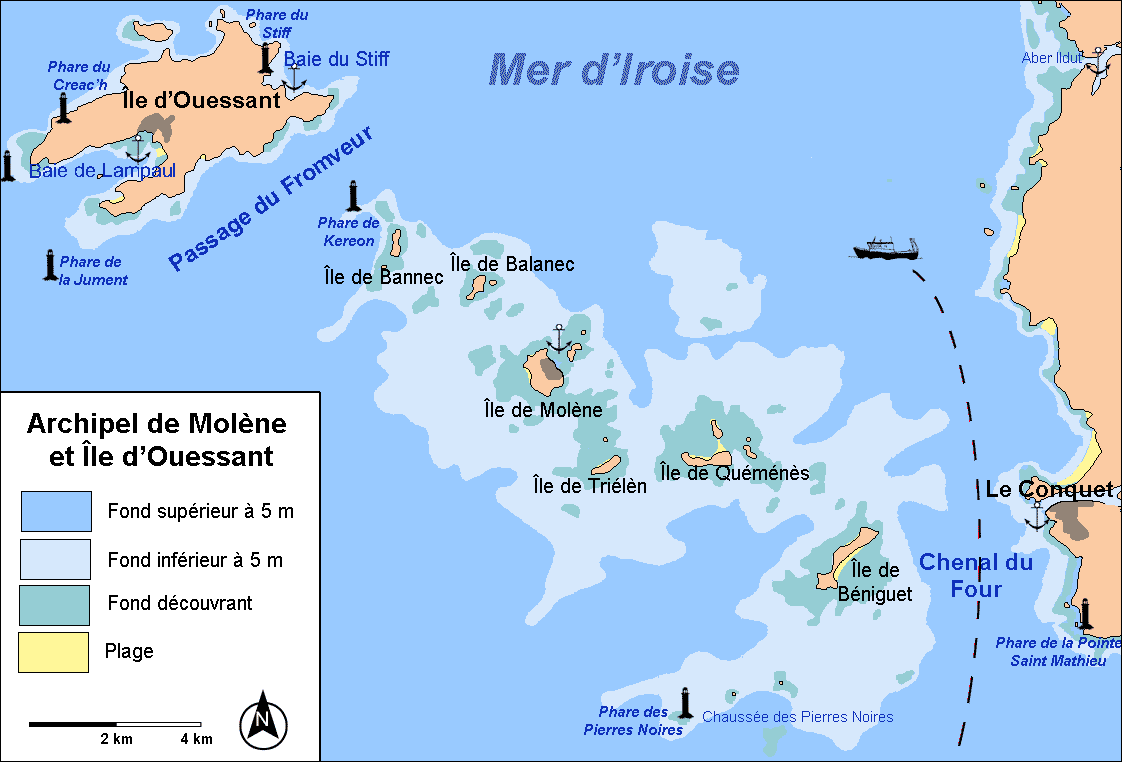
L'archipel de Molène (dont plusieurs îles appartiennent à la commune du Conquet).

- Lédénès de Quéménès ou Ledenez Kemenez,
- Île de Morgol,
- Île de Quéménès ou Kemenez,
- Île de Trielen.

Le Phare des Pierres Noires est aussi rattaché à la commune du Conquet.
Après les marées à fort coefficient, l'association Ar Viltansoù nettoie chaque mois le littoral de la commune du Conquet.

### Géologie et relief

Carte géologique du Massif armoricain.

Géologiquement, la commune est située à l'extrémité nord-ouest du Massif armoricain, dans le pays de Léon qui est une presqu'île massive, pénéplanée à l'altitude moyenne de 100 m. Le domaine structural armoricain de la zone de Léon constitue un vaste antiforme métamorphique de 70 km sur 30 km orienté NE-SW, plongeant légèrement vers l'est, plongeant légèrement vers l'Est. Il forme une vaste série d'un métamorphisme croissant depuis les zones externes (zones limitées au sud par la faille de l'Élorn N 70°, et à l'est par les schistes de Penzé du bassin sédimentaire de Morlaix à l'est) où l'on observe essentiellement des schistes et quartzites, jusque vers le centre (région de Lesvenen) où l'on trouve des gneiss d'origine variable partiellement anatectiques, et au nord avec les migmatites de Plouguerneau (datées de 330 à 340 Ma), séparées de l'antiforme par la zone de cisaillement de Porspoder-Guissény, caractérisée par des mylonites et ultramylonites. Cette série est interprétée comme un empilement de nappes déplacées du Sud vers le Nord dans les conditions ductiles de l'orogenèse varisque qui se termine par la formation de deux accidents crustaux majeurs qui décalent les granites carbonifères : le décrochement dextre nord-armoricain (faille de Molène – Moncontour) et le cisaillement senestre de Porspoder-Guissény (CPG).
Les affleurements de paragneiss et de micaschistes sont bien exposés dans les falaises situées entre le port du Conquet et la plage de Porz Liogan. Au niveau du GR34 (entre la grève bleue et Penzer, au sud du Bilou...), le promeneur ne soupçonne pas l'existence, à ses pieds, de daviers utilisés pour la remontée du goémon depuis des grèves inaccessibles aux charrettes.
Pétrologiquement, les gneiss et micaschistes du Conquet montrent des plans de schistosité qui forment des dalles inclinées au sud (pendage 40° S). Le site de Porz Liogan permet d'observer : au nord des gneiss de type leptynite (gneiss clair à grain fin, à foliation discrète) des micaschistes qui montrent par endroits des témoins d'un cisaillement dextre : filons de quartz boudinés et cristaux de grenat almandin centimétrique rouge vif (ces porphyroblastes de grenat présentent une texture œillée et des ombres de pression (en)). Ces grenats sont parfois associés avec la staurotide en cristaux prismatiques bruns ; plus au sud, affleure avec un pendage plus redressé, la leptynite et, au-dessus, une amphibolite foliée présentant une alternance de lits clairs de plagioclases et de lits sombres d'amphibole (hornblende magnésienne de teinte vert pâle).
Les altitudes varient entre 47 mètres (à la limite est du finage communal) et le niveau de la mer ; le relief est assez accidenté : trois lignes de hauteurs, l'une au nord de la ria (43 mètres d'altitude près de Pen ar Valy) les autres au sud de celle-ci (45 mètres d'altitude près du château d'eau et 41 mètres près de la plage de Portez pour celle qui traverse la partie centrale du territoire communal ; 46 mètres à l'est de Lochrist pour la plus méridionale) alternent avec les vallées des minuscules fleuves côtiers et de la ria du Conquet.

### Hydrographie
Pour un article plus général, voir Réseau hydrographique du Finistère.
La commune est située dans le bassin Loire-Bretagne. Elle est drainée par divers petits cours d'eau,.

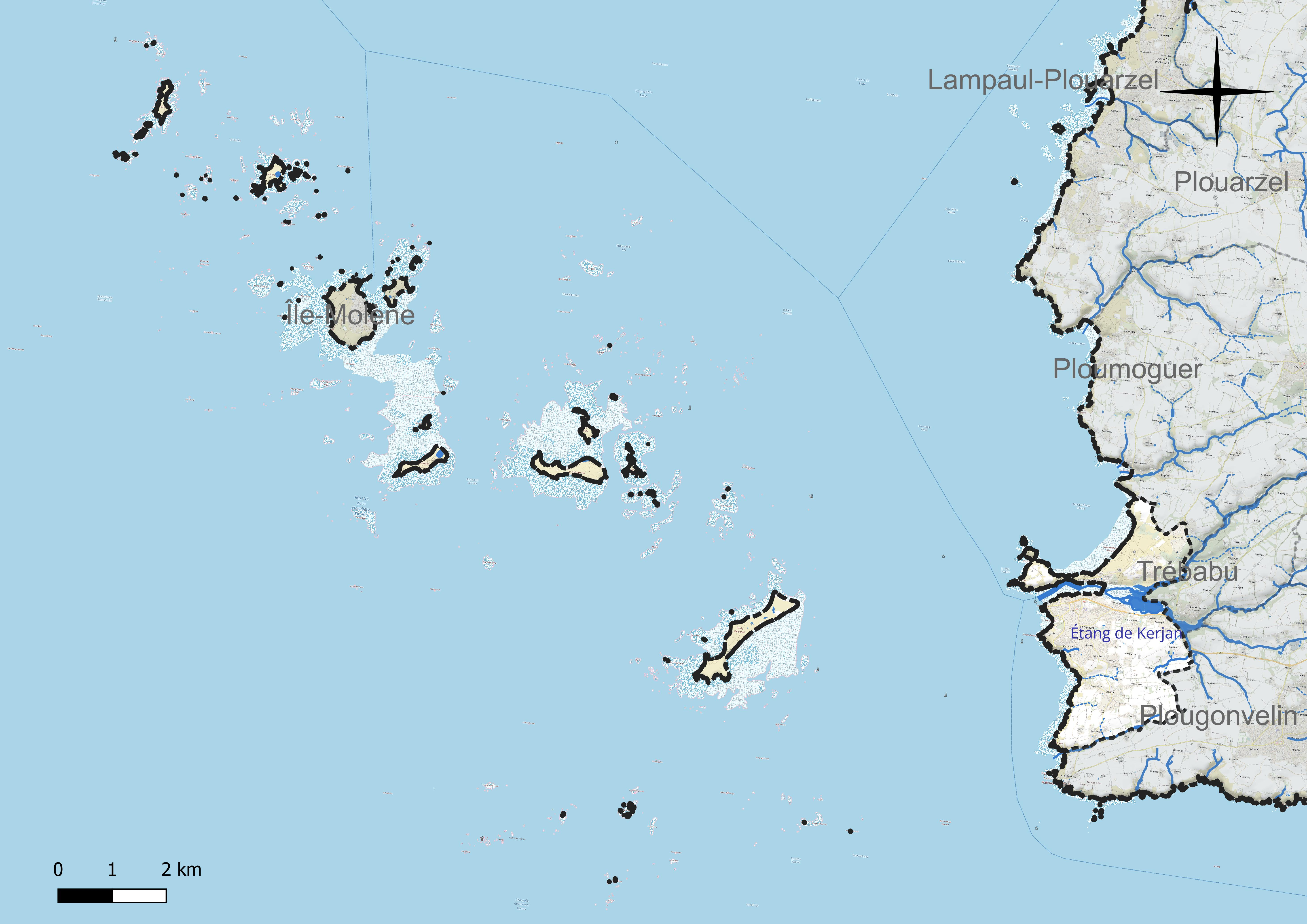
Réseau hydrographique du Conquet.

### Climat
Pour des articles plus généraux, voir Climat de la Bretagne et Climat du Finistère.
En 2010, le climat de la commune est de type climat océanique franc, selon une étude du CNRS s'appuyant sur une série de données couvrant la période 1971-2000. En 2020, Météo-France publie une typologie des climats de la France métropolitaine dans laquelle la commune est exposée à un climat océanique et est dans la région climatique Finistère nord, caractérisée par une pluviométrie élevée, des températures douces en hiver (6 °C), fraîches en été et des vents forts. Parallèlement l'observatoire de l'environnement en Bretagne publie en 2020 un zonage climatique de la région Bretagne, s'appuyant sur des données de Météo-France de 2009. La commune est, selon ce zonage, dans la zone « Littoral », exposée à un climat venté, avec des étés frais mais doux en hiver et des pluies moyennes.
Pour la période 1971-2000, la température annuelle moyenne est de 11,9 °C, avec  une amplitude thermique annuelle de 9,4 °C. Le cumul annuel moyen de précipitations est de 815 mm, avec 16 jours de précipitations en janvier et 7,1 jours en juillet. Pour la période 1991-2020, la température moyenne annuelle observée sur la station météorologique la plus proche, située sur la commune de Ploudalmézeau à 22 km à vol d'oiseau, est de 12,1 °C et le cumul annuel moyen de précipitations est de 997,1 mm,. Pour l'avenir, les paramètres climatiques de la commune estimés pour 2050 selon différents scénarios d'émission de gaz à effet de serre sont consultables sur un site dédié publié par Météo-France en novembre 2022.

## Urbanisme

### Typologie
Au 1er janvier 2024, Le Conquet est catégorisée bourg rural, selon la nouvelle grille communale de densité à 7 niveaux définie par l'Insee en 2022.
Elle appartient à l'unité urbaine du Le Conquet, une unité urbaine monocommunale constituant une ville isolée,. Par ailleurs la commune fait partie de l'aire d'attraction de Brest, dont elle est une commune de la couronne,. Cette aire, qui regroupe 68 communes, est catégorisée dans les aires de 200 000 à moins de 700 000 habitants,.
La commune, bordée par la mer d'Iroise, est également une commune littorale au sens de la loi du 3 janvier 1986, dite loi littoral. Des dispositions spécifiques d'urbanisme s'y appliquent dès lors afin de préserver les espaces naturels, les sites, les paysages et l'équilibre écologique du littoral, tel le principe d'inconstructibilité, en dehors des espaces urbanisés, sur la bande littorale des 100 mètres, ou plus si le plan local d'urbanisme le prévoit.

### Occupation des sols
L'occupation des sols de la commune, telle qu'elle ressort de la base de données européenne d'occupation biophysique des sols Corine Land Cover (CLC), est marquée par l'importance des territoires agricoles (43,1 % en 2018), en diminution par rapport à 1990 (52,7 %). La répartition détaillée en 2018 est la suivante : 
zones agricoles hétérogènes (39,1 %), zones urbanisées (21,9 %), milieux à végétation arbustive et/ou herbacée (17,5 %), zones humides côtières (7,6 %), espaces verts artificialisés, non agricoles (5,6 %), terres arables (4 %), forêts (3,6 %), eaux maritimes (0,8 %). L'évolution de l'occupation des sols de la commune et de ses infrastructures peut être observée sur les différentes représentations cartographiques du territoire : la carte de Cassini (XVIIIe siècle), la carte d'état-major (1820-1866) et les cartes ou photos aériennes de l'IGN pour la période actuelle (1950 à aujourd'hui).

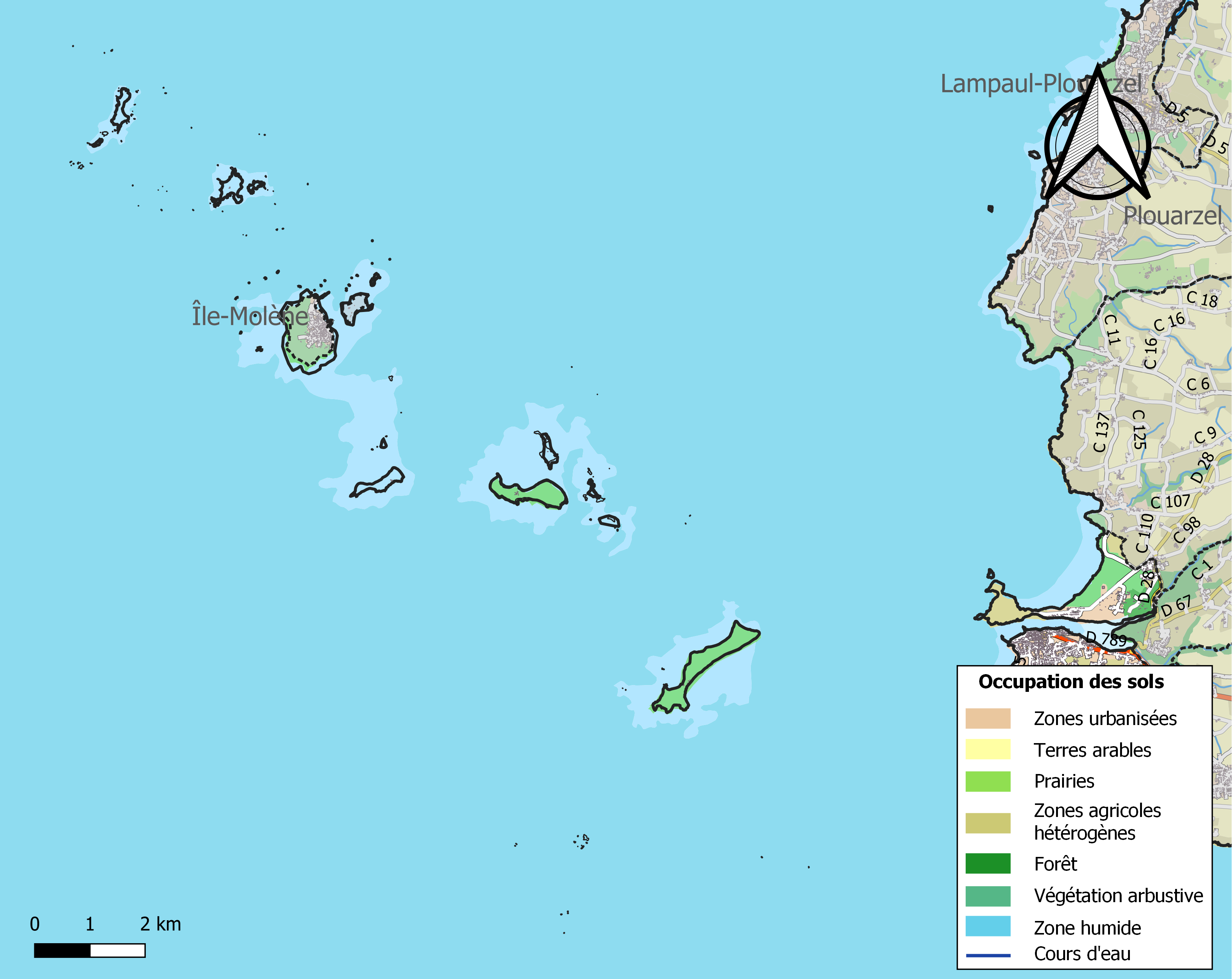
Carte des infrastructures et de l'occupation des sols de la commune en 2018 (CLC).

### Morphologie urbaine
Le Conquet a conservé de nombreuses maisons de marins armateurs construites entre les XVe et XVIIe siècles, surnommées « maisons anglaises » car construites pour la plupart après les destructions subies en 1558 ; la plus connue est la « Maison des Anglais » ou « Castel Coz » (elle date du XVe siècle), située rampe Lombard, mais aussi la « Maison du Lion d'Or », la « maison Poncelin », plus connue sous le nom de « maison des Seigneurs », etc.. Le quai du Drellac'h et la corniche du Drellac'h ont aussi conservé quelques demeures construites par des bourgeois, négociants ou armateurs aux époques les plus prospères du commerce maritime du Conquet.

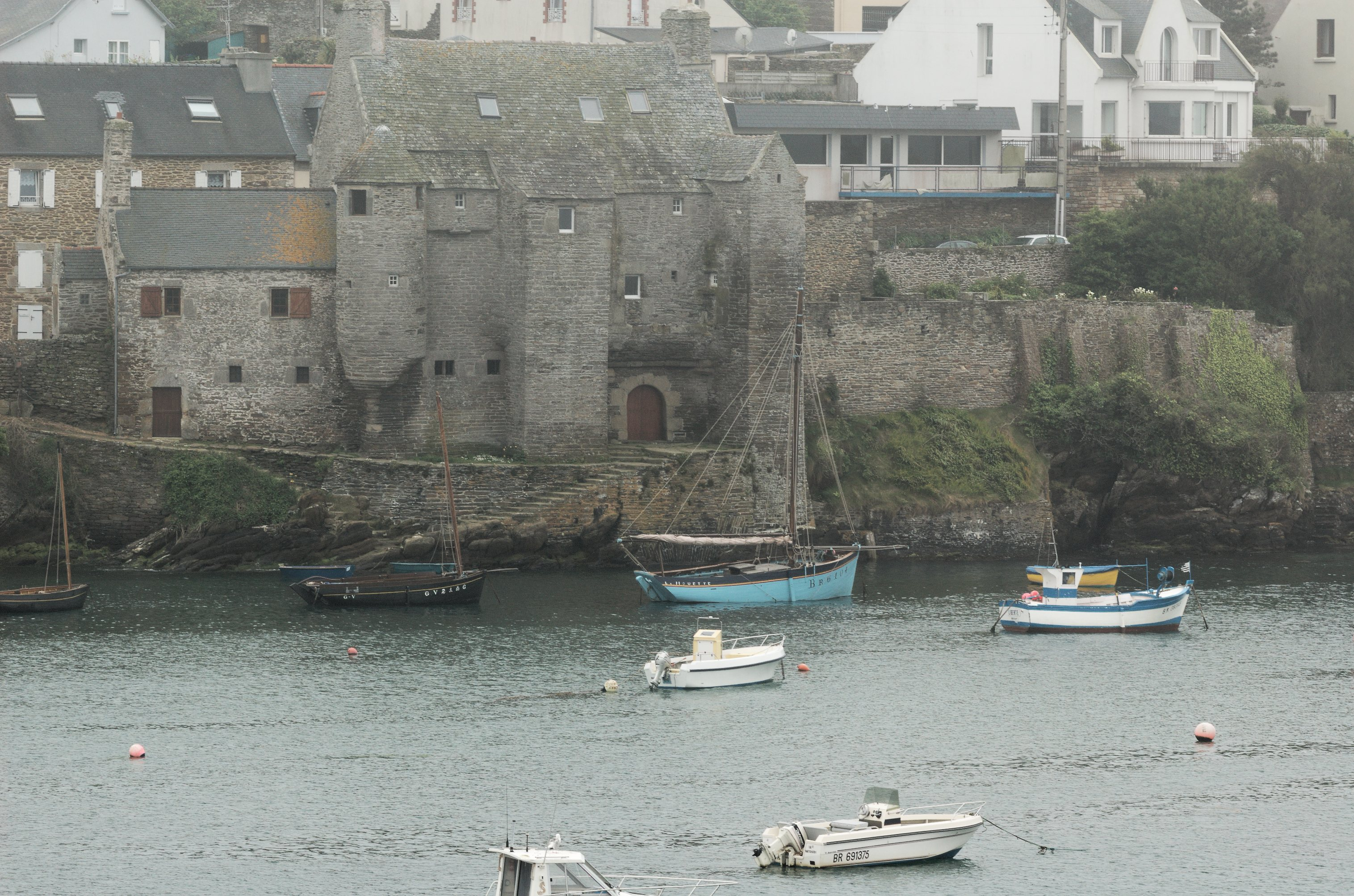
La « Maison des Seigneurs » au-dessus du port du Conquet (partie nord, côté fortifié).
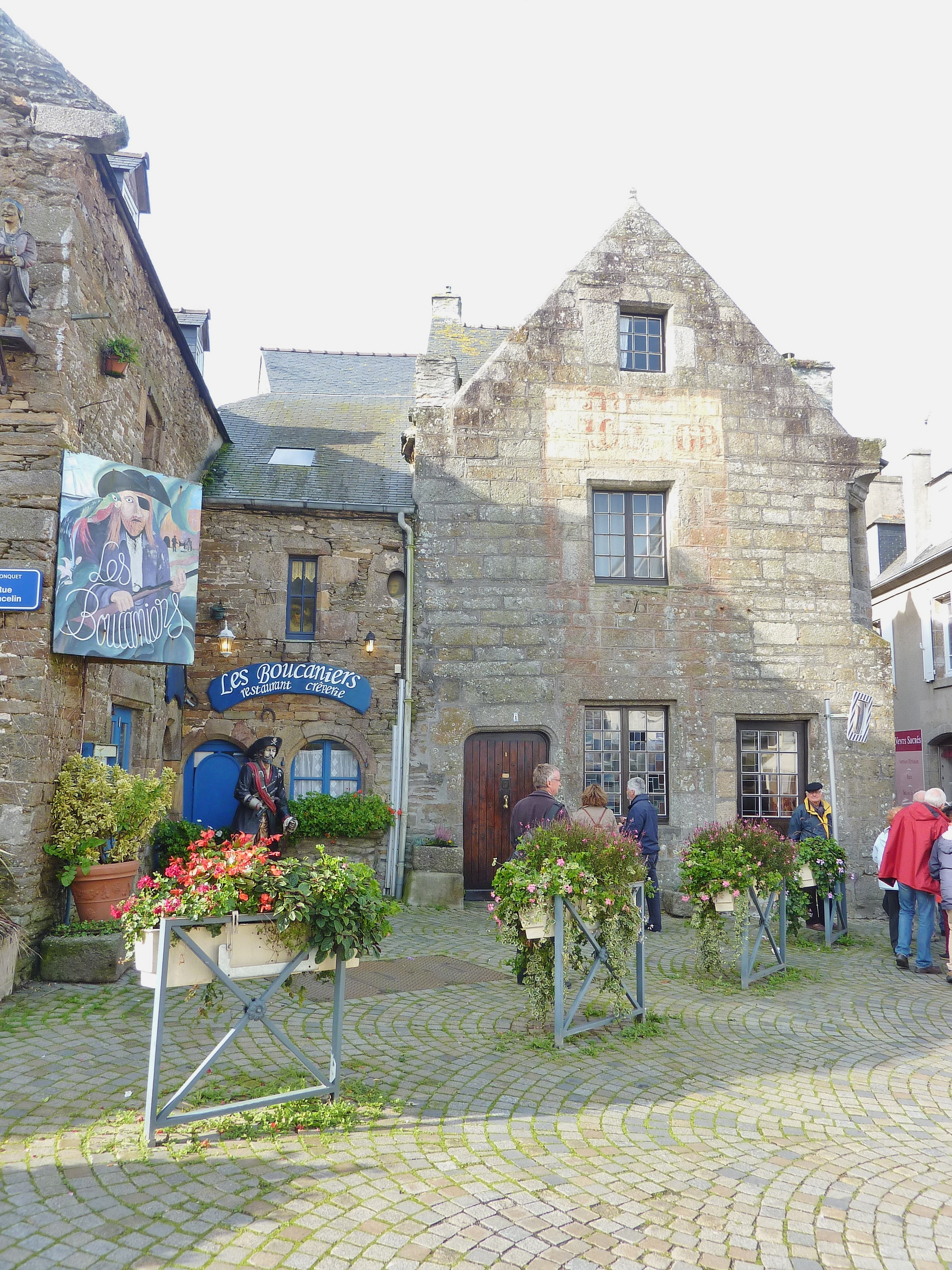
La « maison du Lion d'Or » du XVIe siècle).
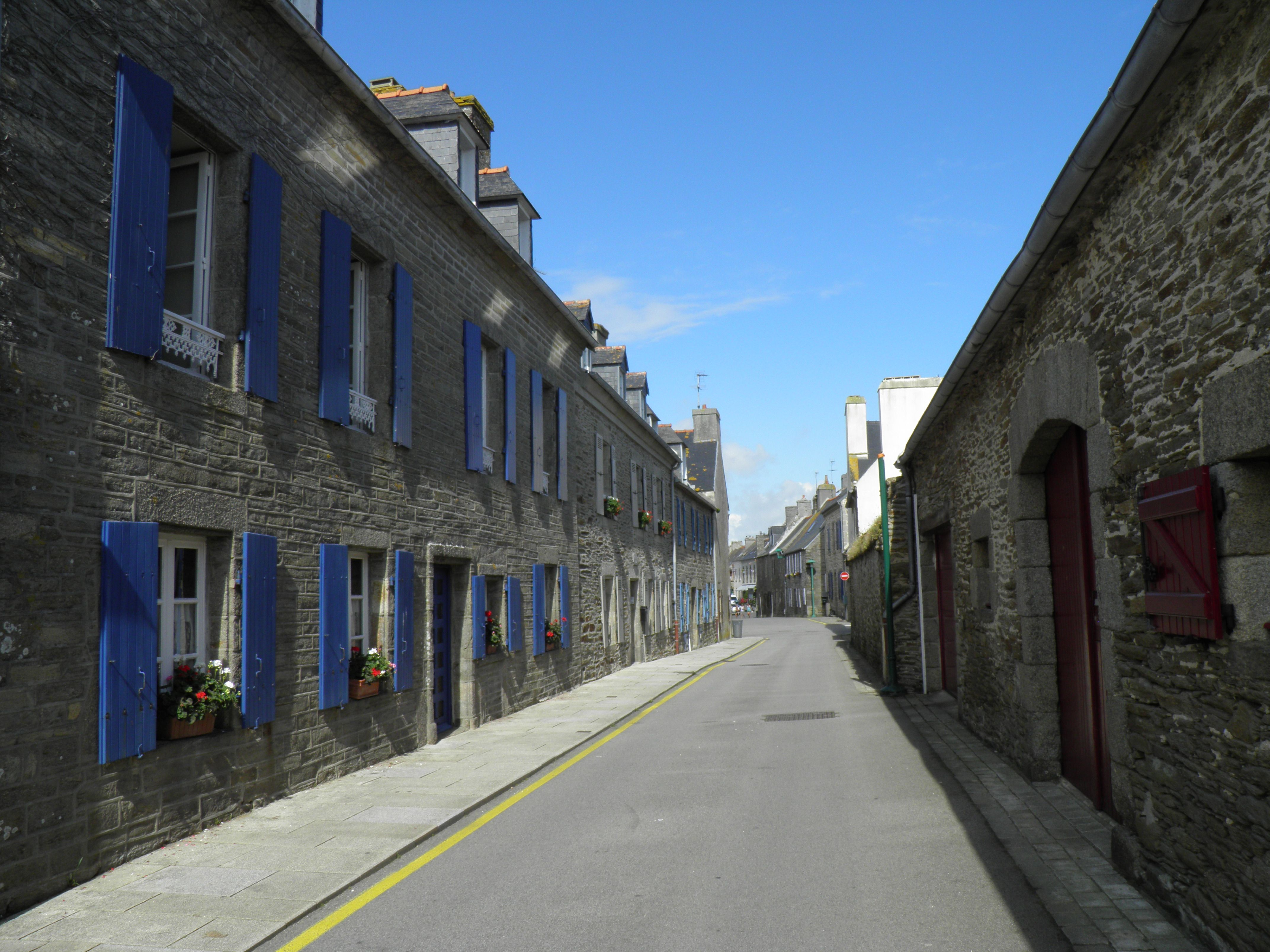
Une rue et ses maisons anciennes.

Une étude commandée par la ville a montré l'intérêt majeur à préserver et à valoriser le patrimoine maritime bâti du Conquet.
La partie rurale de la commune a un habitat dispersé en de nombreux écarts formés de fermes isolées et de quelques hameaux (le principal étant l'ancien bourg de Lochrist). Elle est en partie grignotée par la périurbanisation à la périphérie de la ville du Conquet. Une urbanisation de type balnéaire est sensible principalement en arrière de la plage des Blancs-Sablons, notamment aux alentours de Pen ar Valy, et, à un degré moindre, entre Lochrist et la plage de Porz Liogan.

### Habitat et logement
En 2018, le nombre total de logements dans la commune était de 1 978, alors qu'il était de 1 897 en 2013 et de 1 736 en 2008.
Parmi ces logements, 66,6 % étaient des résidences principales, 29,4 % des résidences secondaires et 4 % des logements vacants. Ces logements étaient pour 81,6 % d'entre eux des maisons individuelles et pour 18,3 % des appartements.
Le tableau ci-dessous présente la typologie des logements au Le Conquet en 2018 en comparaison avec celle du Finistère et de la France entière. Une caractéristique marquante du parc de logements est ainsi une proportion de résidences secondaires et logements occasionnels (29,4 %) supérieure à celle du département (13,7 %) et à celle de la France entière (9,7 %). Concernant le statut d'occupation de ces logements, 79,3 % des habitants de la commune sont propriétaires de leur logement (78,5 % en 2013), contre 68,9 % pour le Finistère et 57,5 pour la France entière.
| Typologie                                               | Le Conquet | Finistère | France entière |
| ------------------------------------------------------- | ---------- | --------- | -------------- |
| Résidences principales (en %)                           | 66,6       | 78,8      | 82,1           |
| Résidences secondaires et logements occasionnels (en %) | 29,4       | 13,7      | 9,7            |
| Logements vacants (en %)                                | 4          | 7,5       | 8,2            |

### Voies de communication et transports

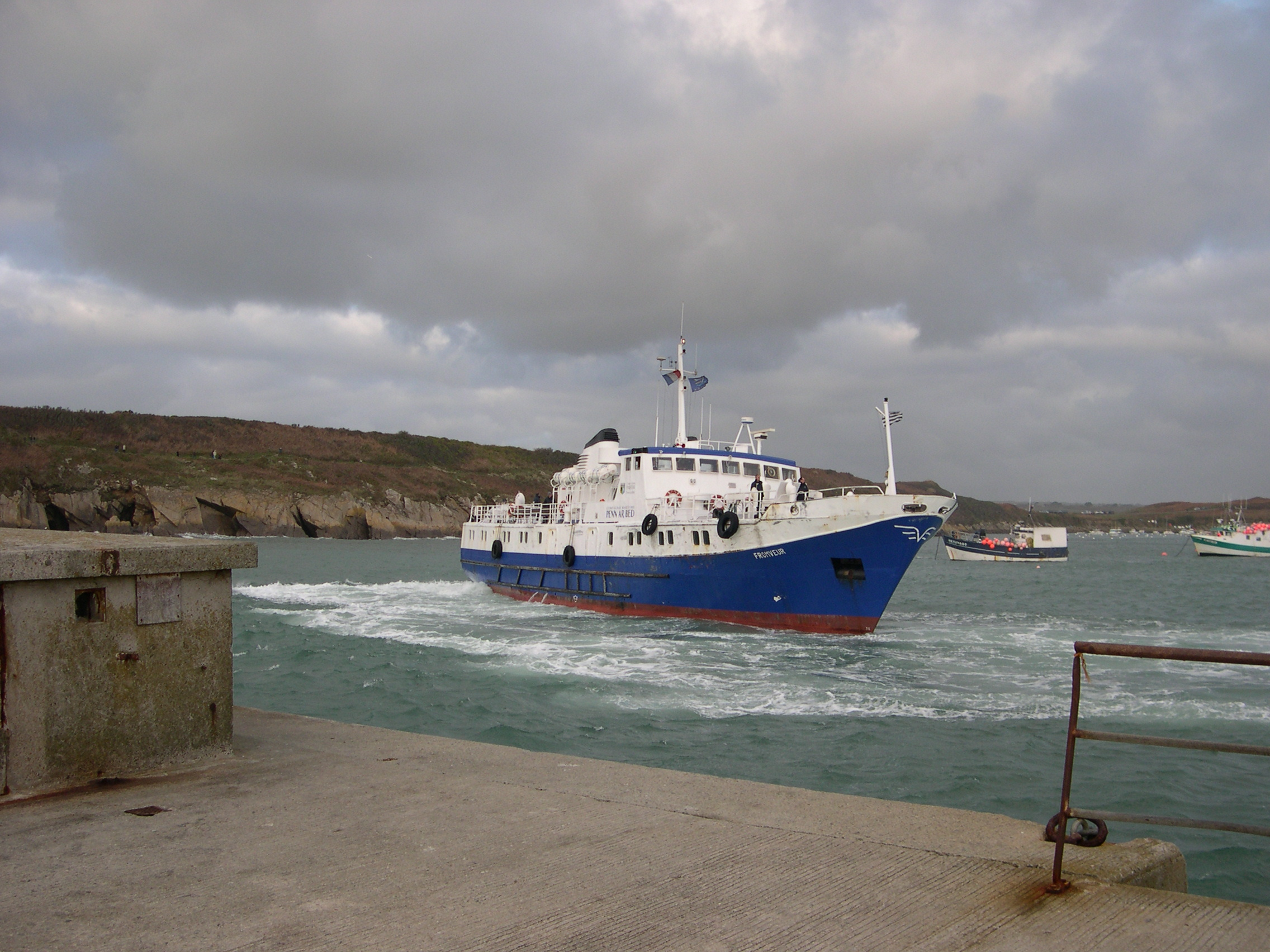
Le bateau Fromveur quittant le port du Conquet.

La ville du Conquet est desservie par la D 789 (ancienne RN 789 déclassée) venant de Brest, via Plougonvelin, par la D 67 venant de Saint-Renan ainsi que la D 85 venant de la pointe de Saint-Mathieu (Plougonvelin).

#### Transports en commun
La ville du Conquet est desservie par la ligne 11 (Brest, Plouzané, Locmaria-Plouzané, Le Conquet) des Cars de l'Élorn.
Le port du Conquet est desservi par la Compagnie Penn-ar-Bed qui assure des liaisons avec Ouessant et l'archipel de Molène durant toute l'année, et durant la saison d'avril à septembre, par la compagnie Finist'mer qui assure des liaisons rapides et directes entre les ports du Conquet et de Lanildut, et les îles de Molène et de Ouessant.

#### Le port du Conquet
Benjamin Girard décrit en 1889 le port du Conquet :

« Le port est situé sur le Chenal du Four, à peu de distance de la pointe la plus occidentale du Finistère [la Pointe de Corsen] ; il consiste en un estuaire de 2 km environ de longueur, qui s'ouvre à l'ouest-sud-ouest sur 400 mètres de largeur, entre la pointe Sainte-Barbe au sud et la presqu'île de Kermorvan au nord. Cette presqu'île sépare le port du Conquet de la grande baie (...) des Blancs-Sablons. À 400 mètres de l'embouchure, on a construit en 1876 un môle de 94 mètres de longueur, en arrière duquel se trouve le port proprement dit, la partie antérieure constituant une sorte d'avant-port. L'entrée en est éclairée par le phare placé sur la pointe de Kermorvan, à l'ouest. L'anse (en fait la ria) du Conquet assèche [à marée basse] sur presque toute son étendue, mais on trouve à l'entrée, vis-à-vis de la pointe Sainte-Barbe, des fonds de 3 à 4 mètres de profondeur au-dessous des plus basses mers. Divers écueils sont à redouter, dans la voisinage du port, qui est bien abrité par le môle susdit, et dont l'entrée est en général facile ; mais il n'en est pas de même de l'avant-port, ouvert à la lame de l'ouest et qui est intenable par (...) gros temps (...). On y trouve une profondeur de 7 mètres aux pleines mers de vive eau. Le Conquet possède une station de canot de sauvetage et une station de pilotage que le voisinage de l'archipel d'Ouessant et du passage du Four rendent importantes. La première a été établie en 1867. »

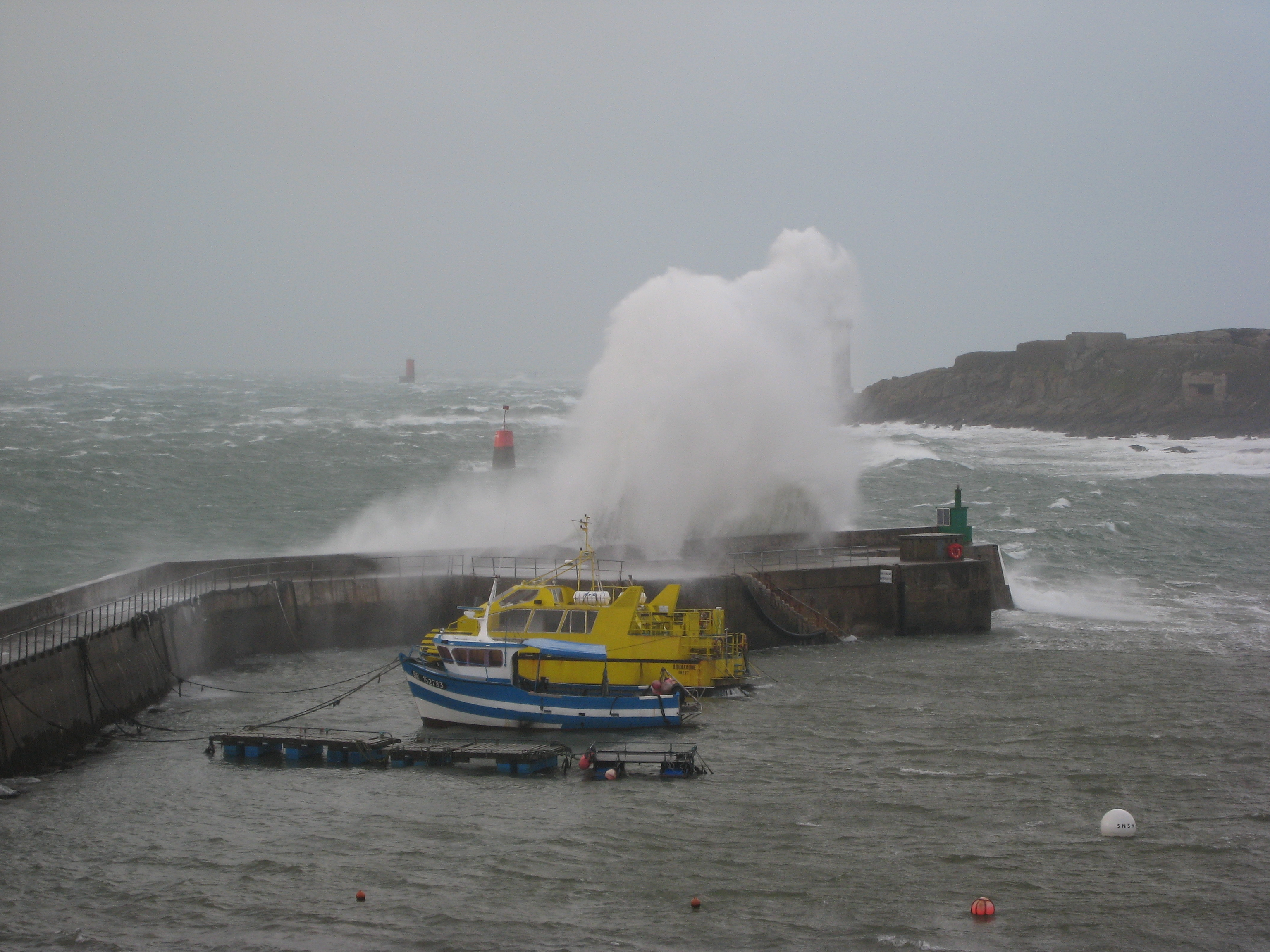
Une vague dans le port du Conquet.

Cette description reste en grande partie valable de nos jours, même si une jetée et un quai ont été construits depuis dans l'avant-port, qui reste mal protégé par gros temps et vent d'ouest.
Le phare de Kermorvan et la tourelle de la Grande Vinotière contribuent à sécuriser les abords du port du Conquet. Les tempêtes y sont un spectacle impressionnant et le port peut alors être très dangereux d'accès
En 2010, Le Conquet comptait encore 120 marins-pêcheurs. En 2019 « 25 navires y pratiquent la pêche au filet et au casier. 200 unités de plaisance s'y abritent et pas moins de 200 000 personnes transitent chaque année pour embarquer et débarquer de Molène et Ouessant ». Si l'on y ajoute les ligneurs, Le Conquet compte une quarantaine de bateaux de pêche ; c'est même le second port français pour la pêche aux tourteaux.

## Toponymie
Du fait de l'importance de cet abri pour le commerce maritime depuis au moins le Moyen Âge, le nom du lieu est attesté de nombreuses fois dans ses formes anciennes et dans différentes langues : 
- en français :
  - « Conket » en 1319 et en 1379 ;
  - « Conquet » en 1355, 1397, 1405, 1407 et 1588 ;
  - « Conq » en 1447 ;
  - « Le Conquest » en 1513, 1544, 1624, 1625 et 1648 ;
  - « Le Concquet » en 1540 ;
  - « Le Conquet » en 1544, 1625 et 1693. Cette forme est reprise par la plupart des documents postérieurs à 1693.
  - « Concguet » en 1616 ;
  - « Concguest » en 1673
- en breton : « Konk Leon ».
- en espagnol : « Conquest » en 1341 ;
- en néerlandais : « Konket » en 1420.

Le nom est formé sur le radical « conq » provenant du latin concha qui a donné en breton konk et en français « conche, conque », avec le sens de « baie, havre, anse », le toponyme qualifiant des ports dont l'anse abritée était une garantie de protection pour les navires. Ce terme est peut-être d'origine celtique compte tenu de sa présence en gaélique irlandais sous la forme Cong avec le sens de « goulet, détroit ». La forme conservée dans les textes comporte le suffixe diminutif « -et » depuis le Moyen Âge, et est précédée de l'article défini depuis le XVIe siècle.
Le nom breton du Conquet est Konk-Leon. Le deuxième élément de la forme bretonne est Leon, qui est le nom de la région historique où se situe le lieu : le pays de Léon. L'ajout de Leon à la suite de Konk permet de le distinguer de celui existant en Cornouaille, à savoir Konk-Kerne, « Concarneau ». Il est à noter que les habitants brittophones du Conquet et des alentours n'emploient généralement que la forme courte Konk à l'oral, car il n'en existe qu'un seul à proximité. Toute confusion avec Konk-Kerne/Concarneau, situé à plus de 100 km, ne peut en effet se produire. À l'oral, le nom peut aussi être précédé de l'article Ar ce qui provoque la mutation du K en C'h : Ar C'honk. Cette forme résulte sans doute de l'adaptation assez récente en breton de l'article défini existant dans la forme française « Le Conquet ».

## Histoire

### Préhistoire

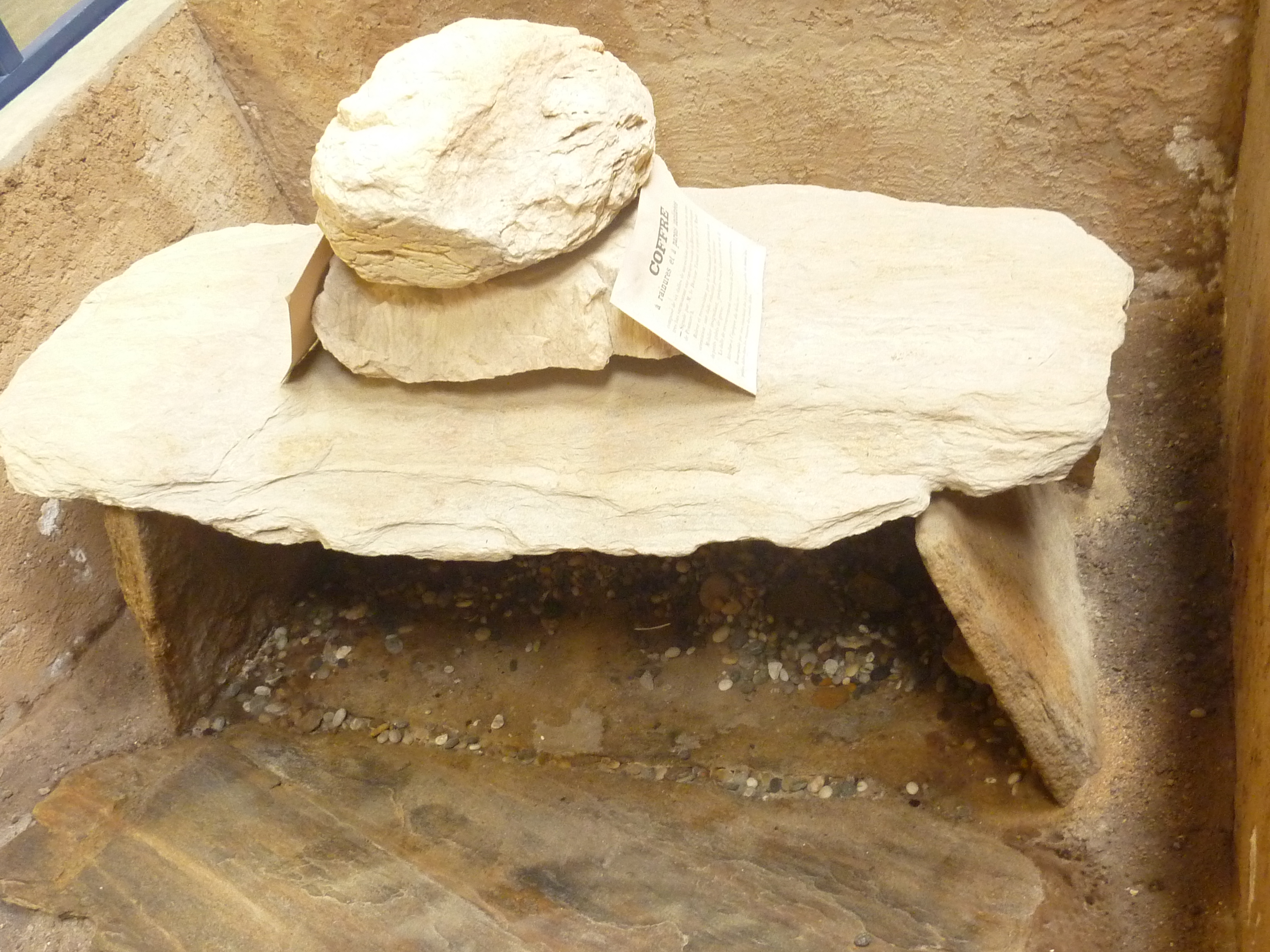
Coffre funéraire datant de l'âge du bronze trouvé près de la carrière du Bilou (Musée de la préhistoire finistérienne de Penmarc'h).

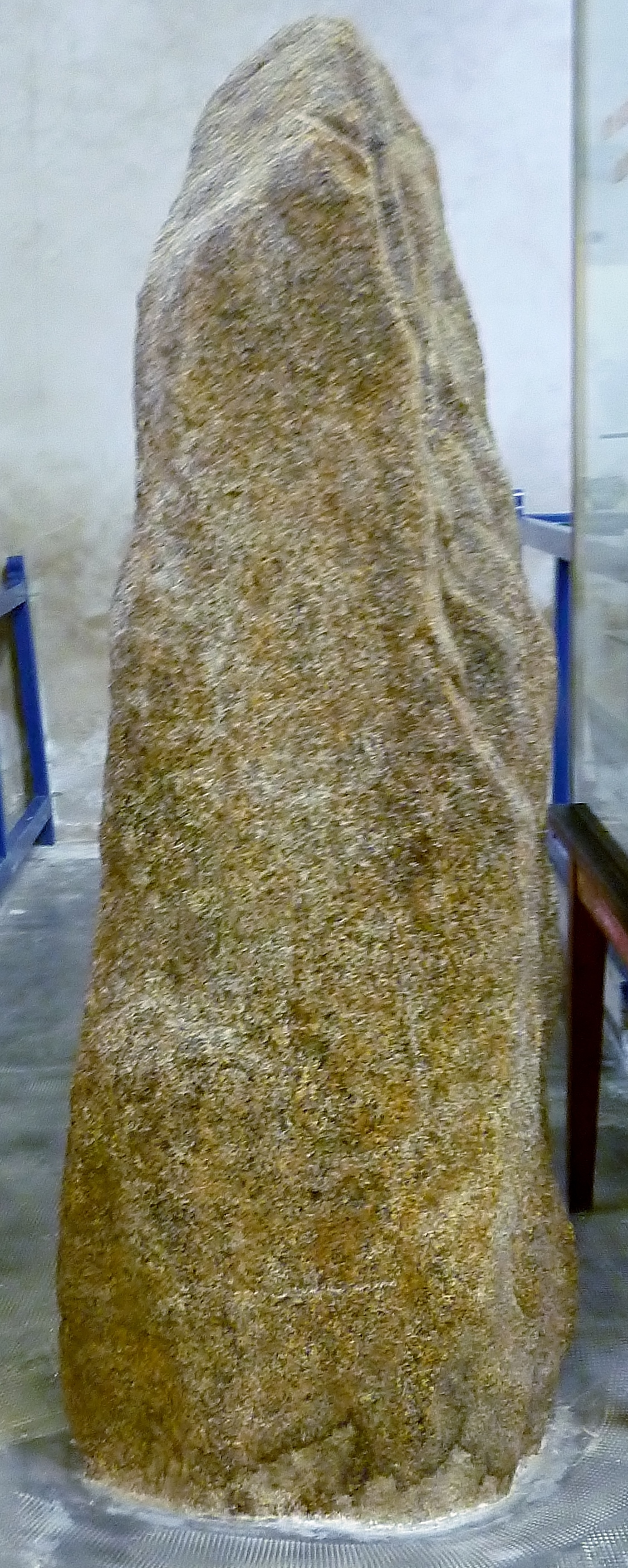
Le menhir gravé de l'isthme de Kermorvan (Musée de la préhistoire finistérienne de Penmarc'h.

Des traces d'habitat remontant au mésolithique ont été trouvées dans le secteur du Bilou, en particulier des silex taillés. Un coffre funéraire datant de l'Âge du bronze, composé de six dalles de micaschiste avec grenats, enfoui dans un tertre très bas, surmontant une carrière voisine du Bilou, avec comme mobilier intérieur des restes d'ossements et des galets de grève, a également été trouvé ; sa dalle de recouvrement est surmontée de deux pierres quartzeuses.
La presqu'île de Kermorvan, très étirée et avec ses isthmes étroits, a été de tout temps une position stratégique facile à défendre ; elle est occupée par les hommes au moins depuis le néolithique et de nombreux vestiges préhistoriques y ont été découverts, comme des mégalithes, en particulier un menhir gravé haut de 1,80 mètre et large de 55 cm, dont la face avant présente un dessin de dague qui reste énigmatique, un cromlech encore visible sur place et des tombes de l'Âge du bronze. Un poignard, datant aussi de l'Âge du bronze, fut aussi trouvé dans cette presqu'île en 1916.
Le Chevalier de Fréminville décrit en 1844 le cromlech de Kermorvan, alors encore presque intact « formé de douze pierres debout et disposées en ellipse : cette enceinte à cinquante-neuf mètres douze centimètres de longueur et trente-neuf mètres dans sa plus grande largeur ; ensuite de deux menhirs isolés, plantés en avant, à quelque distance. (...) Le cromlech de Kermorvan est aujourd'hui mutilé ; on a brisé quelques-unes de ses pierres ».
« La presqu'île [de Kermorvan] était fermée par un rempart gaulois (un oppidum) dans les années 500 avant notre ère, c'était un site protégé, à l'époque romaine. On peut encore voir, à l'entrée de la presqu'île, les restes du rempart, un gros talus » a écrit l'historien Jean-Yves Éveillard.

### Antiquité

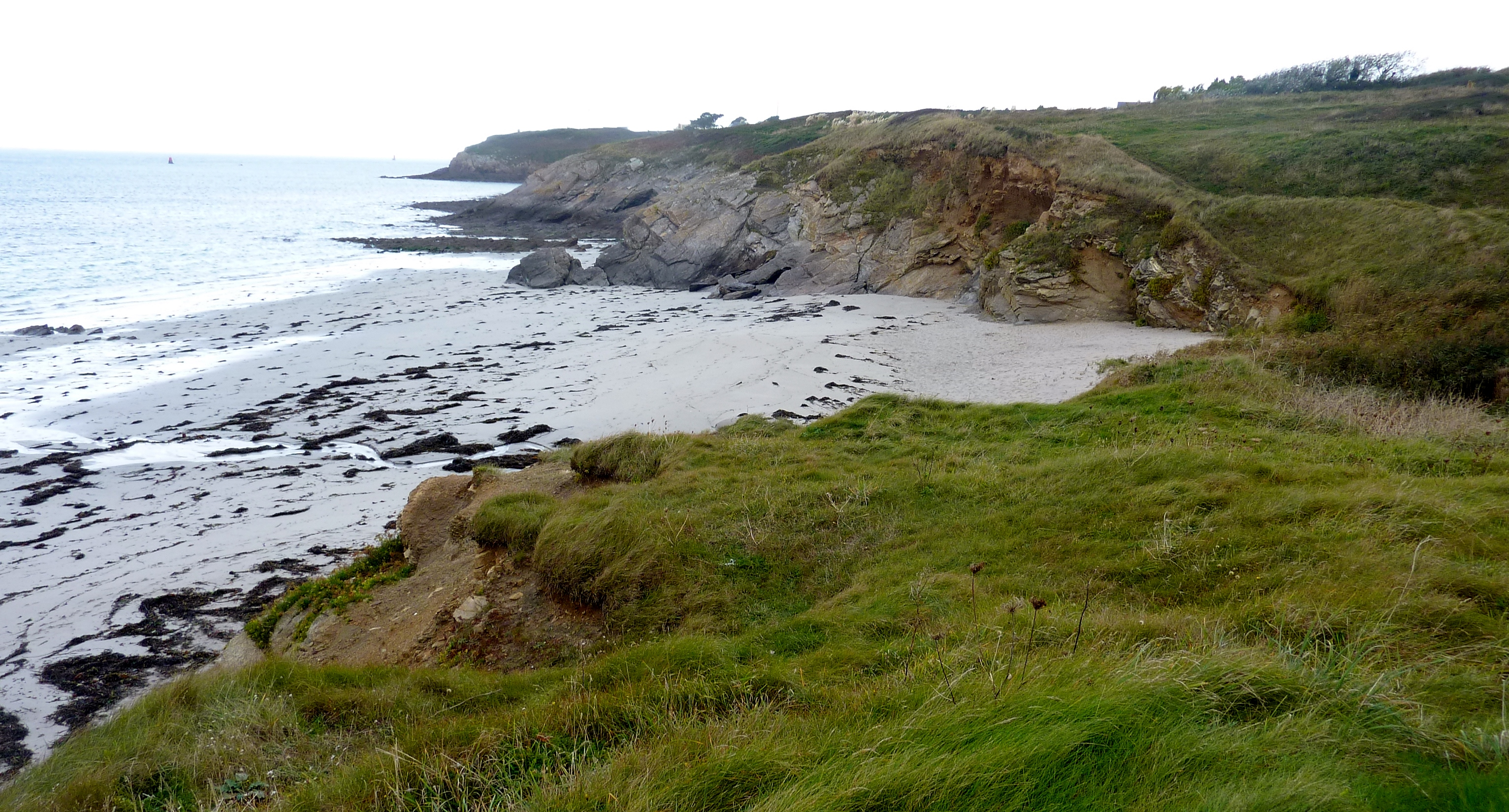
La plage de Porsliogan, site d'un ancien port romain.

Une voie romaine provenant de Kérilien (Vorganium) et passant par Lesneven et Saint-Renan, aboutissait à la pointe Saint-Mathieu, non loin du Conquet. Un port romain (Portus Salionicus, cité par Ptolémée), dont il ne subsiste qu'un vague relief sous-marin en forme de quai, se trouvait à Porsliogan (Porz Liogan) (ceci a été contesté, notamment par Patrick Galliou, mais réaffirmé par Michel Le Roy et Yves Chevillotte) ; d'autres branches de cette voie romaine qui se subdivisait à partir de Saint-Renan menaient, l'une à Ploumoguer et Porsmoguer, l'autre à la presqu'île de Kermorvan.

### Moyen Âge
Saint Tugdual et ses compagnons auraient débarqué sur la plage de Porz Pabu, à l'extrémité de la presqu'île de Kermorvan, au VIe siècle.
En 875 (ou 878) les Normands envahirent Le Conquet, débarquant quelques troupes et pillant les environs.
En 1207 des partisans de Jean sans Terre bâtirent un château près du Conquet et s'emparèrent de la ville et du port, dont ils se firent une place d'armes. Les Anglais furent chassés en 1218 par Pierre de Dreux qui fit raser le château et la forteresse qu'ils avaient construits.
En 1279 le duc de Bretagne Jean Ier afferma les sécheries du Conquet, de Saint-Mahé [Saint-Mathieu] et autres à quelques marchands de Bayonne qui, en 1289, se joignirent aux Anglais, avec l'aide desquels ils brûlèrent Le Conquet et pillèrent et ravagèrent tous les environs, pour se venger du mauvais traitement que leur faisaient les habitants de la ville.
En 1295 une flotte anglaise de 360 voiles, commandée par les comtes de Lancastre et de Lincoln, mouilla à la vue du Conquet. Les habitants furent d'abord si effrayés qu'ils prirent la fuite ; mais, regrettant leurs meubles, ils revinrent les chercher. Les Anglais, qui s'en aperçurent, firent aussitôt une descente, pillèrent l'endroit et brûlèrent les maisons, avec toutes les barques et petits vaisseaux qui se trouvaient dans le port.
En 1341, lors de la Guerre de Succession de Bretagne, l'armée du roi Philippe de Valois (qui soutenait Charles de Blois) assiégea Le Conquet, qui se rendit après quelques jours de siège ; mais la garnison du château, tenu par des partisans de Jean de Montfort, qui fit plus de résistance, fut passée au fil de l'épée. Au début de l'année 1342, une armée commandée par Gautier de Mauni et envoyée par la comtesse de Montfort reprit la ville et « fit à la garnison le même traitement dont elle avait usé envers celle qui y était ci-devant, car il la fit tailler en pièces, à l'exception de dix prisonniers, qu'il conserva. Après cette cruelle expédition, il fit démolir et renverser toutes les fortifications de la ville ».
En 1374 le duc de Bretagne Jean IV, lors d'une des suites de la guerre de Succession de Bretagne, assiégea et prit la ville du Conquet (il était en conflit avec le roi de France Charles V), et passa toute la garnison française au fil de l'épée.
La prospérité du Conquet est due à son port situé dans l'anse de Poulconq (Poulconquet en 1398). Le port, très ancien, eut à soutenir maints sièges entre 1313 et 1558 : par exemple, en 1488 l'armée française dirigée par le vicomte de Rohan, en lutte contre les soutiens de la duchesse Anne, assiégea et prit la forteresse de l'île du Conquet ; en 1543, Ambroise Paré, qui accompagne René Ier de Rohan venu défendre la  province, trouve « la population en armes, le tocsin sonnant de toutes parts » en raison de la menace d'un débarquement anglais finalement écarté. Il en profite pour décrire le jeu de la lutte bretonne alors déjà pratiquée.

### Époque moderne
Lochrist fut longtemps une simple trève de la paroisse de Plougonvelin.
Ambroise Paré a laissé un témoignage datant de 1543 concernant une tentative de débarquement anglais et décrivant aussi le jeu de la lutte bretonne alors pratiquée.
Au XVIe siècle, Le Conquet faisait partie de la sénéchaussée de Brest et Saint-Renan. En 1510 la "Maison des seigneurs" du Conquet est construite par Jean de Poncelin.
Le 29 juillet 1558, dans le cadre de la onzième guerre d'Italie, la ville subit un raid anglo-flamand. Le débarquement d'une flotte de 150 navires (120 anglais et 30 flamands), sans opposition, conduit au pillage du Conquet.
L'École de cartographie du Conquet a été fondée au XVIe siècle par le cartographe breton Guillaume Brouscon. Elle est notamment connue pour avoir fourni des dessinateurs au missionnaire breton Michel Le Nobletz, pour la réalisation de cartes marines ou géographiques (sur peaux de mouton) servant de « tableaux énigmatiques » (taolennoù, en breton) à visée catéchétique.

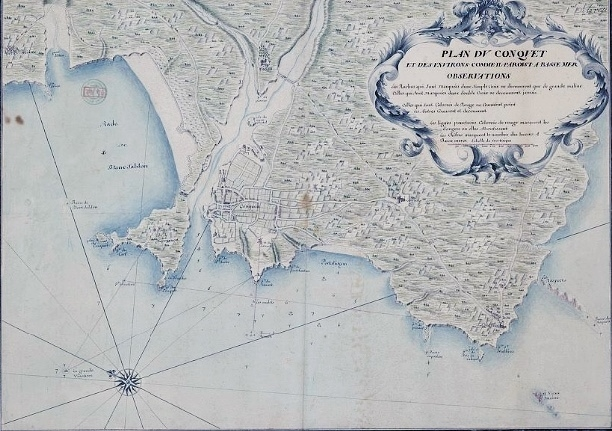
Plan du Conquet et des environs vers 1700 (par Denis de La Voye).

En 1625 le duc de Vendôme, gouverneur de  Bretagne, confie au baron de Kerleach « la garde de l'Isle du Conquet » (c'est-à-dire de la presqu'île de Kermorvan).
L'église de Lochrist renferme le tombeau de Michel Le Nobletz qui au XVIIe siècle, « acheva de convertir les habitants de ces côtes, adonnés encore pour la plupart à certaines pratiques du paganisme ».
En 1759, une ordonnance de Louis XV ordonne à la paroisse du Conquet de fournir 2 hommes et de payer 13 livres pour « la dépense annuelle de la garde-côte de Bretagne ».
Jean-Baptiste Ogée décrit ainsi Le Conquet en 1778 :

« Le Conquet-Lochrit [Lochrist] : petite ville au bord de la mer, et trève de la paroisse de Plougoumelen [Plougonvelin] ; à 14 lieues deux tiers à l'ouest-sud-ouest de Saint-Pol-de-Léon, son évêché ; à 49 lieues un tiers de Rennes et à 4 lieues un quart de Brest, sa subdélégation et son ressort. Elle relève du roi et compte 1 400 communiants. C'est un port très ancien. (...). Ce pays est fertile, et les habitants font un riche commerce par mer. »

### Révolution française et Empire
L'ancien village du Conquet, qui faisait partie de l'ancienne paroisse de Lochrist, devient le 20 mai 1790 commune et même chef-lieu de canton (le canton du Conquet comprenait Plougonvelin (Saint-Mathieu inclus), Le Conquet, Trébabu, Molène et Ouessant ; il fut supprimé en l'an VIII). En juillet 1791, la nouvelle paroisse de Plougonvelin comprend Plougonvelin, Saint-Mathieu, Le Conquet et Trébabu ; l'église paroissiale de cette grande paroisse est l'ancienne chapelle Saint-Christophe, située au-dessus du port du Conquet, choisie car elle pouvait contenir 450 fidèles (elle a été démolie en 1830 car elle menaçait ruine). Jean-Pierre Le Corre est élu curé constitutionnel de la nouvelle paroisse ; il réside à Lochrist mais son église « reste vide, pendant que l'église de Plougonvelin où est demeuré le pasteur légitime, M. Le Querré, "est devenue le réceptacle de tous les aristocrates" écrit Jean-Pierre Le Corre le 11 juillet 1792 ».

### Époque contemporaine

#### XIXesiècle
Jean-François Brousmiche écrit vers 1830 qu'« on est frappé de tristesse en entrant au Conquêt. Cette ville ne sera bientôt plus qu'une misérable bourgade dont une moitié des maisons sera en ruines ». Il indique aussi que sur trois maisons, c'est à peine si on en trouve une qui soit habitable, que la ronce et la terre couvrent les débris des autres et que Le Conquêt est la ville la plus mal pavée du Finistère.

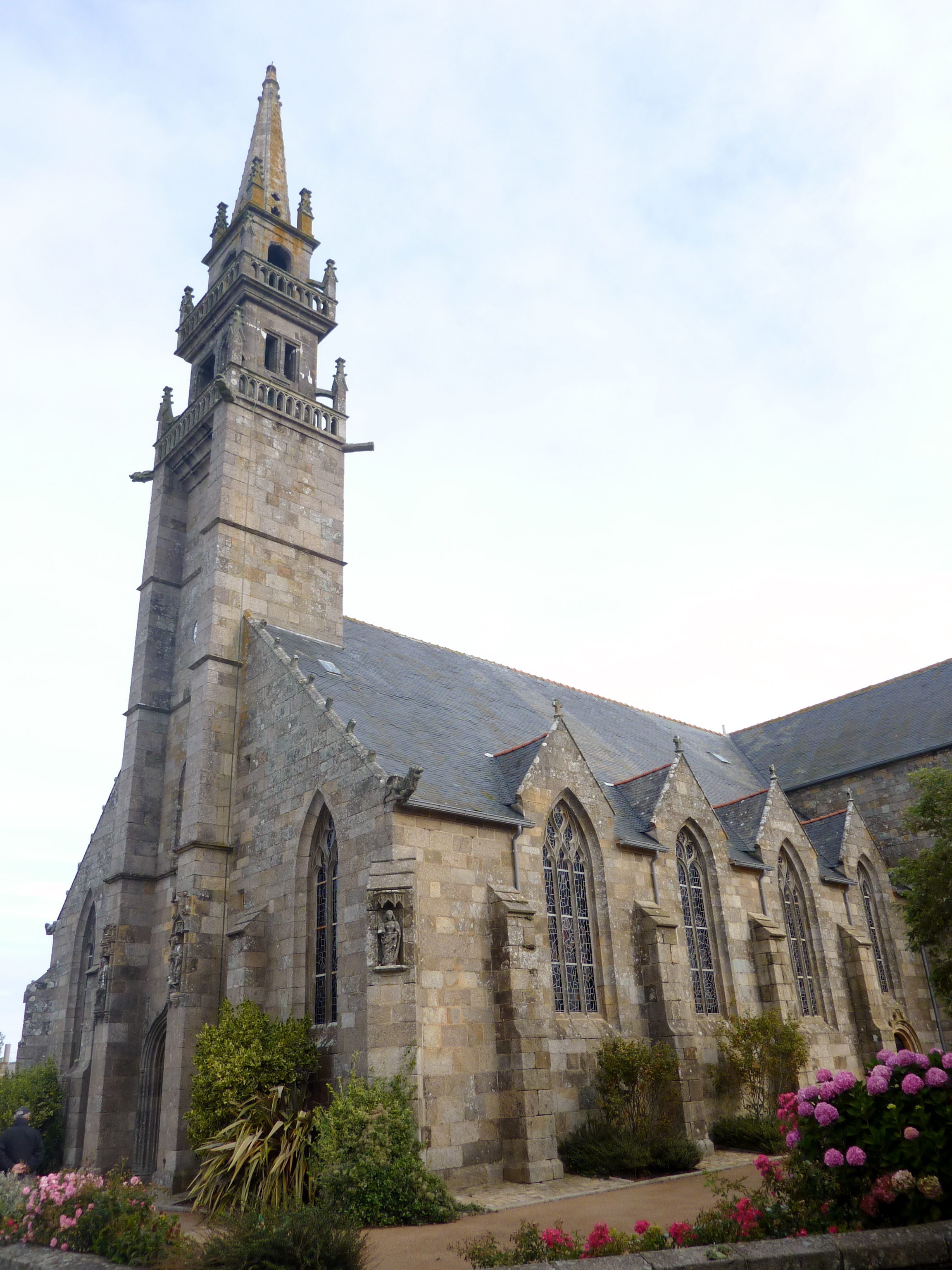
Église paroissiale Sainte-Croix, vue extérieure d'ensemble.

A. Marteville et P. Varin, continuateurs d'Ogée, décrivent ainsi Le Conquet en 1843 :

« Le Conquet, commune formée de l'ancienne trève de Plougouvelen [Plougonvelin] ; aujourd'hui succursale ; chef-lieu de perception ; bureau des douanes. (...) La ville est construite sur le penchant d'une colline escarpée [en fait le versant pentu de rive gauche de la ria du Conquet], et ses rues tortueuses présentent à l'œil un ensemble pittoresque de toits superposés comme les degrés d'un vaste escalier. Une rue principale descend au quai, ou pour mieux dire à la mer. Le port, formé par un bras de mer qu'enveloppe du côté nord la presqu'île dite de Kermorvan, peut contenir des navires de 100 tonneaux au plus. Ce n'est pas un excellent mouillage. (...) Il n'y a au Conquet qu'une chapelle où on célèbre la messe le dimanche seulement. Le culte s'exerce à Lochrist, ancienne trève, et petit bourg qui n'a de remarquable que son église, dont on cite la flèche comme élégante et gracieuse. Cette église est du XVIIe siècle. (...) Les cultivateurs de cette commune se livrent à l'élève [élevage] des bestiaux ; ils élèvent aussi des chevaux que l'on vend sur les foires de Saint-Renan, Gouesnou et La Martyre. Il y a marché toutes les semaines, et foire les 10 mai et 23 septembre. (...) Il y a au Conquet une raffinerie de soude de warech. Géologie : le gneiss domine, surtout autour du village de Lochrist ; ardoisières à la pointe de l'anse du Conquet. »

En 1849 des pêcheurs venus de Loguivy-de-la-Mer décident de s'installer au Conquet, lorgnant sur ses alentours foisonnant de langoustes et homards. De nos jours encore les caseyeurs ramènent beaucoup de tourteaux.
La construction de l'église Sainte-Croix est décidée en 1850 pour remplacer l'église vétuste de Lochrist. Son emplacement est vivement discuté (la polémique dura 5 ans), la ville (Le Conquet) l'emportant finalement sur la campagne (Lochrist). Pour construire la nouvelle église, on récupère des pierres de l'ancien édifice et on en ajoute d'autres venant des carrières des Blancs-Sablons et de l'Aber-Ildut ; elle est construite dans le style néogothique par l'architecte diocésain Joseph Bigot. Le Conquet devint alors chef-lieu paroissial en 1857, au détriment de Lochrist, qui dépendait autrefois de l'évêché de Léon ; l'église nouvelle est inaugurée en 1858 par René-Nicolas Sergent, évêque de Quimper et de Léon ; escorté d'un nombreux clergé, il préside en même temps au transfert du sarcophage de Dom Michel Le Nobletz dans la nouvelle église.
François Tissier, né en 1803, arrivé au Conquet vers 1829, chimiste, fit fortune en créant en 1830 une usine de fabrication industrielle et de commercialisation d'iode, l'usine de Poulconq, et fut maire du Conquet entre 1870 et 1873 (son fils et son petit-fils furent aussi maires du Conquet). Il fit construire vers 1860 une vaste maison de maître, dénommée "château de Penhep", du nom d'un manoir qui se trouvait précédemment à son emplacement.

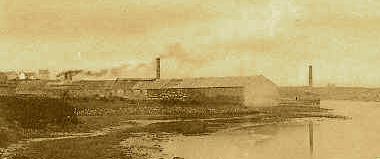
L'usine d'iode de Poulconq vers 1900.
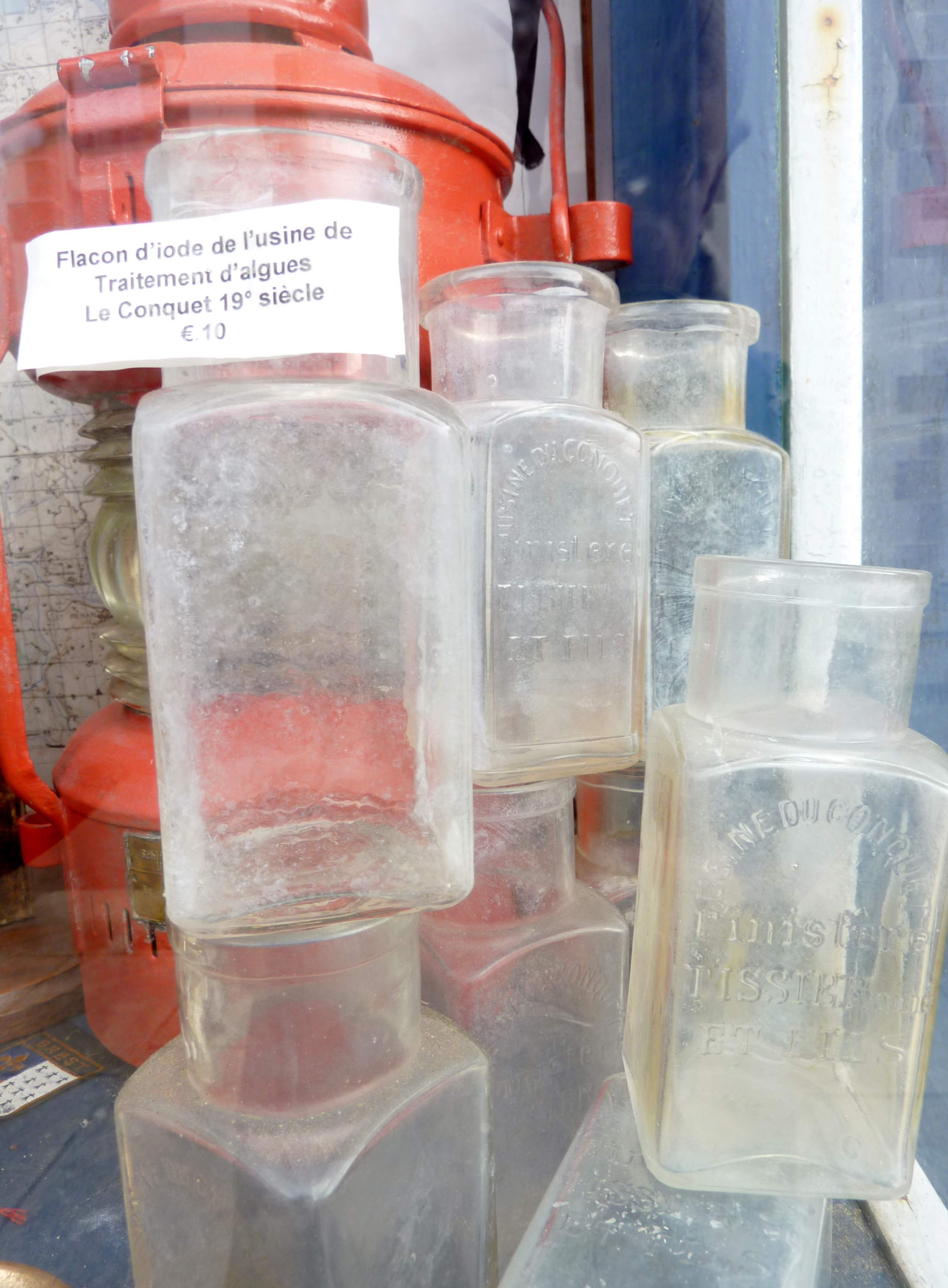
Flacons d'iode de l'usine de traitement d'algues (fin XIXe siècle).
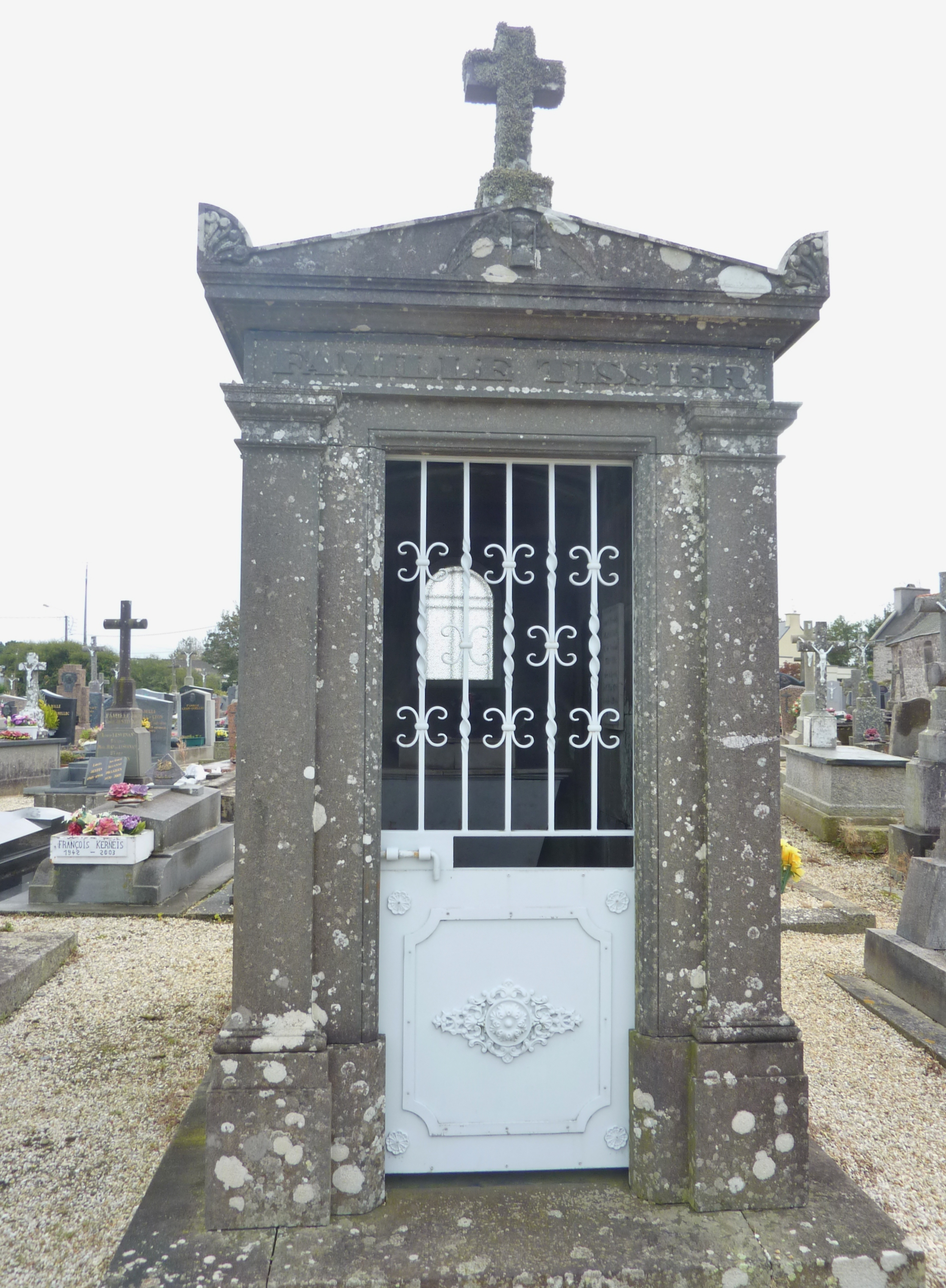
Le monument funéraire de la famille Tissier dans le cimetière de Lochrist.
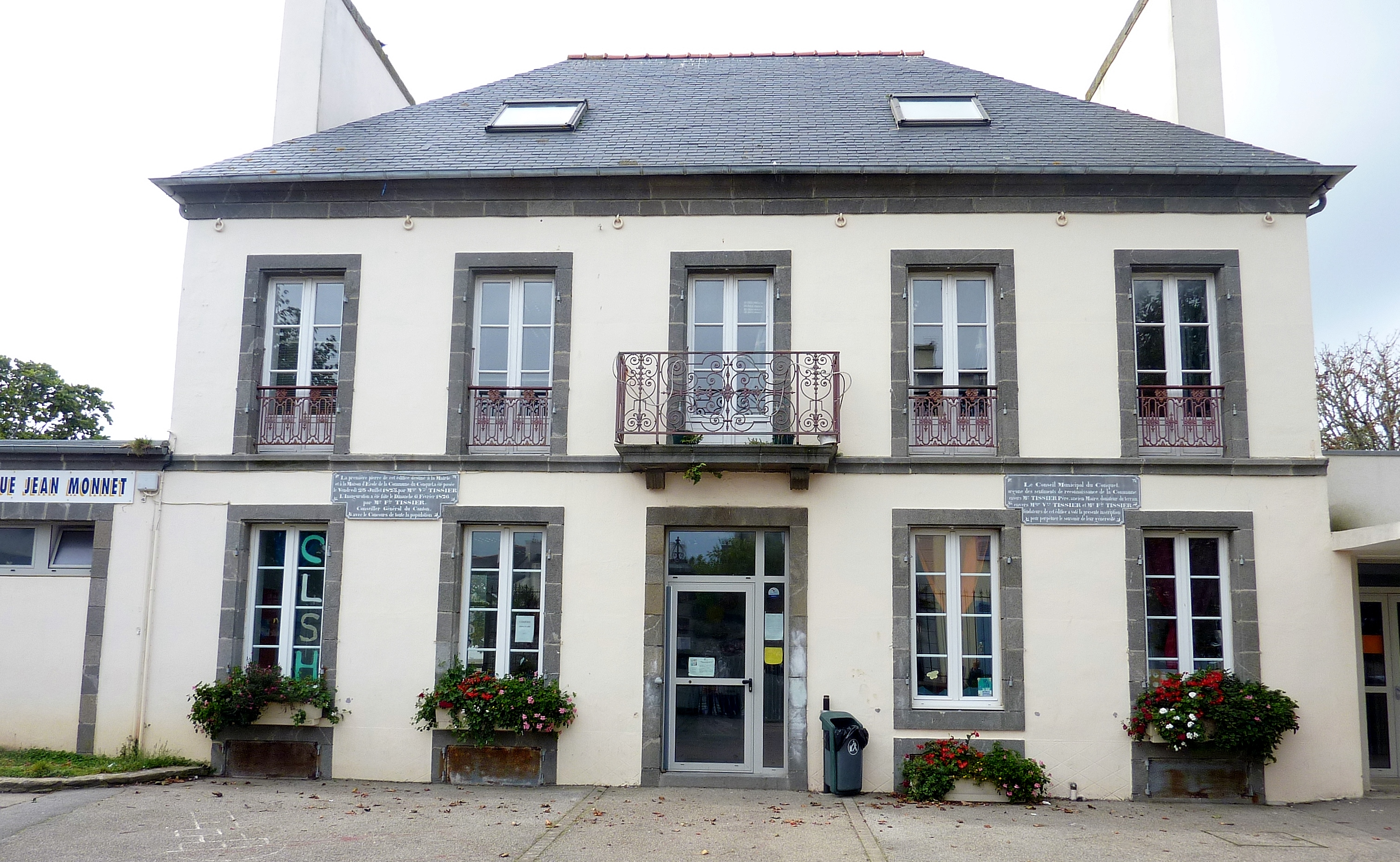
L'école publique Jean Monnet (don de la famille Tissier).
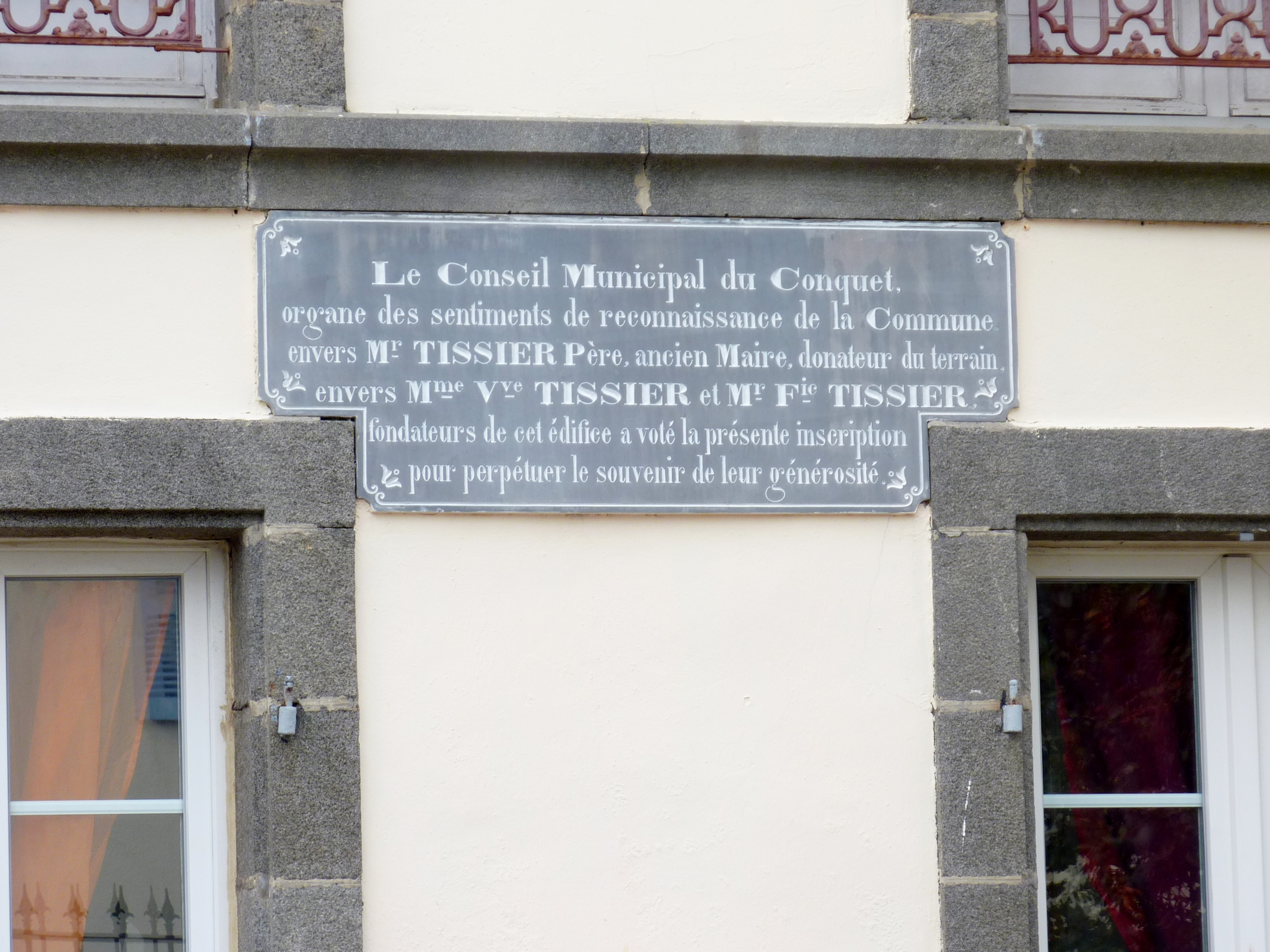
Plaque de remerciement envers la famille Tissier apposée par la municipalité du Conquet sur la façade de l'école publique Jean Monnet.

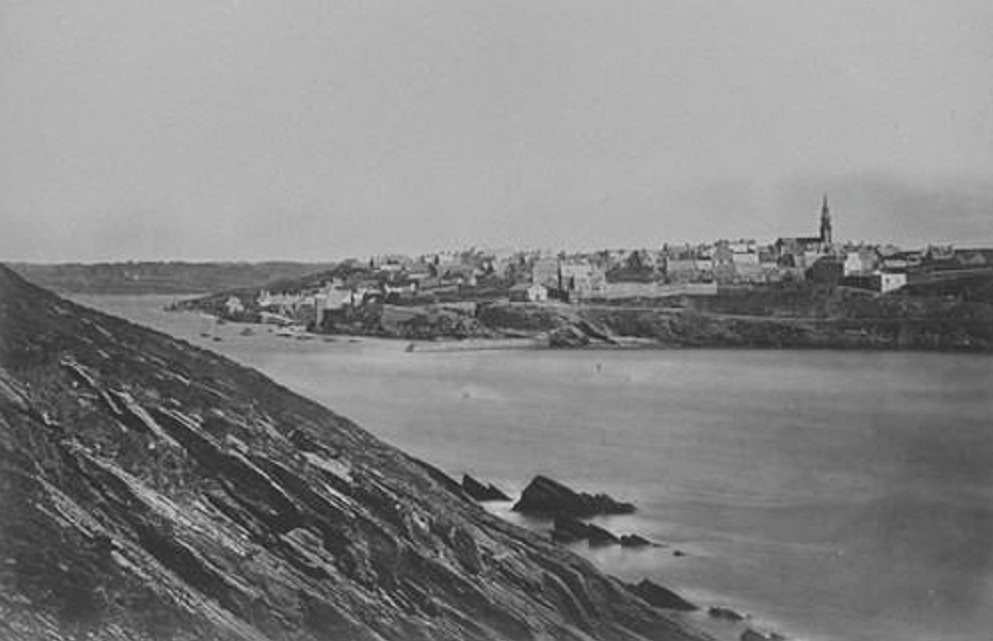
Le Conquet en 1873 (photo de Jules Duclos).

Jacques-François Thomas, dit ‘'Locrouan, un marchand de porc du Conquet, fut retrouvé assassiné dans un champ isolé à Trémeur en Plougonvelin, victime d'une terrible blessure à la tête. Son cousin, Goulven Hélégoët, fut accusé de l'avoir assassiné en le frappant avec un soc de charrue afin de lui voler 900 francs. Le 11 avril 1859, la Cour d'assises du Finistère le condamne à mort et il est guillotiné publiquement le 4 juin 1859 à Quimper.

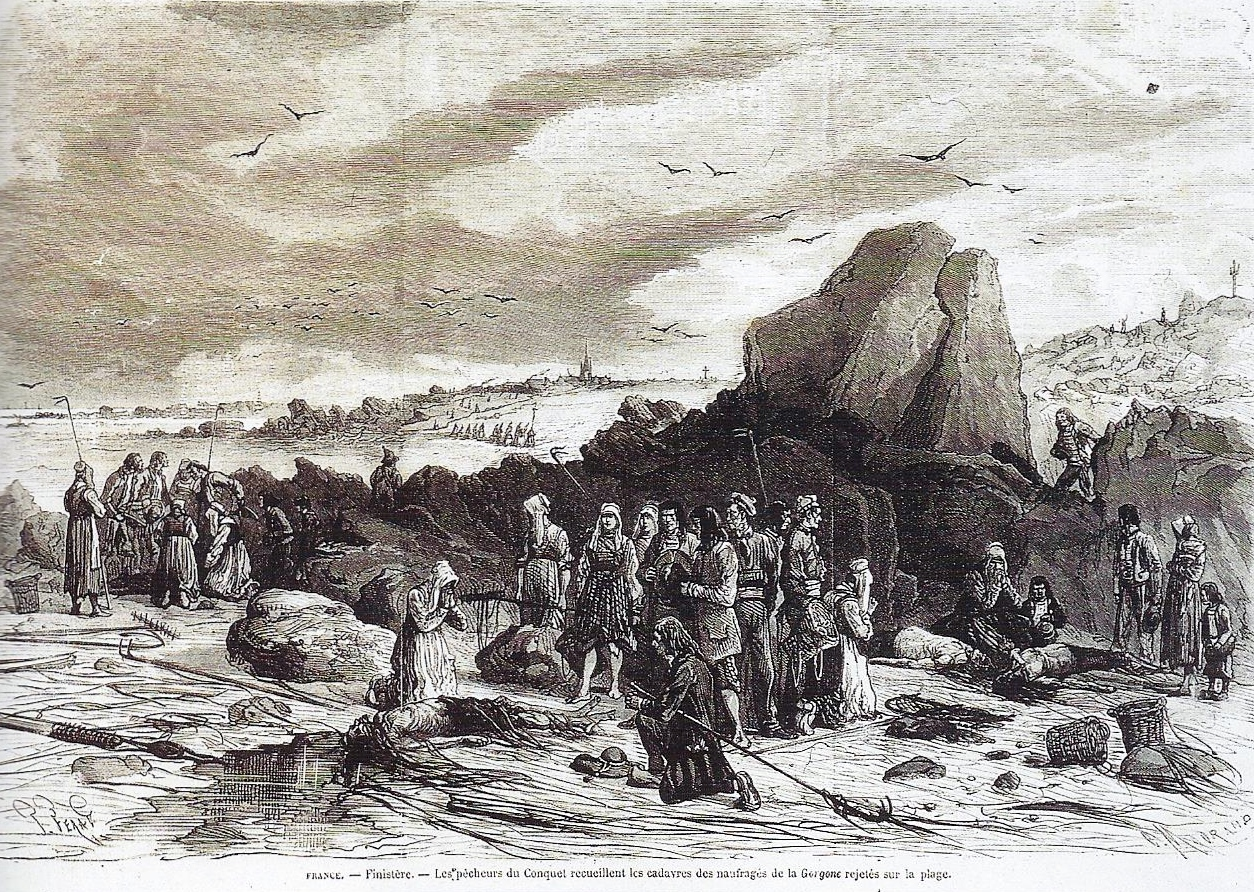
Les pêcheurs du Conquet recueillent les cadavres des naufragés de la Gorgone rejetés sur la plage (Le Monde illustré, 1894).

La corvette La Gorgone fit naufrage le 19 décembre 1869 sur le phare des Pierres Noires ; ses 93 hommes d'équipage se noyèrent et leurs corps furent rejetés par la mer sur la côte du Conquet et des communes avoisinantes les semaines suivantes.
En 1873 une croix de mission est édifiée aux frais de François Benoît Tissier, alors maire et conseiller général, dans le cimetière de Lochrist.
En 1885, le port du Conquet a reçu 190 navires, dont 11 venant de l'étranger (important principalement de la houille et du bois du Nord) et 179 en provenance d'autres ports français (notamment Calais, Port-en-Bessin, L'Aber-Wrac'h, Brest, Port-Launay, Camaret, Morgat et Rochefort) pour un tonnage total de 5 509 tonneaux ; les exportations étaient dérisoires (27 tonneaux de produits du pays).
L'accès au port restait difficile comme l'illustre par exemple le talonnage en 1887 du Fulminant, un cuirassé garde-côtes, sur la roche, inconnue alors, dite depuis "du Fulminant" : l'équipage fut secouru par le canot de sauvetage à rames Mallats-Demortiers alors remisé dans son abri au sommet de la pointe Saint-Christophe et mis à l'eau à la cale ouest du Drellac'h, ce qui était fort incommode (à basse-mer, le chariot s'enlisait dans les sables vaseux et les chevaux ne pouvaient l'en extraire). Ce n'est qu'en 1932 que la station de sauvetage fut transférée à la pointe Sainte-Barbe.
En 1889 Benjamin Girard décrit Le Conquet en ces termes :

« Le Conquet qui, malgré son ancienneté, ne possède aucun monument intéressant, paraît avoir eu jadis une population plus nombreuse et un commerce plus étendu qu'à présent. (...) Bâtie sur le penchant d'une colline escarpée, à l'entrée du petit estuaire qui lui sert de port, la ville, qui a une population agglomérée de 816 habitants (...) n'a d'autre importance industrielle et commerciale que celle qui résulte de l'existence d'une usine de produits chimiques, la plus ancienne et la plus considérable des usines de ce genre sur le littoral du Finistère. »

Le 19 septembre 1897 plus de 20 000 personnes assistèrent aux fêtes données en l'honneur de Michel Le Nobletz, qui venait d'être déclaré "vénérable" par le pape Léon XIII. « La ville est toute pavoisée. Les bateaux dans le port sont également pavoisés. (...) De nombreux pèlerins, venus de toute la Bretagne, visitent le tombeau de Michel Le Nobletz ».
En 1899 Le Conquet annexe sept îles (Béniguet, Quéménès, Bannec, Balanec, Trielen, Chrétiens et Lédénez Quéménès) qui faisaient jusque-là partie du territoire communal de Ploumoguer.

#### XXesiècle

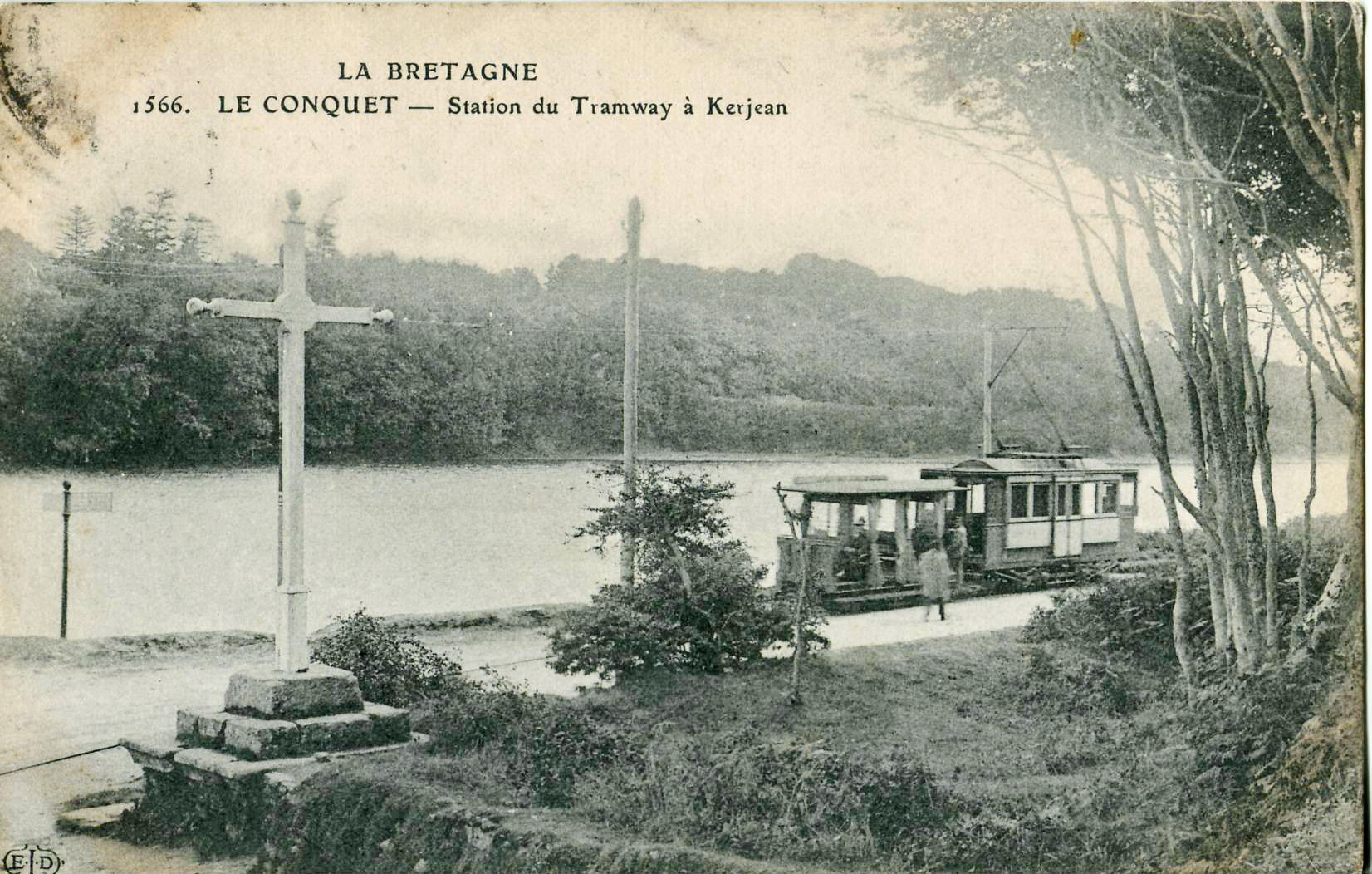
Le bourg est relié à Brest de 1903 à 1932 par une ligne de chemin de fer secondaire à voie métrique, le Tramway de Brest au Conquet.

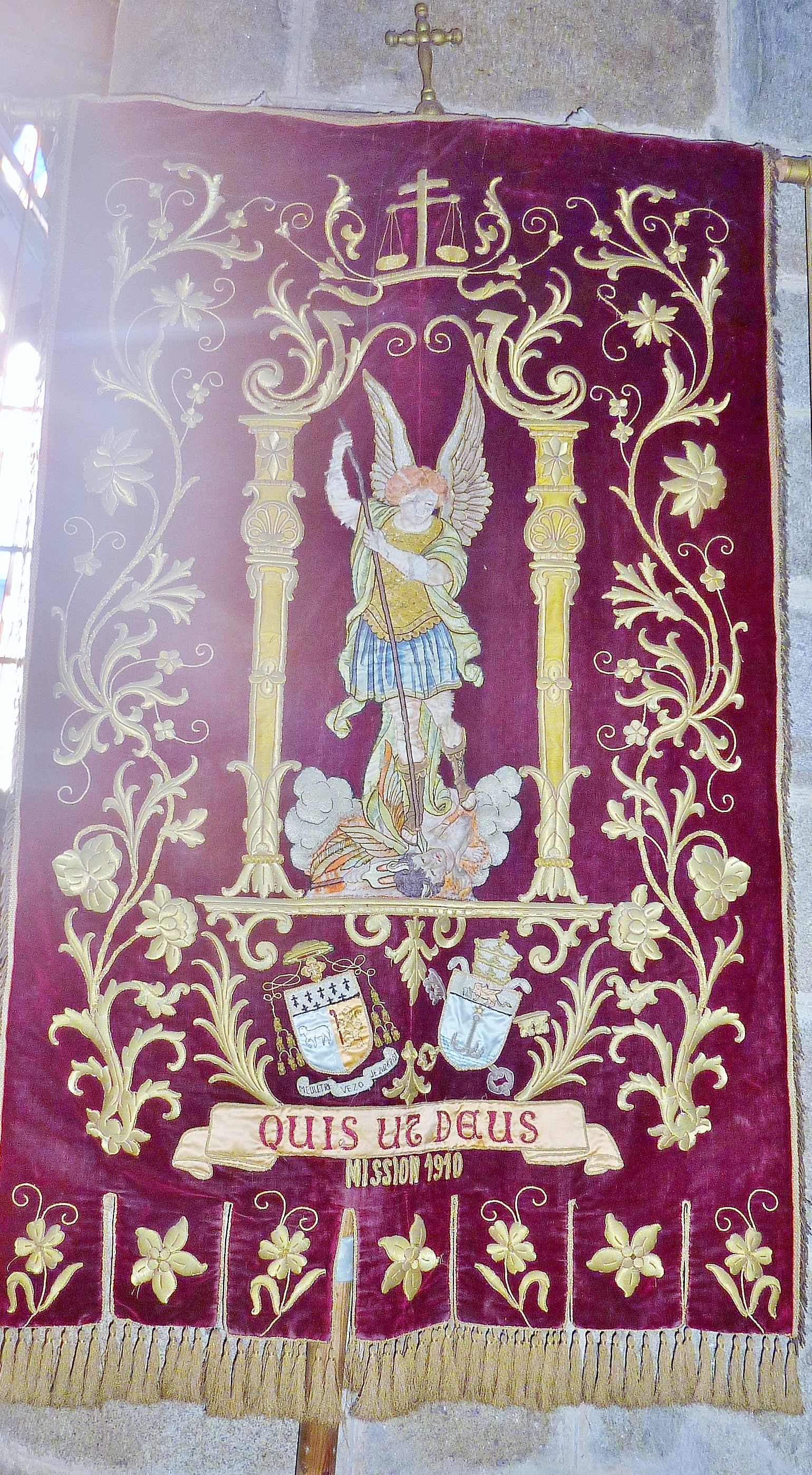
Église Sainte-Croix : bannière de procession de la mission de 1910.

##### LaBelle Époque
Le tramway de Brest au Conquet de Brest au Conquet est inaugurée le 12 juillet 1903, jour du dernier voyage de l'Hirondelle, l'antique diligence qui reliait, généralement une fois par jour seulement, les deux villes. Il a circulé jusqu'en 1932
En 1904, un décret du gouvernement Combes, pris en vertu de la loi sur les congrégations, entraîne la fermeture de l'école congréganiste tenue par les Frères des écoles chrétiennes au Conquet.

##### La Première Guerre mondiale

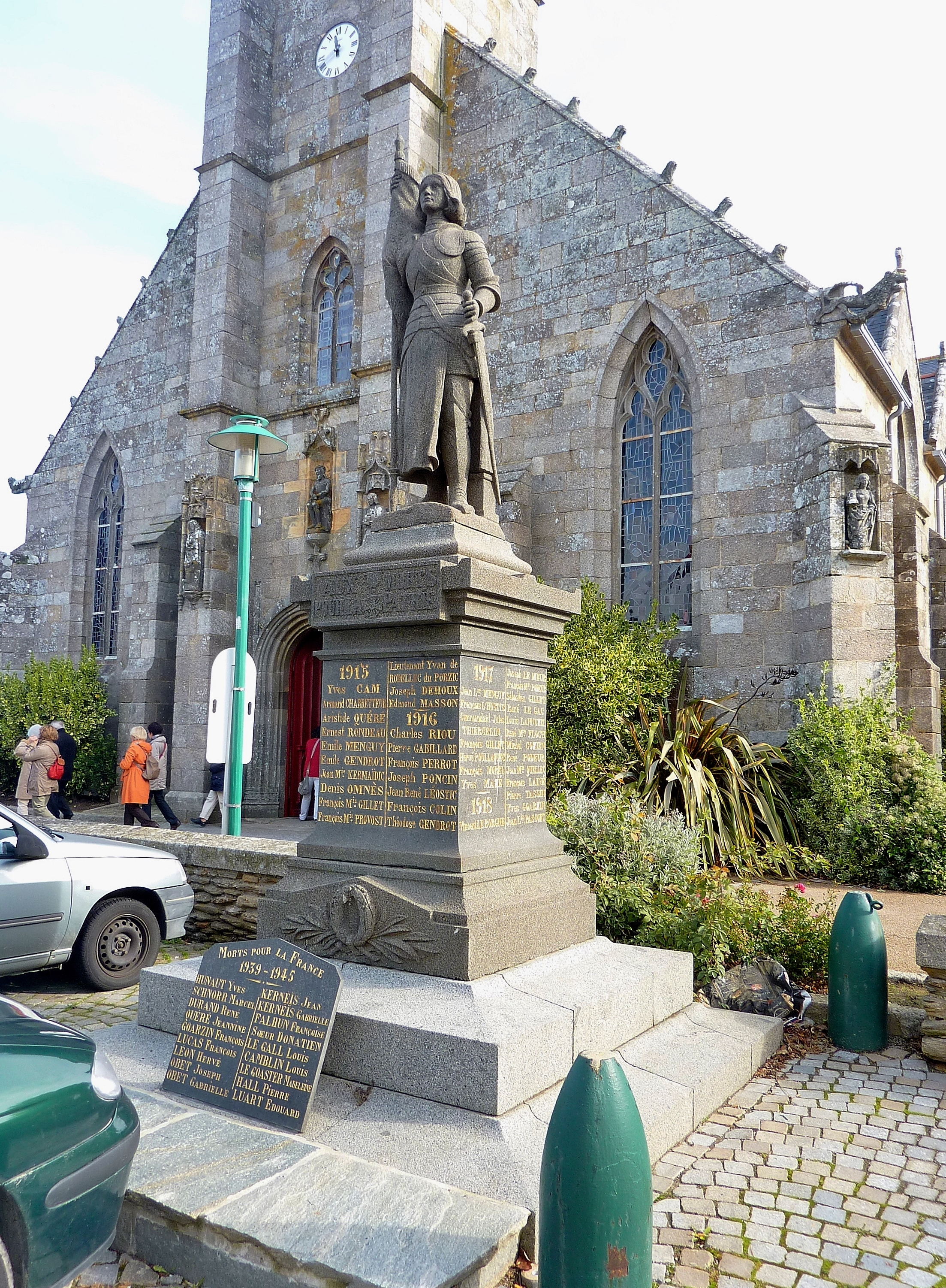
Le Conquet : le monument aux morts.

Le monument aux morts du Conquet porte les noms de 60 marins et soldats morts pour la France pendant la Première Guerre mondiale ; parmi eux 6 au moins sont des marins disparus en mer (par exemple Armand Charreteur lors du naufrage du cuirassé Bouvet le 18 mars 1915 ; François Colin lors du naufrage du Suffren le 26 novembre 1916 ; Yves Mazé lors du naufrage de l'Étendard le 25 avril 1917 ; Vincent Le Borgne, lors du naufrage du patrouilleur auxiliaire Saint-Mathieu le 6 janvier 1918) ; 6 au moins sont morts sur le front belge dès l'année 1914, dont 3 (Jean Auffret, Adolphe Frostin, Jean Podeur) à Maissin dès le 22 août 1914, 2 (Jean Quéré le 10 novembre 1914 et Louis Le Corre le 30 décembre 1914) à Dixmude, et Jean Le Goaster le 22 décembre 1914 à Steenstrate ; la plupart des autres sont morts sur le sol français.

##### L'entre-deux-guerres
Yves Goarzin, matelot, est mort lors du naufrage du remorqueur Paris II en mer Noire le 6 février 1919 ; c'est ce qu'indique un jugement de décès du tribunal de Toulon du 16 février 1920 ( le Paris II était basé à Constantinople).

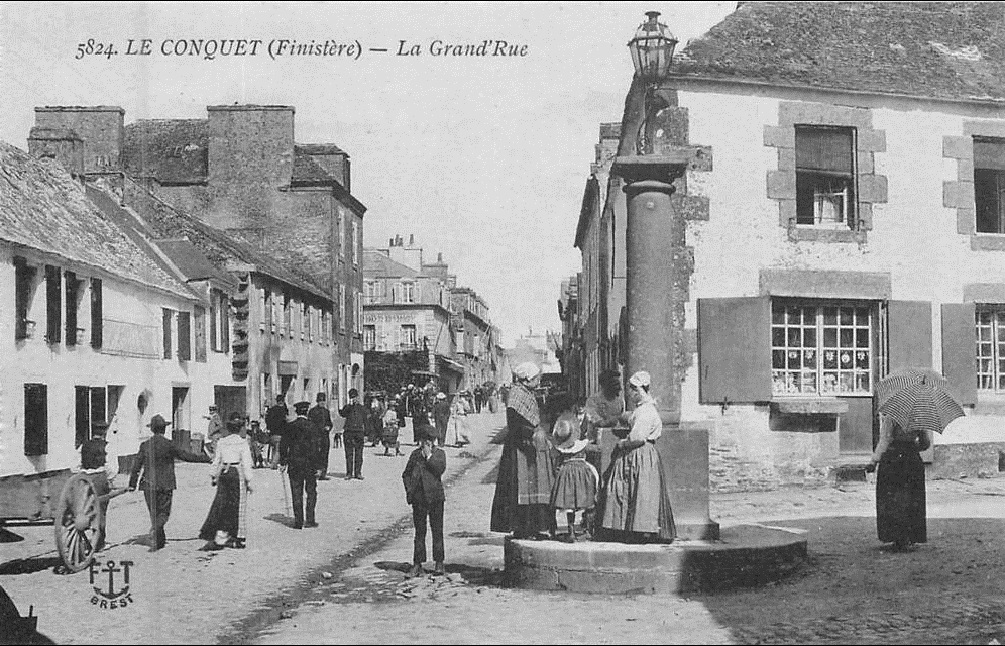
La Grand'Rue du Conquet vers 1930.
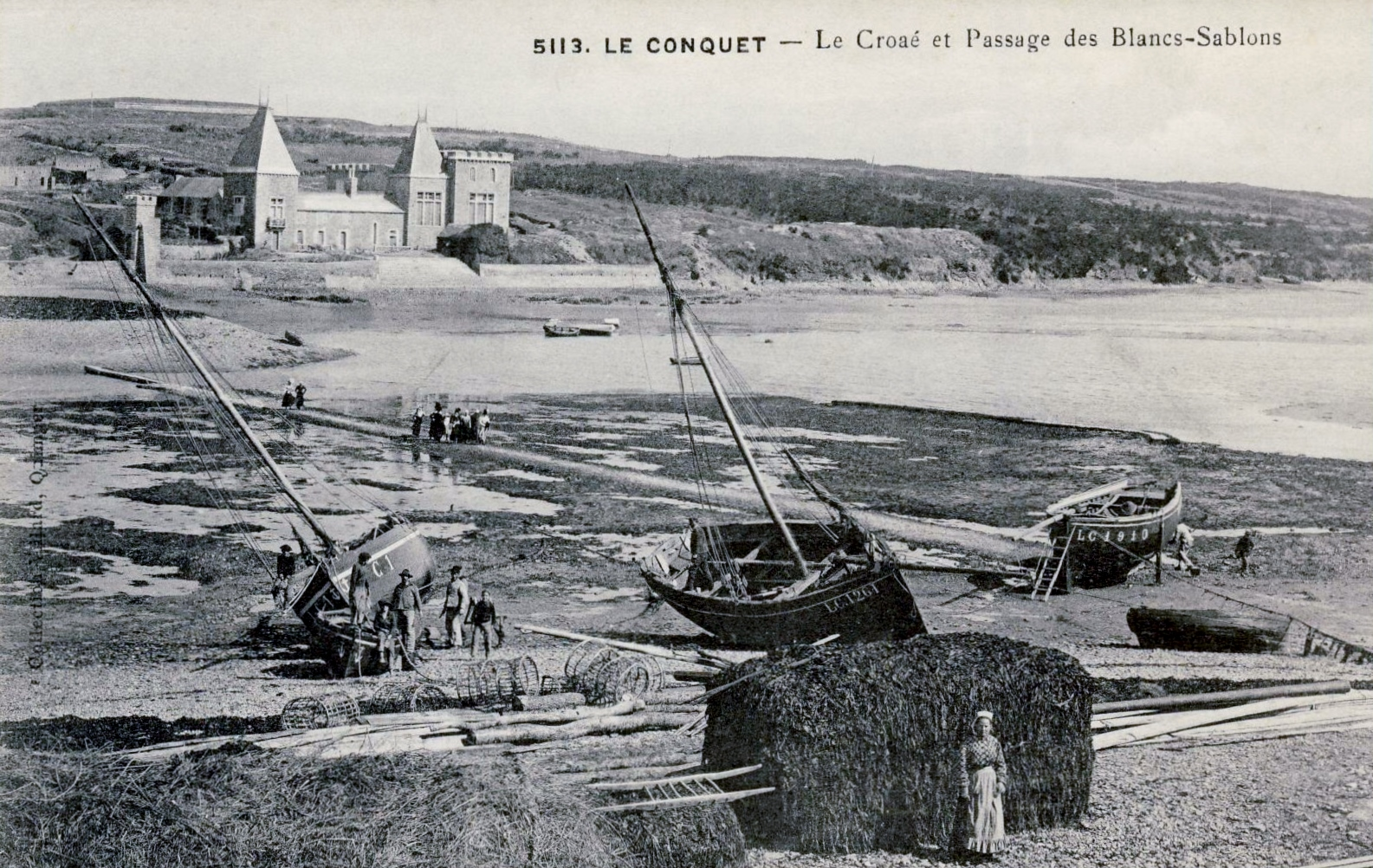
Le Croaë et le passage des Blancs-Sablons vers 1930 (avant la construction de la passerelle du Croaë).
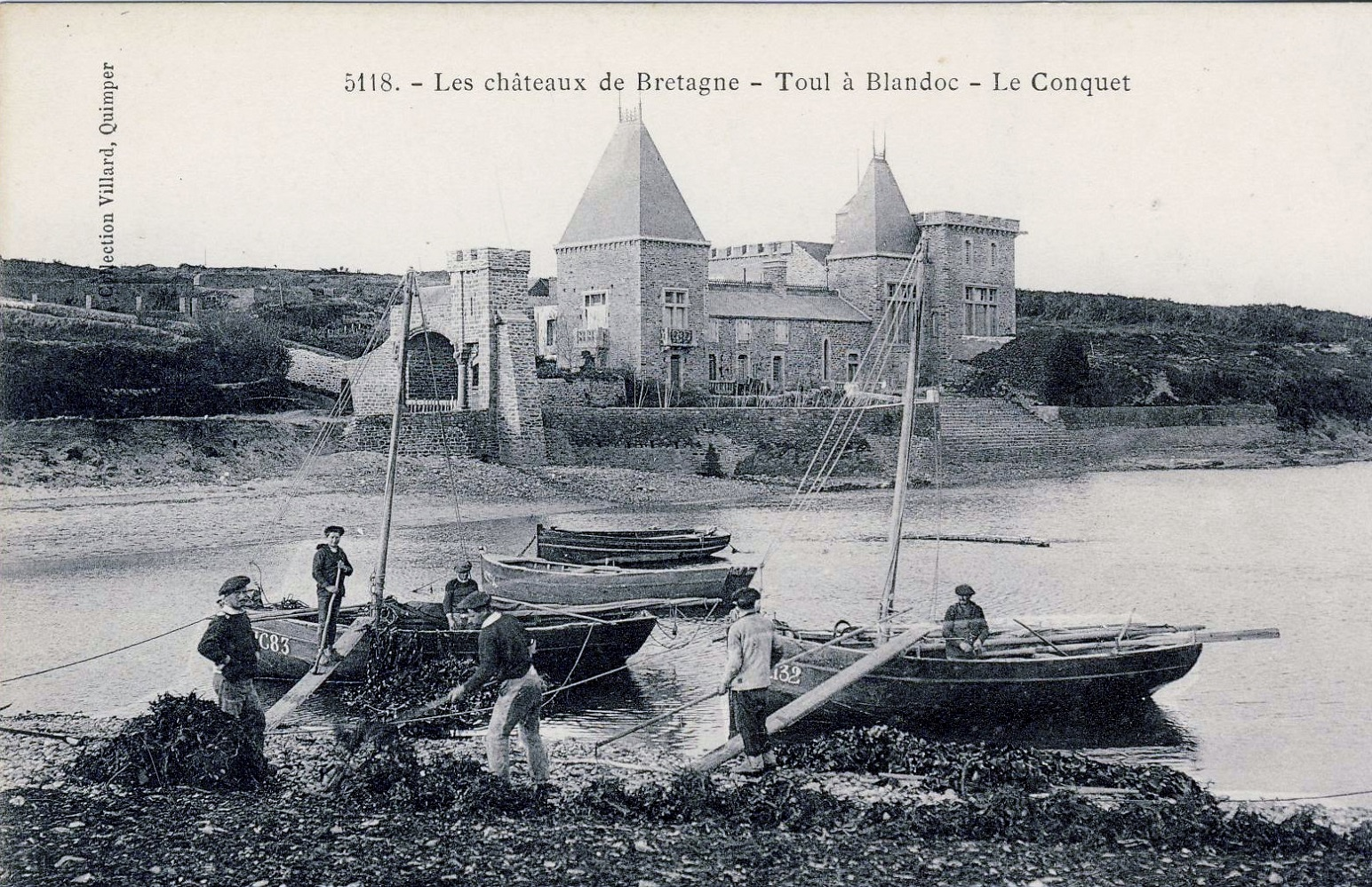
Goémoniers et le château de Toul à Bandoc vers 1930.
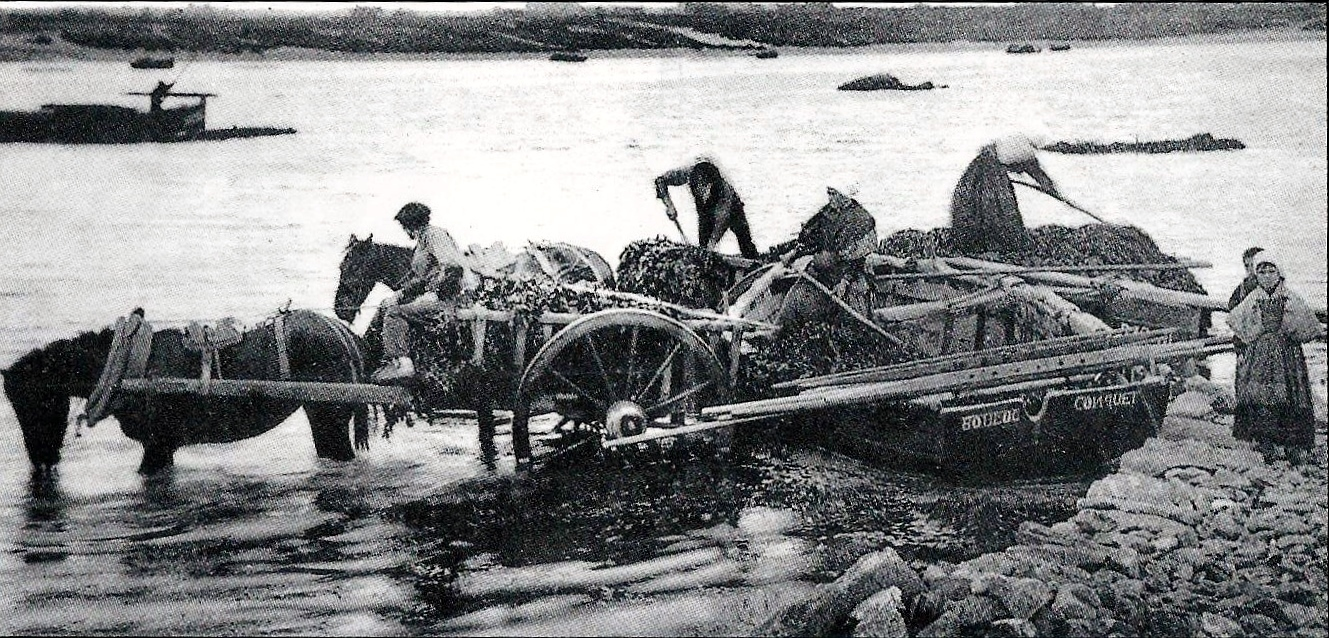
Goémoniers à bord d'un bateau du Conquet vers 1930.

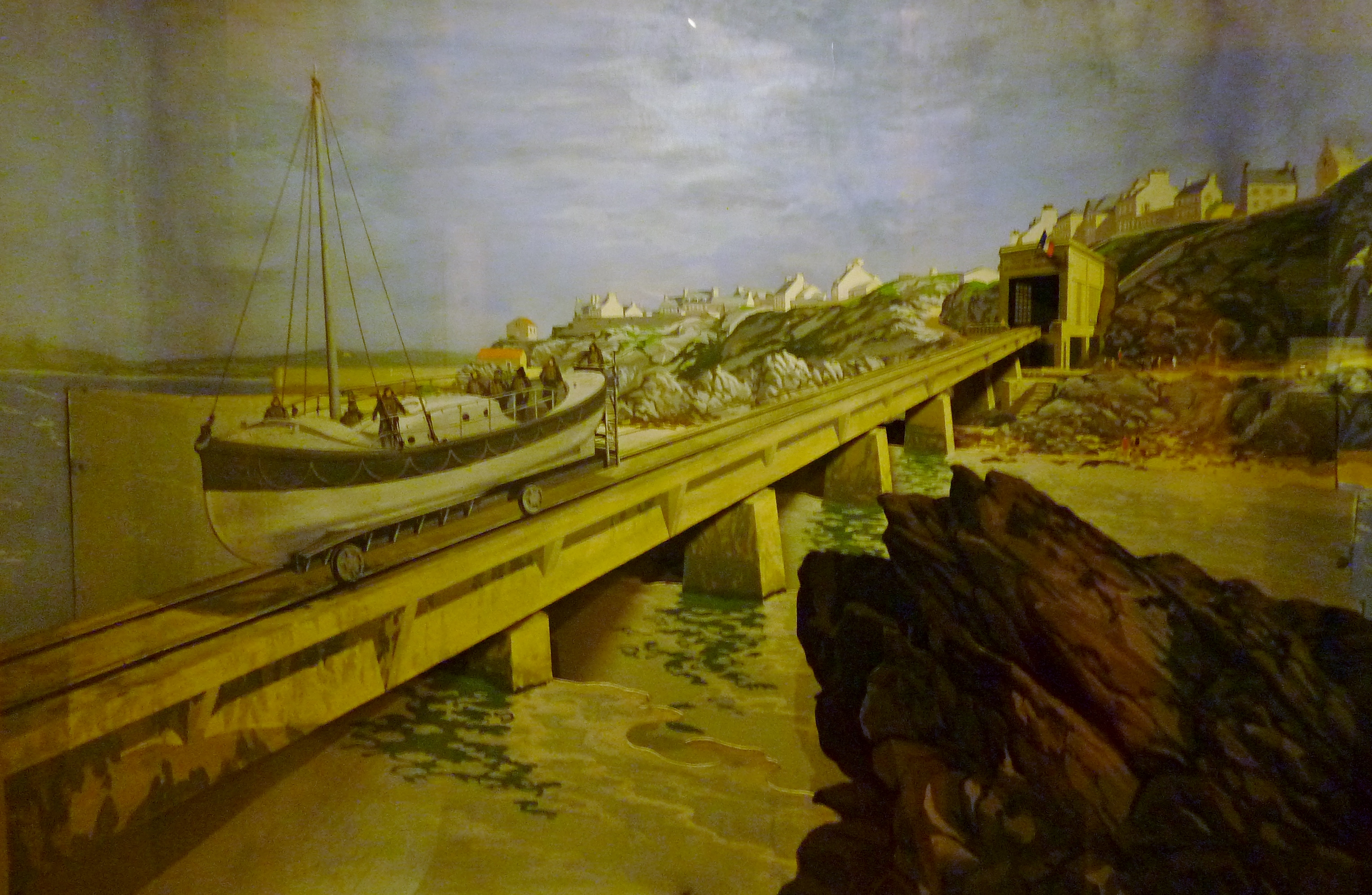
Une sortie du bateau de sauvetage à moteur du Conquet, le Nalie Léon Drouin entre 1931 et 1943 (Musée national de la Marine de Port-Louis).

En 1922, la maison de maître de la famille Tissier fut transformée en hôtel, puis devint en 1935 un centre de colonie de vacances pour la ville de Brest, avant de devenir le siège de la kommandantur allemande entre 1940 et 1944.
En 1923 une campagne (des primes sont accordées) est menée pour la destruction des phoques « qui ravagent les engins de pêche pour dévorer les poissons qui s'y trouvent retenus », ainsi que pour détruire marsouins et bélougas.
Le canot de sauvetage Nalie Léon Drouin, remplaçant le Lieutenant Pierre Géruzez 2 (qui avait été mis en service en 1912, remplaçant lui-même le Lieutenant Pierre Géruzez) est en service entre 1932 et la Seconde Guerre mondiale. Sa dernière sortie a été de secourir les rares survivants de l'aviso Vauquois lors du naufrage de celui-ci le 18 juin 1940. Il est dynamité par des soldats allemands en juin 1944.

##### Seconde Guerre mondiale
Le monument aux morts du Conquet porte les noms de 43 marins et soldats morts pour la France pendant la Seconde Guerre mondiale : parmi eux 6 au moins sont des marins disparus en mer (Marcel Menguy le 8 mai 1940 à bord du sous-marin Doris ; Jean Bernugat le 18 juin 1940 à bord de l'aviso Vauquois ; Adolphe Hébert, décoré de la Médaille militaire, de la Croix de Guerre et de la Médaille de la Résistance ainsi que Jacques Rivoallon, titulaire de la Médaille de la Résistance, le 18 février 1942 à bord du sous-marin Surcouf) ; René Durand le 14 avril 1943 à bord du baliseur Émile-Allard ; Ernest Guillou le 19 décembre 1943 à bord du sous-marin Protée) ; François Richard, marin à bord du croiseur Dunkerque a été victime de l'attaque anglaise de Mers el-Kébir le 6 juillet 1940 ; Goulven Larsonneur, soldat du 241e régiment d'infanterie, est disparu le 25 mai 1940 à Dixmude (Belgique) ; Pierre Raguénès, quartier-maître fusilier, a été tué le 10 juin 1944 à Montefiascone (Italie) ; Jean Le Bris, lieutenant dans l'armée de l'air, est mort en combat aérien le 4 août 1944 en Palestine ; Joseph Jourden, résistant, a été fusillé après avoir été torturé le 9 août 1944 à Plouigneau ; etc.

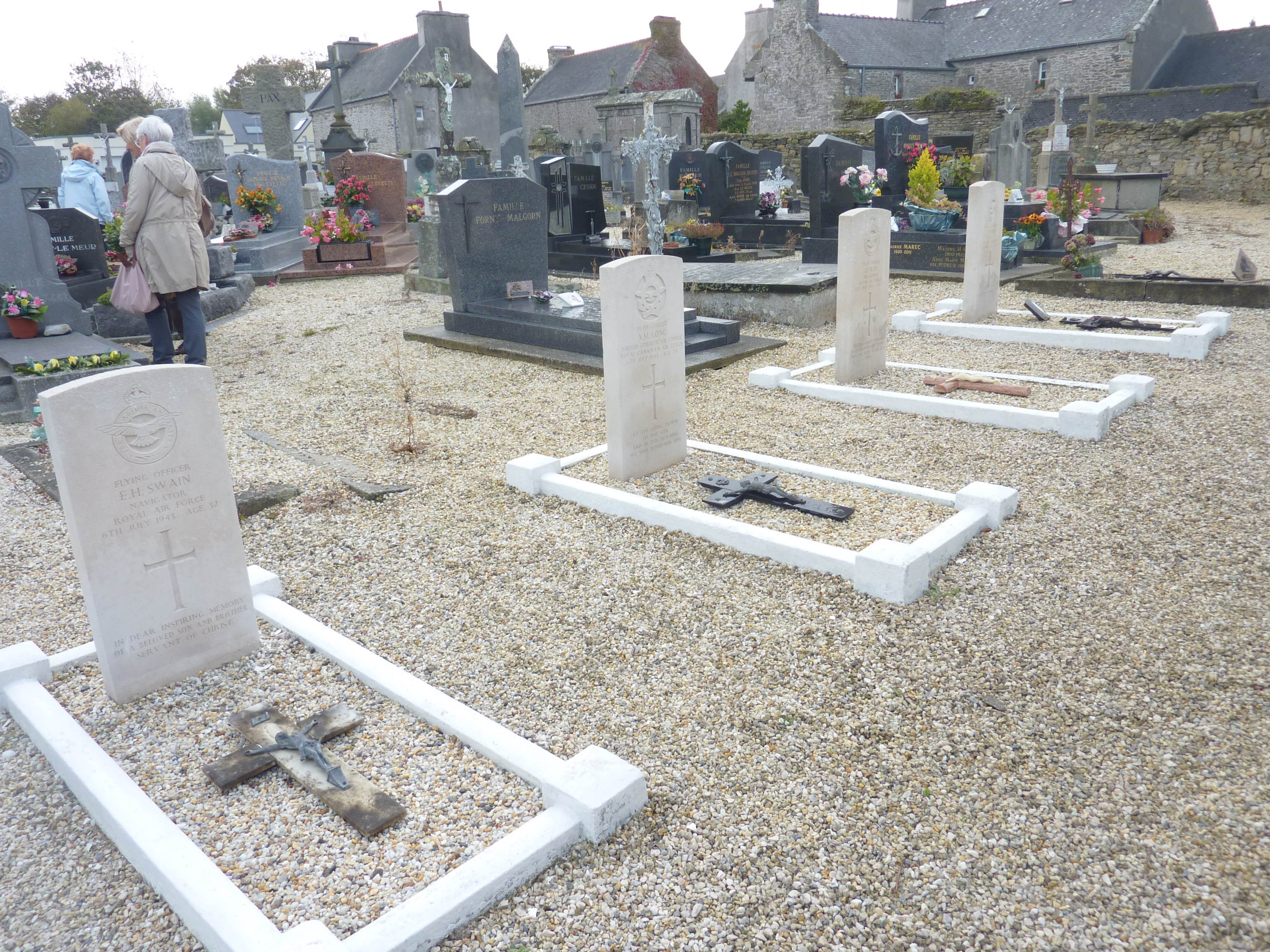
Tombes d'aviateurs britanniques dans le cimetière de Lochrist.

Quatre aviateurs britanniques de la Royal Air Force, dont l'avion s'est abattu en mer le 6 juillet 1943 près de la plage de Pors-Liogan, sont inhumés dans le cimetière de Lochrist.
La passerelle du Croaë fut érigée (en bois) pour la première fois par l'armée allemande, lors de l'Occupation. Très rapidement le bois s'est décomposé, elle a été reconstruite en pierre et béton en 1950. Auparavant la traversée se faisait par barque à marée haute et à pied à marée basse.

##### L'après Seconde Guerre mondiale
Yves Podeur, quartier-maître chauffeur, est mort lors du naufrage de la frégate météorologique Laplace, heurtée par une mine magnétique allemande datant de la Seconde Guerre mondiale qui explosa en Baie de la Fresnaye (près du Cap Fréhel) le 16 septembre 1950
Le centre radio-maritime du Conquet, appelé aussi Le Conquet radio ou FFU (station Française Fixe de Ushant), situé sur la pointe des Renards face à l'archipel de Molène, avait depuis 1952 pour mission d'établir un contact en moyenne fréquence avec les bateaux du golfe de Gascogne à la mer d'Irlande. Il a été fermé le 28 février 2000. Ses locaux sont actuellement occupés par les services du Parc naturel marin d'Iroise.
Le canot de sauvetage Docteur Paul Le Dien fut en service entre 1948 et 1954 (il partit alors pour Les Sables-d'Olonne) et fut alors remplacé par le Rigault de Genouilly jusqu'en 1962. L' Aristide Lucas, mis en service en 1964, fut retiré du service en 1998. Il a été depuis restauré.

## Politique et administration
La mairie est installée dans le « parc Beauséjour », dans l'ancienne maison de maître de la famille Tissier.

### Rattachements administratifs et électoraux

#### Rattachements administratifs
La commune se trouve dans l'arrondissement de Brest du département du Finistère.
Elle faisait partie depuis 1801 du canton de Saint-Renan. Dans le cadre du redécoupage cantonal de 2014 en France, cette circonscription administrative territoriale a disparu, et le canton n'est plus qu'une circonscription électorale.

#### Rattachements électoraux
Pour les élections départementales, la commune fait partie depuis 2014 d'un nouveau  canton de Saint-Renan
Pour l'élection des députés, elle fait partie de la troisième circonscription du Finistère.

### Intercommunalité
Le Conquet est membre de la communauté de communes du Pays d'Iroise, dite Pays d'Iroise Communauté, un établissement public de coopération intercommunale (EPCI) à fiscalité propre créé fin 1992  et auquel la commune a transféré un certain nombre de ses compétences, dans les conditions déterminées par le code général des collectivités territoriales.

### Politique de développement durable
La commune a engagé une politique de développement durable en lançant une démarche d'Agenda 21.

### Jumelages
La ville du Conquet est jumelée avec  Llandeilo (Pays de Galles) et avec Manigod (Haute-Savoie).

## Population et société

### Démographie
L'évolution du nombre d'habitants est connue à travers les recensements de la population effectués dans la commune depuis 1793. Pour les communes de moins de 10 000 habitants, une enquête de recensement portant sur toute la population est réalisée tous les cinq ans, les populations de référence des années intermédiaires étant quant à elles estimées par interpolation ou extrapolation. Pour la commune, le premier recensement exhaustif entrant dans le cadre du nouveau dispositif a été réalisé en 2005.

En 2022, la commune comptait 2 814 habitants, en évolution de +5,08 % par rapport à 2016 (Finistère : +2,16 %, France hors Mayotte : +2,11 %).
| 1793  | 1800 | 1806  | 1821  | 1831  | 1836  | 1841  | 1846  | 1851  |
| ----- | ---- | ----- | ----- | ----- | ----- | ----- | ----- | ----- |
| 1 175 | 860  | 1 202 | 1 416 | 1 273 | 1 312 | 1 348 | 1 249 | 1 370 |

| 1856  | 1861  | 1866  | 1872  | 1876  | 1881  | 1886  | 1891  | 1896  |
| ----- | ----- | ----- | ----- | ----- | ----- | ----- | ----- | ----- |
| 1 291 | 1 324 | 1 367 | 1 378 | 1 444 | 1 330 | 1 336 | 1 420 | 1 595 |

| 1901  | 1906  | 1911  | 1921  | 1926  | 1931  | 1936  | 1946  | 1954  |
| ----- | ----- | ----- | ----- | ----- | ----- | ----- | ----- | ----- |
| 1 684 | 1 836 | 1 898 | 1 950 | 1 972 | 1 949 | 1 922 | 2 034 | 1 866 |

| 1962  | 1968  | 1975  | 1982  | 1990  | 1999  | 2005  | 2006  | 2010  |
| ----- | ----- | ----- | ----- | ----- | ----- | ----- | ----- | ----- |
| 1 891 | 1 811 | 1 881 | 2 011 | 2 149 | 2 408 | 2 534 | 2 543 | 2 666 |

| 2015  | 2020  | 2022  | - | - | - | - | - | - |
| ----- | ----- | ----- | - | - | - | - | - | - |
| 2 662 | 2 768 | 2 814 | - | - | - | - | - | - |

### Station SNSM

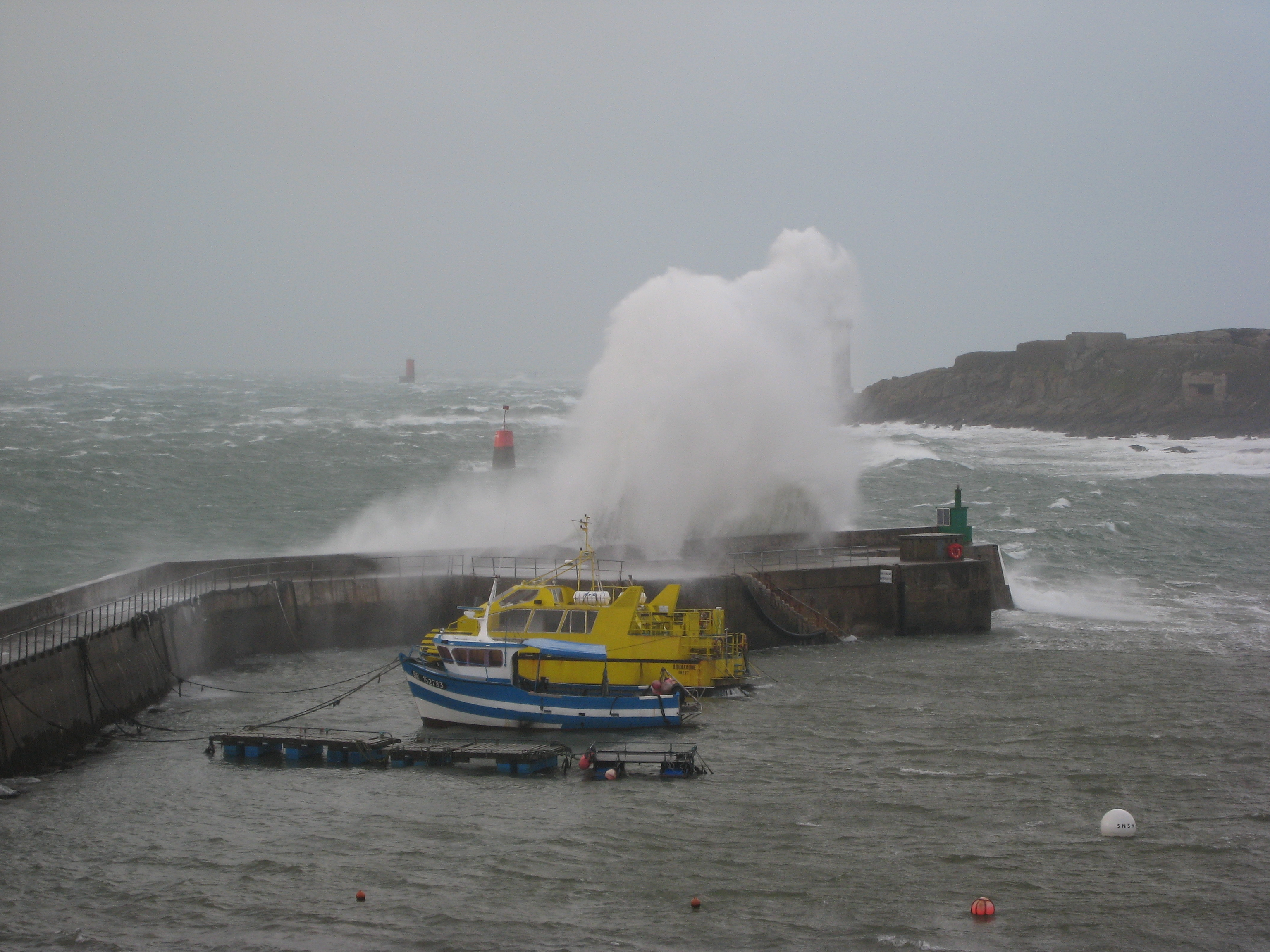
Digue Sainte-Barbe dans la tempête.

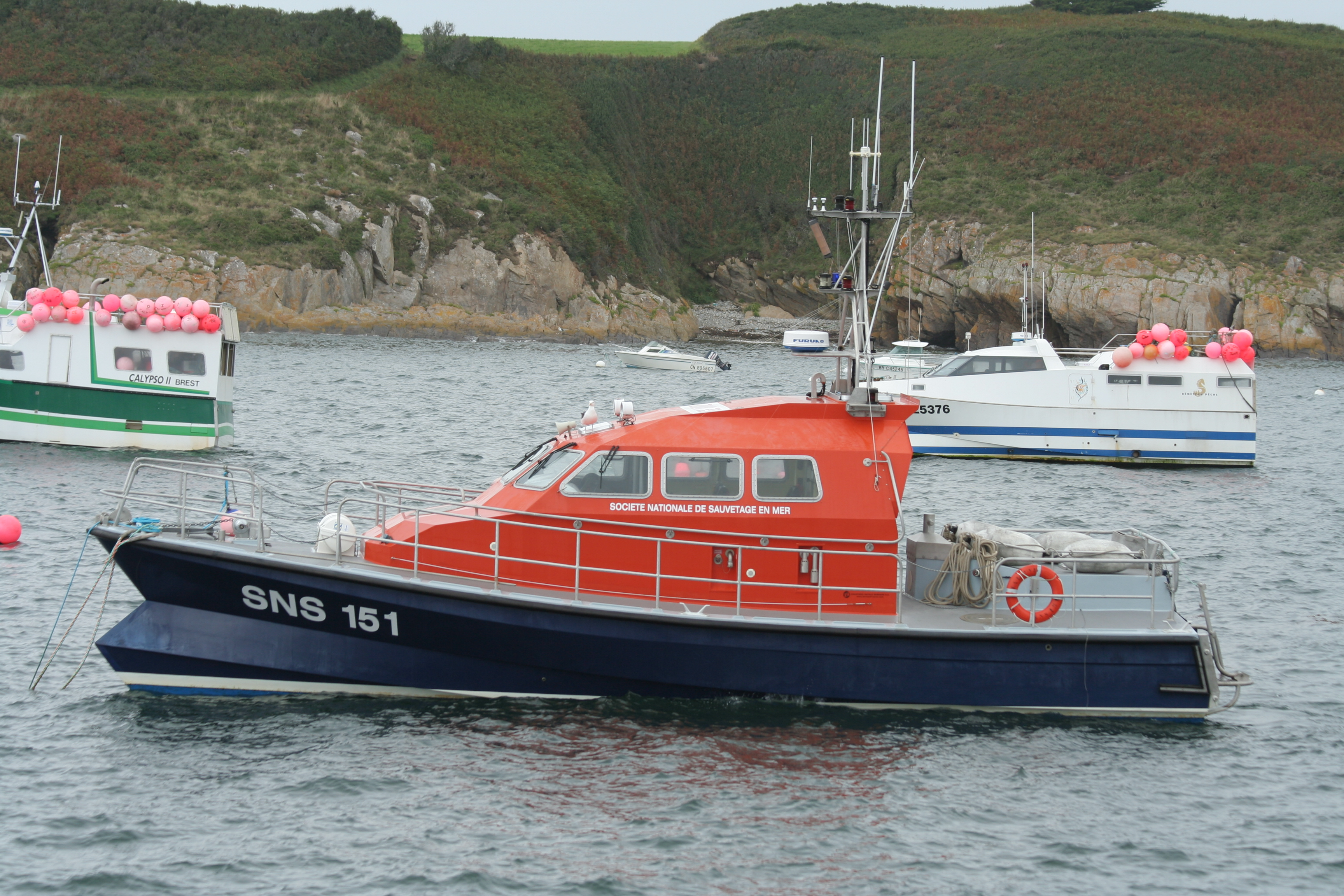
Vedette de 1re classe, SNS 151 La Louve.

La station de sauvetage en mer de la SNSM est inaugurée le 10 mars 1867.
Elle s'appuie aujourd'hui sur une vedette de 1re classe de la SNSM de 14 mètres, moderne, insubmersible et autoredressable, la SNS 151 La Louve (mouillée en permanence dans le port), et deux embarcations pneumatiques, dont l'une, la Ville du Conquet, est propriété de la ville et mise à disposition pour la surveillance saisonnière des côtes.

### Radio Conquet
Situé sur la pointe des Renards, face à l'archipel de Molène, le centre radio maritime du Conquet avait pour mission d'établir un contact avec les bateaux qui croisent au large, du golfe de Gascogne à la mer d'Irlande, jusqu'à sa fermeture le 28 février 2000. Ses locaux sont actuellement occupés par les services du parc naturel marin d'Iroise.

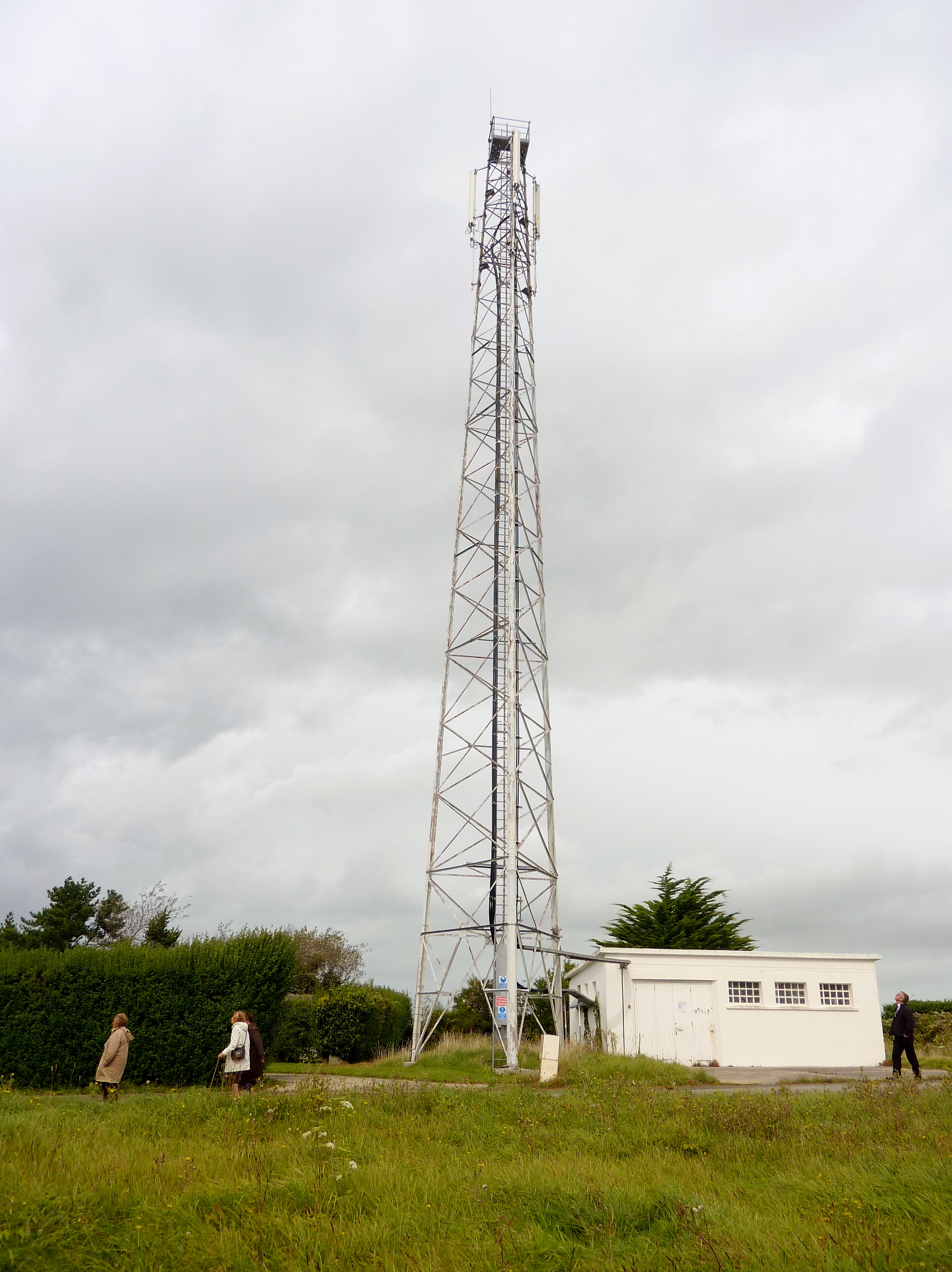
L'antenne de « Radio Le Conquet » à la pointe des Renards.
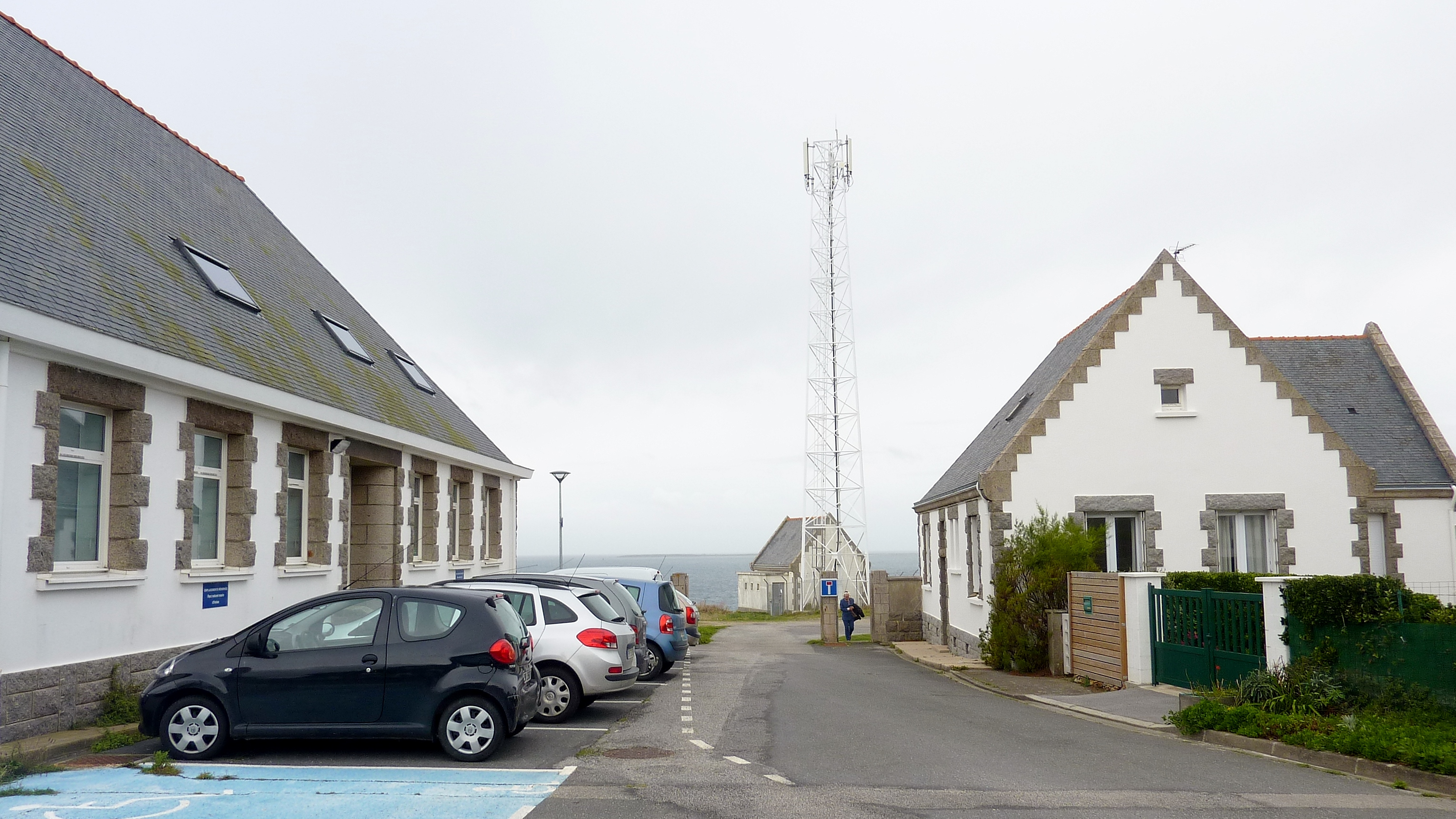
Les bâtiments et l'antenne de « Radio Le Conquet » à la pointe des Renards (désormais siège du parc naturel marin d'Iroise).

### Culture
- La troupe de théâtre amateur du Conquet s'appelle « Les Zigafarces ».
- Salon du livre maritime « La mer en livres » dernier week-end d'avril. Site internet : www.la-mer-en-livres.fr
- Club d'orthographe.
- Dictée océane en mars.
- Cours d'initiation au breton.

### Sports et loisirs
- club de plongée sous-marine du Conquet
- club des Mouettes (belote, dominos, triomino et sorties diverses).

## Économie

### Port de pêche

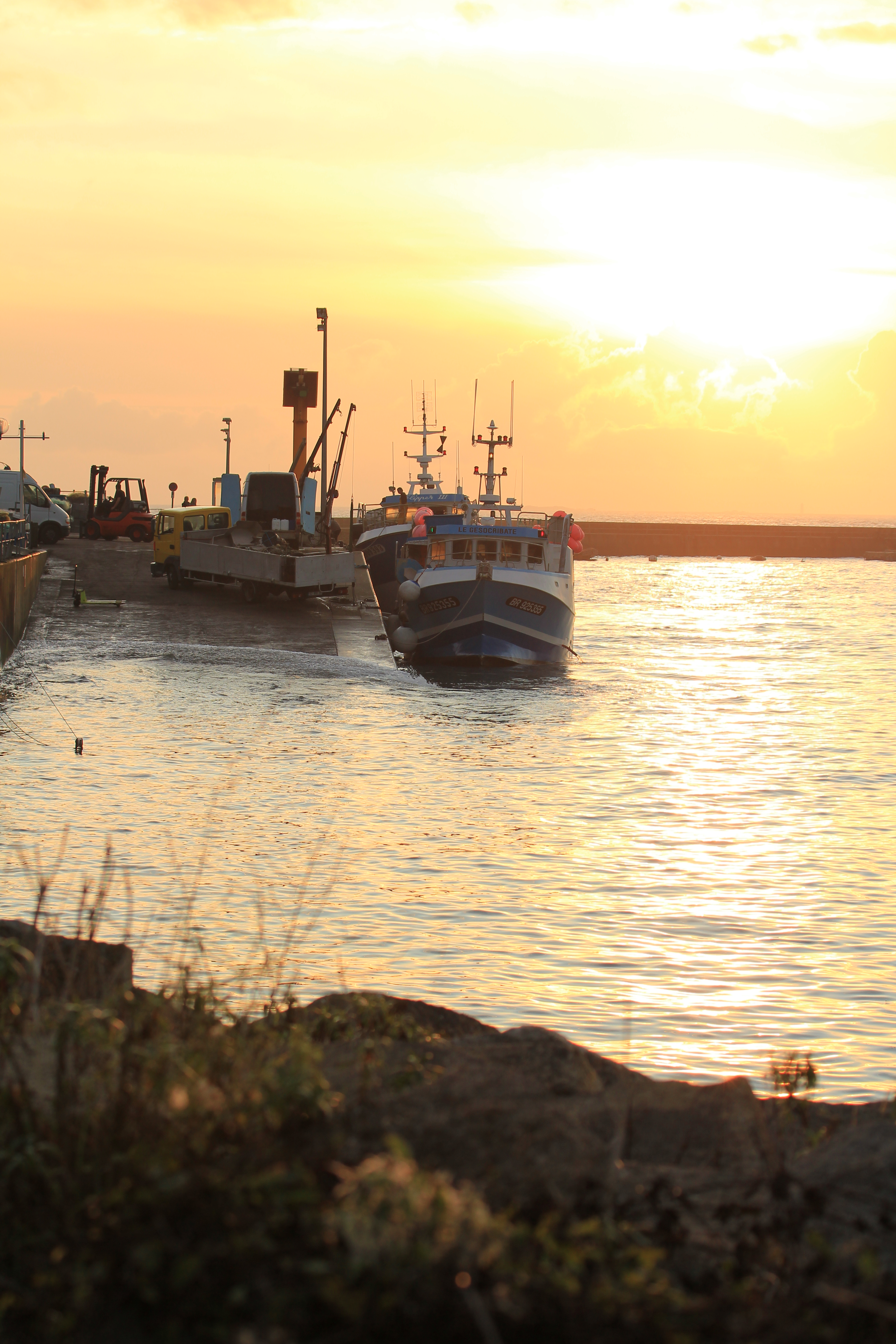
Débarquement de la pêche sur le port du Conquet.

Port crabier important, Le Conquet est également devenu un lieu de production réputé pour le poisson noble. Le port de pêche est géré depuis 2007 par la chambre de commerce et d'industrie de Brest.
Depuis quelques années, la flottille a diversifié ses activités : à côté des caseyeurs traditionnels pratiquant la pêche au tourteau se sont développés les fileyeurs qui ramènent lotte, raie, barbue, turbot ou langouste ainsi que du poisson de petite pêche, frais du jour. Le tourteau demeure néanmoins le symbole du port du bout du monde.

## Culture locale et patrimoine

### Langue bretonne
L'adhésion à la charte Ya d'ar brezhoneg a été votée par le conseil municipal le 27 février 2009.
Le label Ya d'ar brezhonegde niveau 2 a été remis à la commune le 19 août 2014.

### Lieux et monuments
- Fortifications du Conquet et de l'anse des Blancs Sablons. Le dispositif de défense combine l'action des batteries de côte, des retranchements, des redoutes Vauban (édifiées à la fin du XIXe siècle et reconstruites au milieu du XIXe siècle sur des modèles-types de 1846 : fort Saint-Louis dominant la plage, en son centre, utilisé par des colonies de vacances puis par les scouts qui ont laissé quelques peintures sur les vitres de certaines salles[100], redoute dite "des Blancs Sablons" ou de la "batterie de Treize"[Note 40], redoute dite de la "batterie de Quinze"[Note 41], fort l'Ilette de la presqu'île de Kermorvan) et de troupes mobile[101].

En 2023 la Redoute des Blancs Sablons obtient 210 000 euros pour sa restauration de la part de la Mission patrimoine.
- Tombe de Jean François Le Gonidec de Kerdaniel (1775-1838), enfant du pays et restaurateur de la langue bretonne.
- Chapelle Notre-Dame-de-Bon-Secours, dite aussi chapelle Dom Michel ou Saint-Michel (vers 1652), ancienne demeure de Michel Le Nobletz.

Chapelle Notre-Dame du Bon-Secours
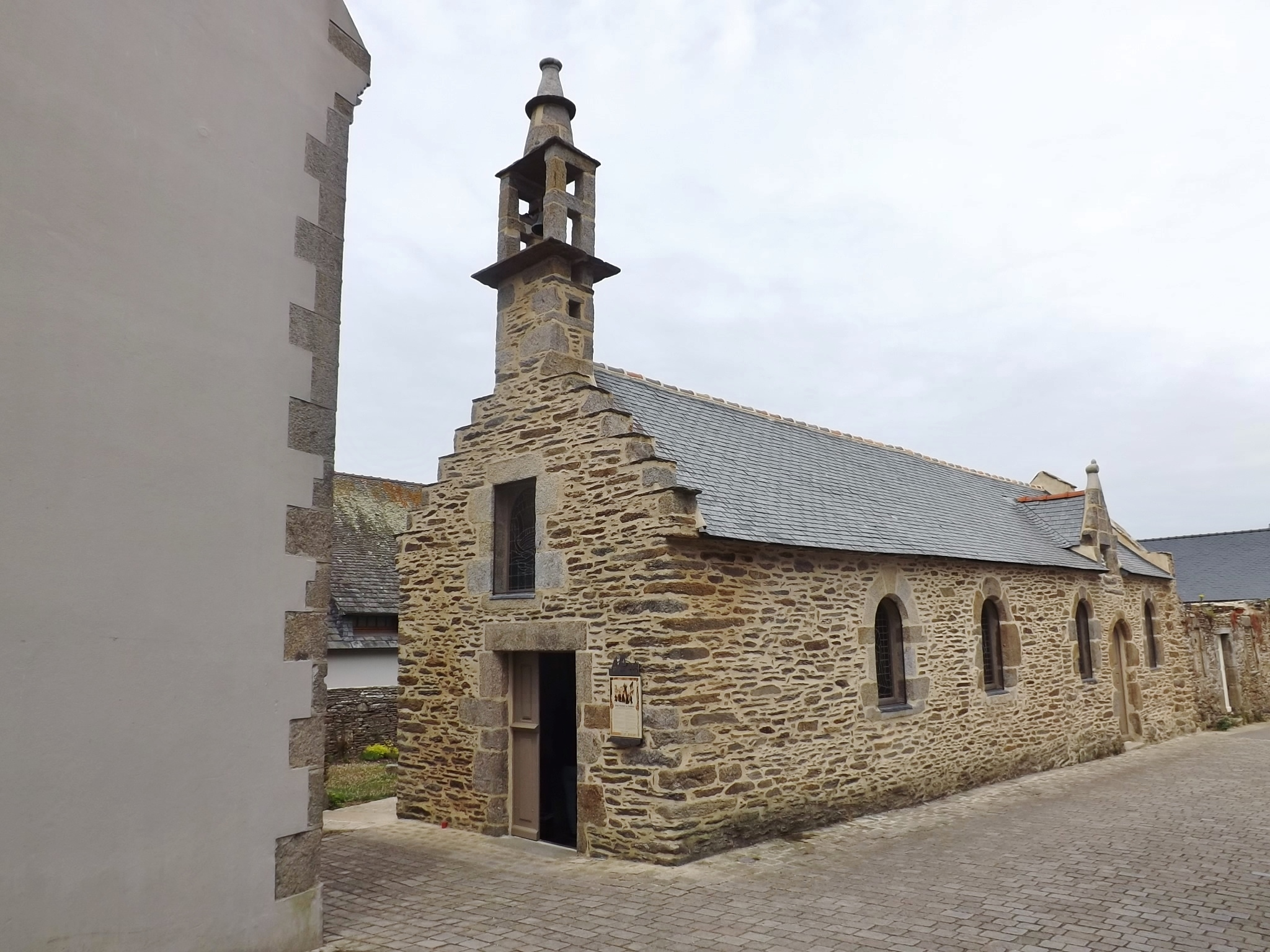
Vue extérieure d'ensemble.
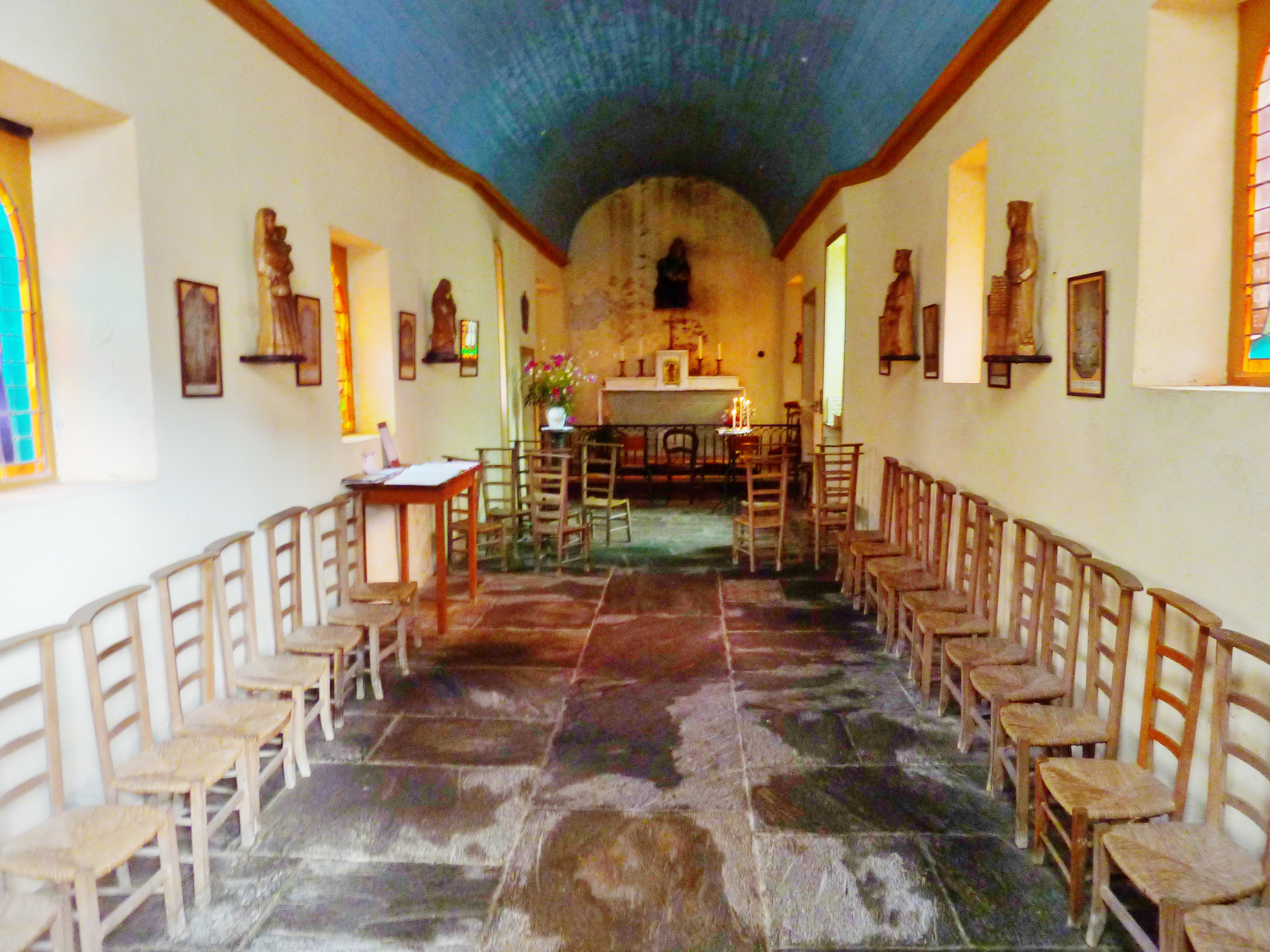
Vue intérieure d'ensemble.
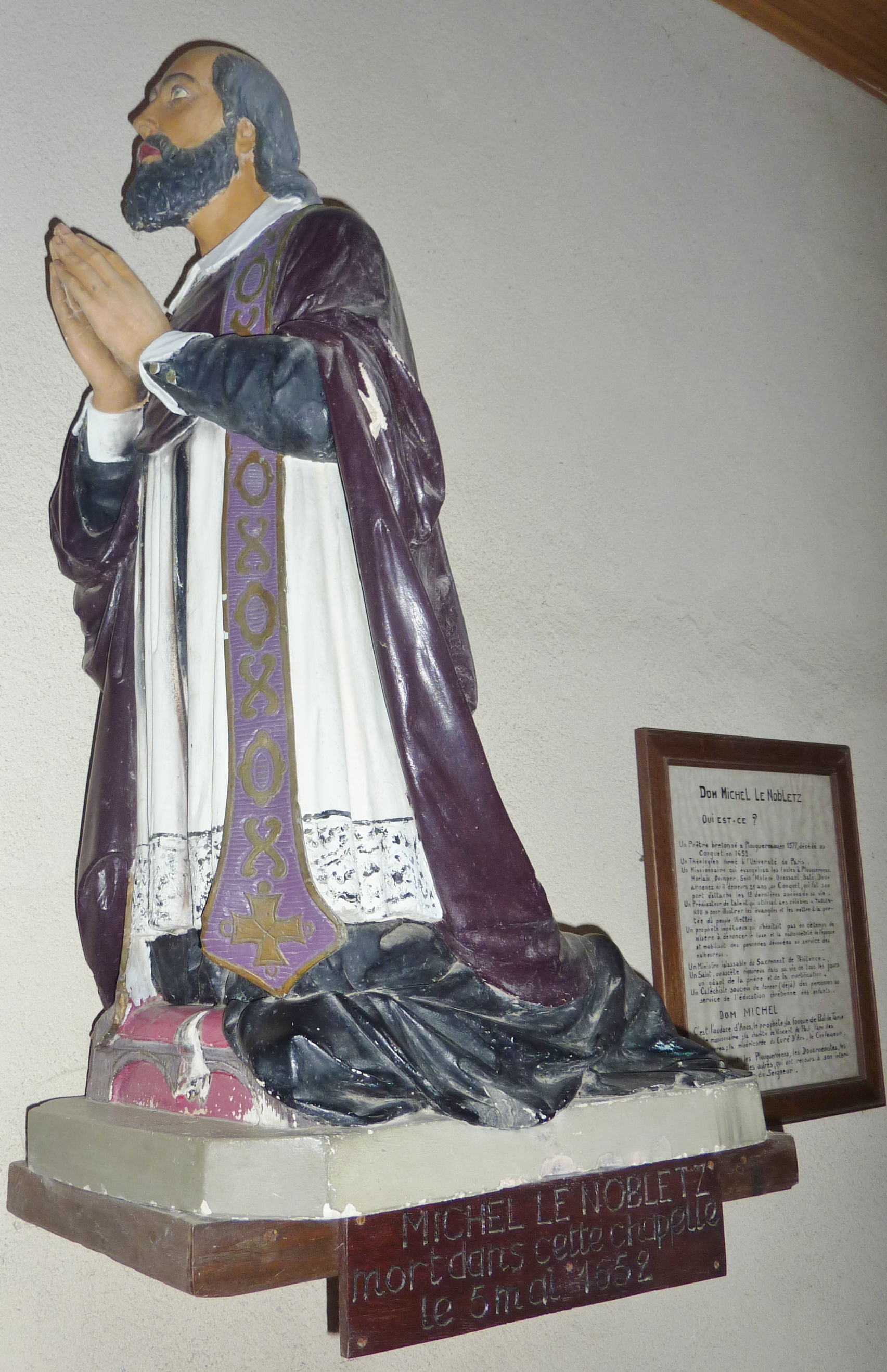
Statue de Michel Le Nobletz.

- Église paroissiale Sainte-Croix (1855-1858, inscrite MH[102]), bel exemple de style néo-gothique flamboyant construit avec les matériaux de l'ancienne église de Lochrist du XVIe siècle. 
Le vitrail de La Passion est constitué à partir de fragments de vitraux provenant de l'ancienne église de Lochrist.
L'église contient le monument funéraire de Michel Le Nobletz, sculpté par Charles-Philippe Caffieri[103].

L'église Sainte-Croix
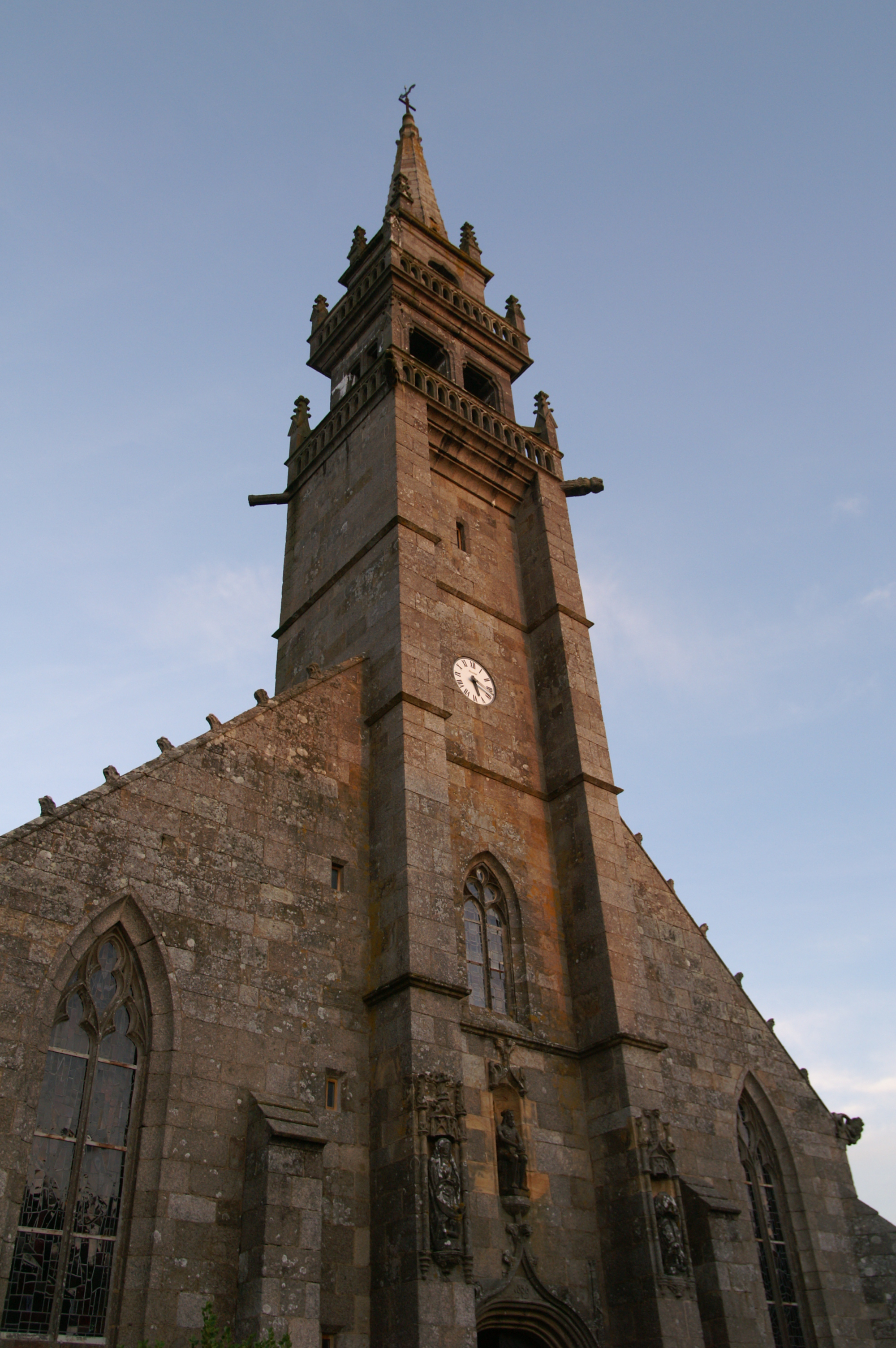
Façade occidentale, vue d'ensemble.
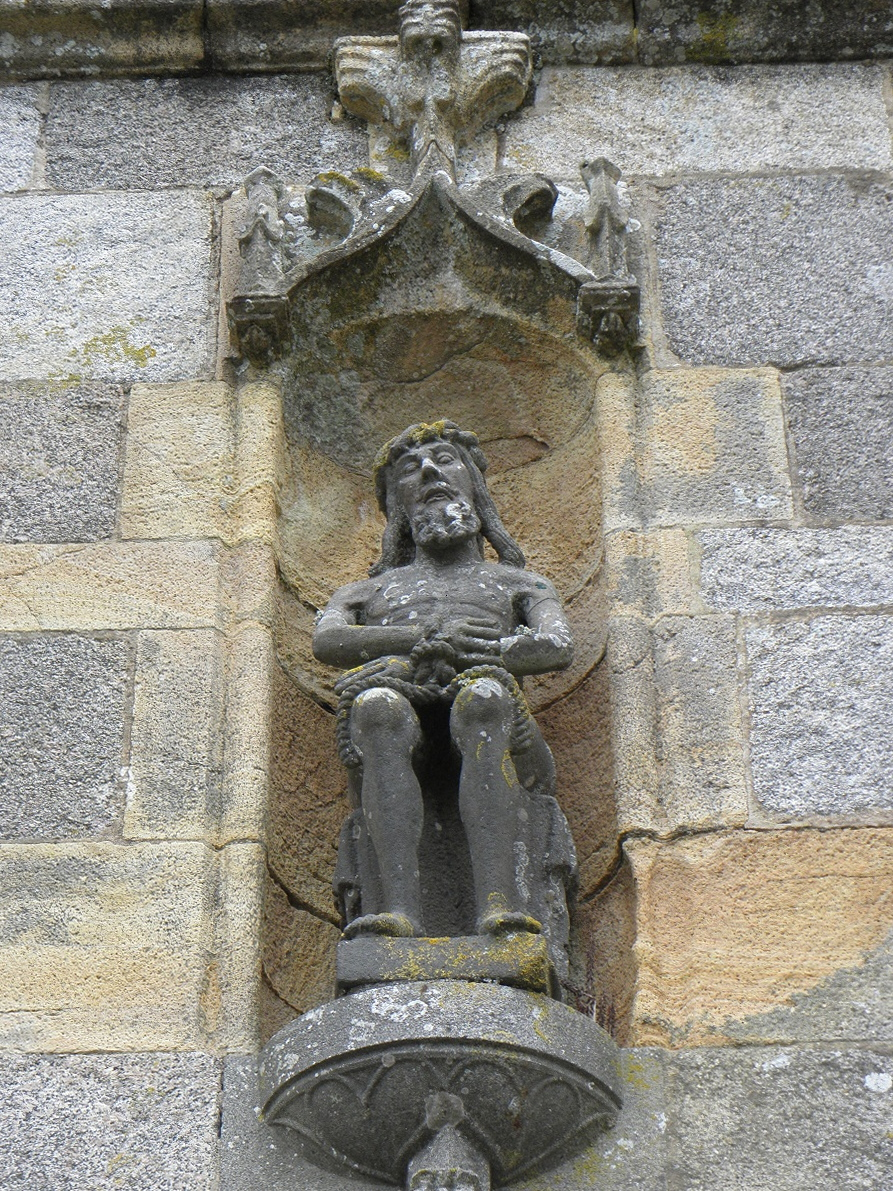
Façade occidentale : statue du Christ de Pitié.
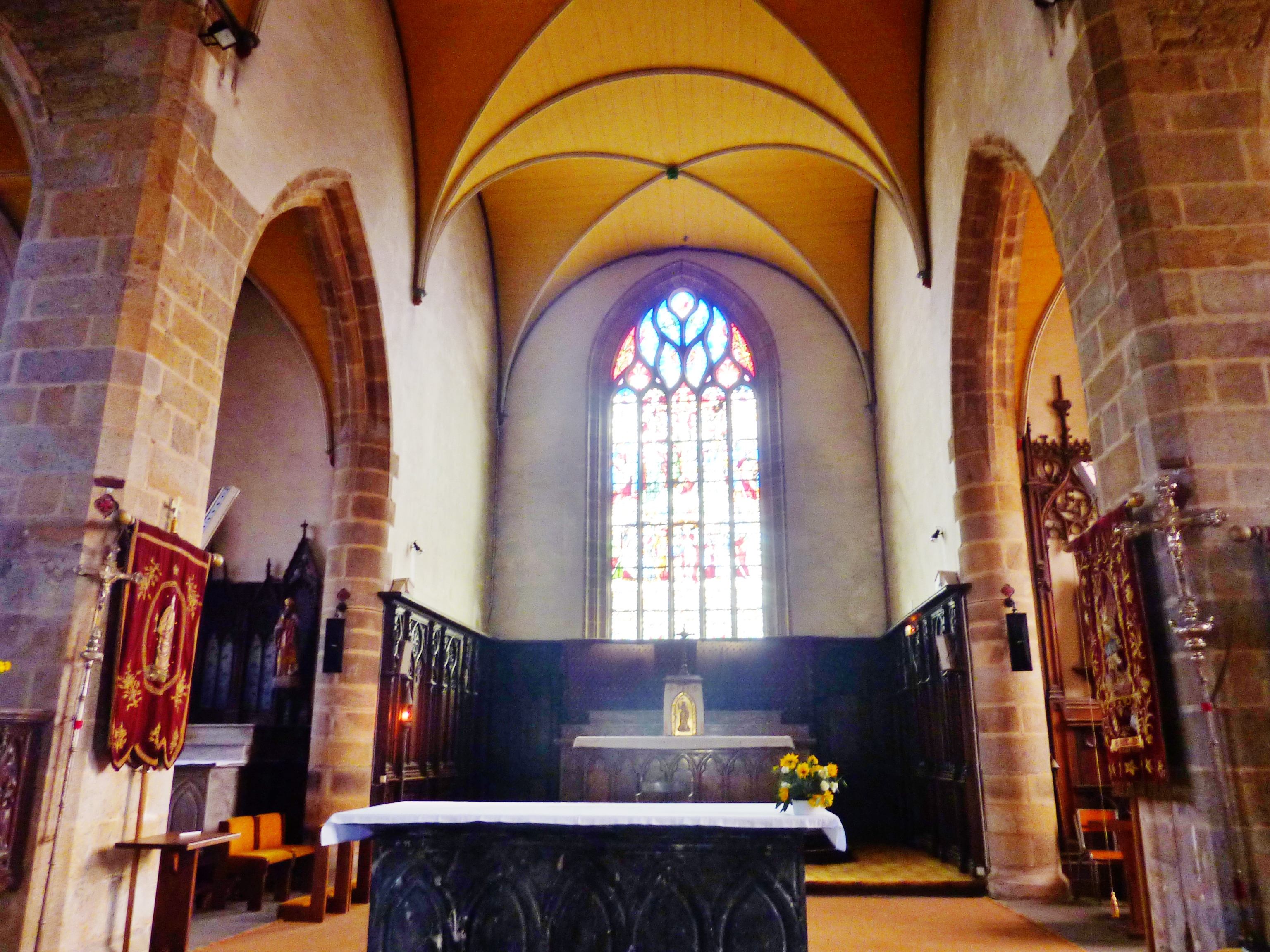
Le chœur.
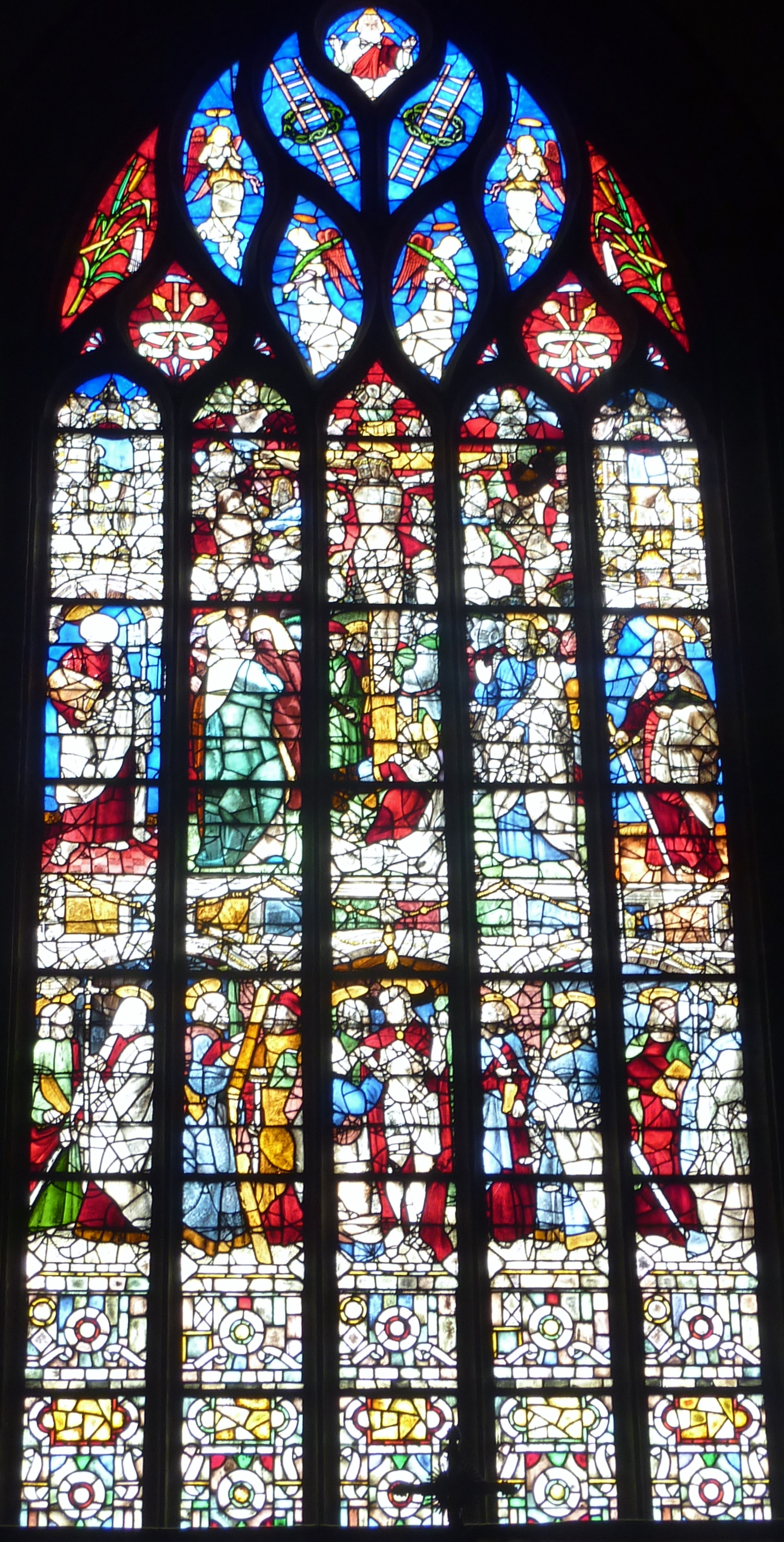
Le vitrail de la Passion
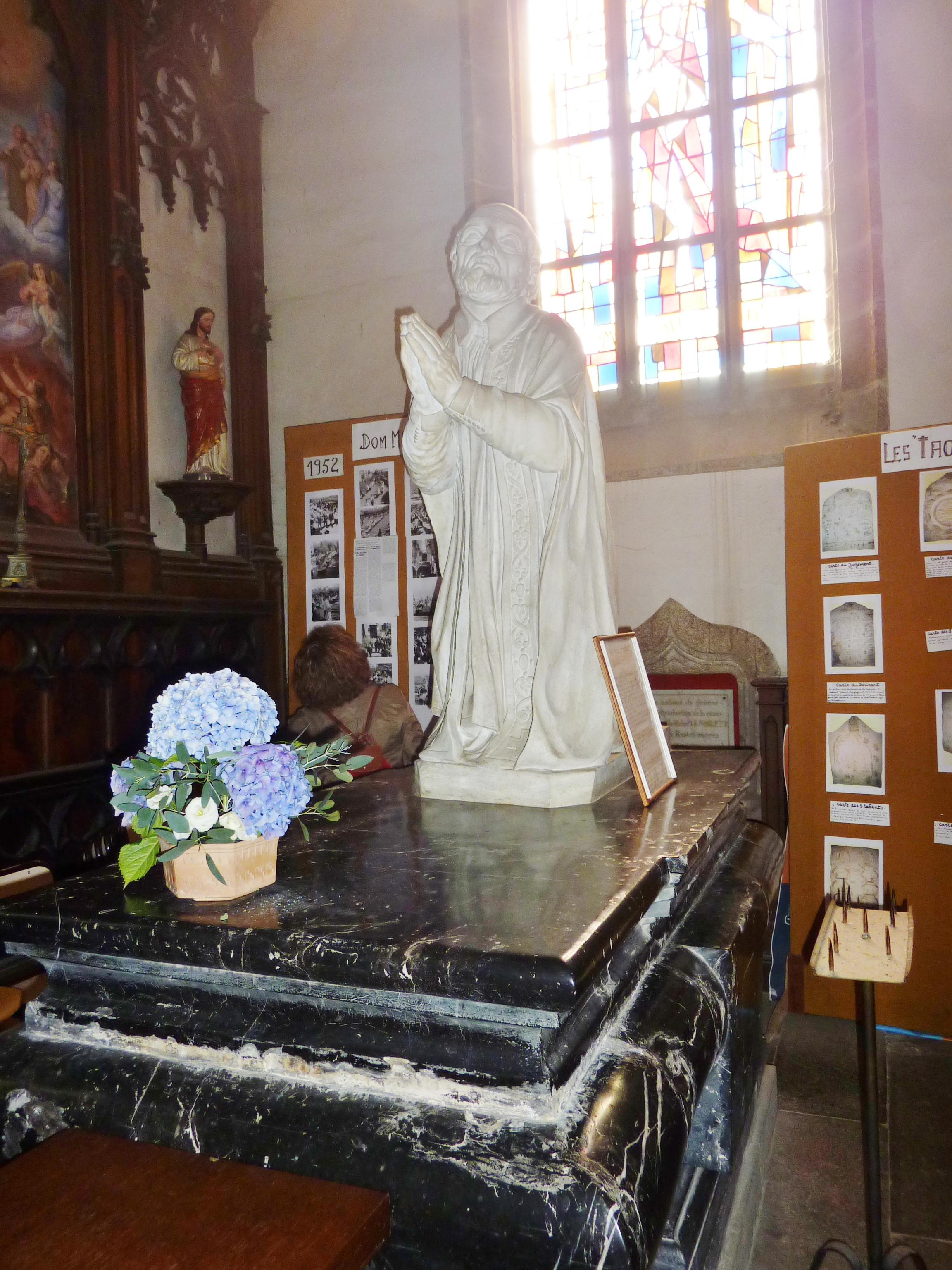
Monument funéraire de Michel Le Nobletz.

- Tombeau de Michel Le Nobletz sculpté en 1750 par Charles-Philippe Caffieri.
- Croix de Lochrist des XVe et XVIe siècles.
- Maison des Anglais du XVe siècle[104], dite aussi Petit château du Conquet. Imposante maison forte à la façade de douze mètres de haut. Latrines en encorbellement montées sur des corbeaux de pierre.
- Maison des Seigneurs, sur le port, édifiée par Jean Poncelin, maison forte du XVIe siècle qui faisait partie des fortifications de la ville. Il en constituait probablement l'un des accès par la porte donnant côté port entre deux avancées[105].
- Manoir de Cosquiez (Cosquies) : il date du XIXe siècle.
- Fort Saint-Louis (1850).
- Fort de l'Îlette de Kermorvan, réduit de batterie de côte modèle 1846.
- Phare de Kermorvan sur la presqu'île de Kermorvan (zone naturelle protégée par le conservatoire du littoral).

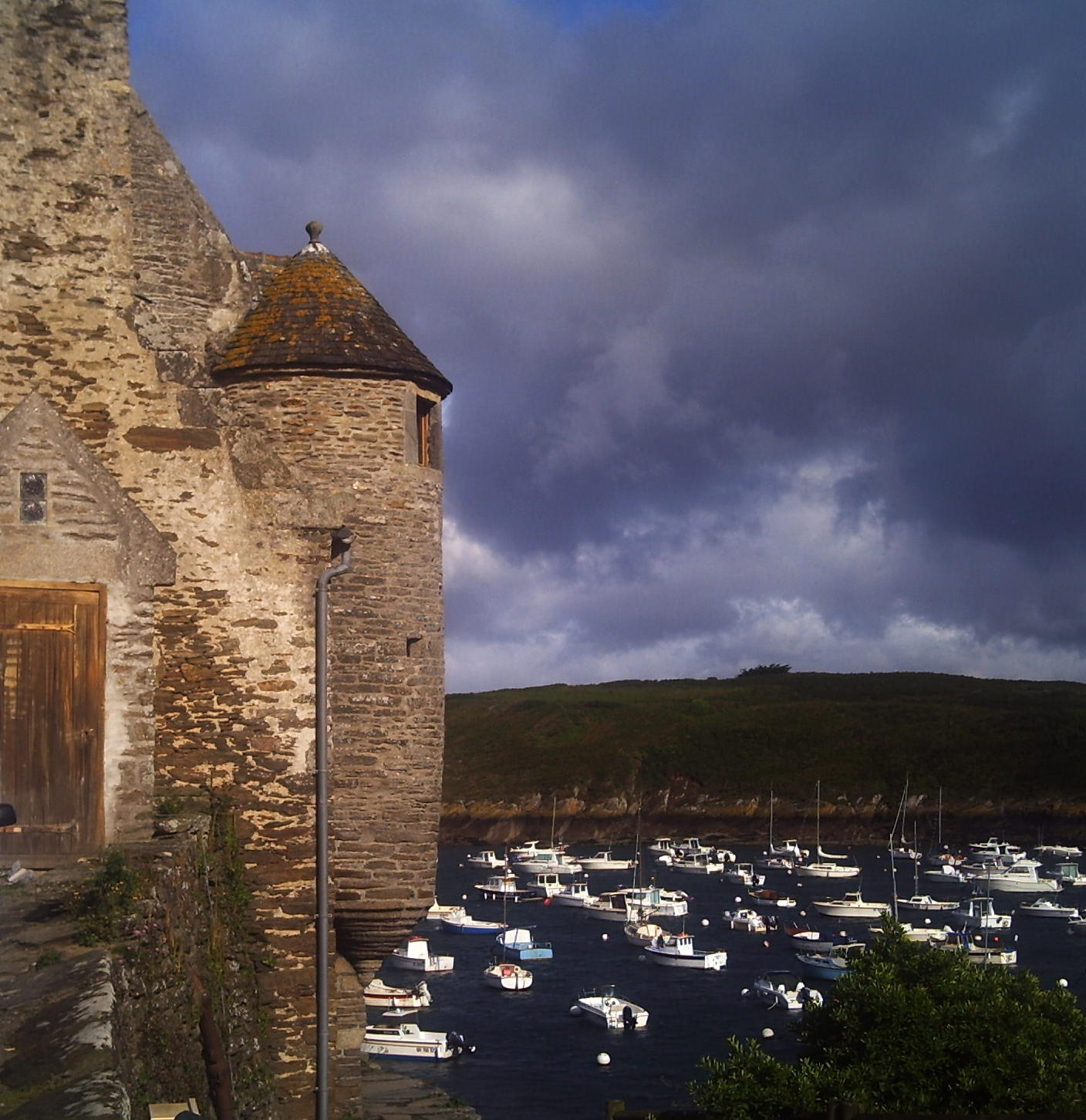
Maison des Seigneurs, sur le port du Conquet.
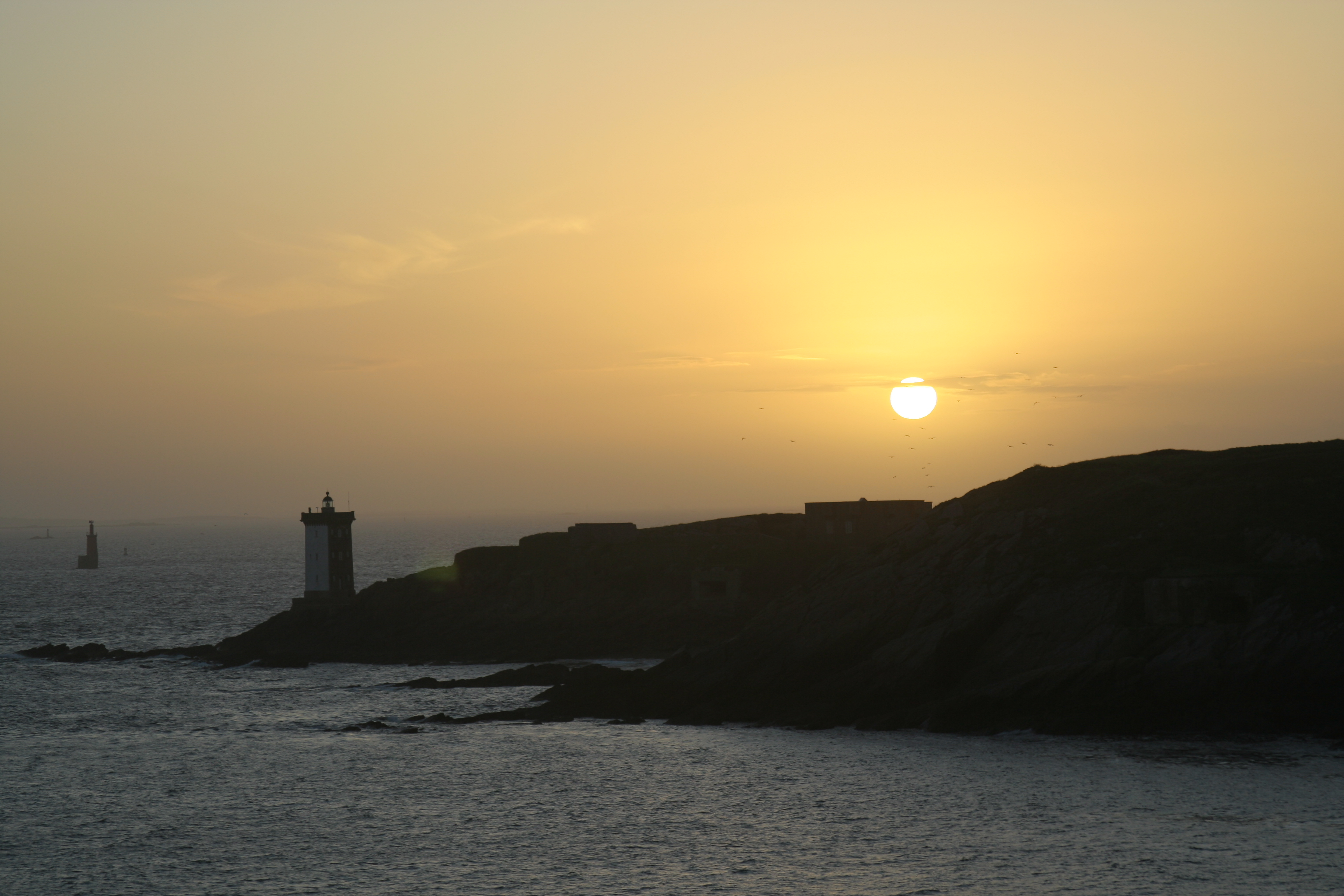
Silhouette de la presqu'île et du phare de Kermorvan lors d'un coucher de soleil.
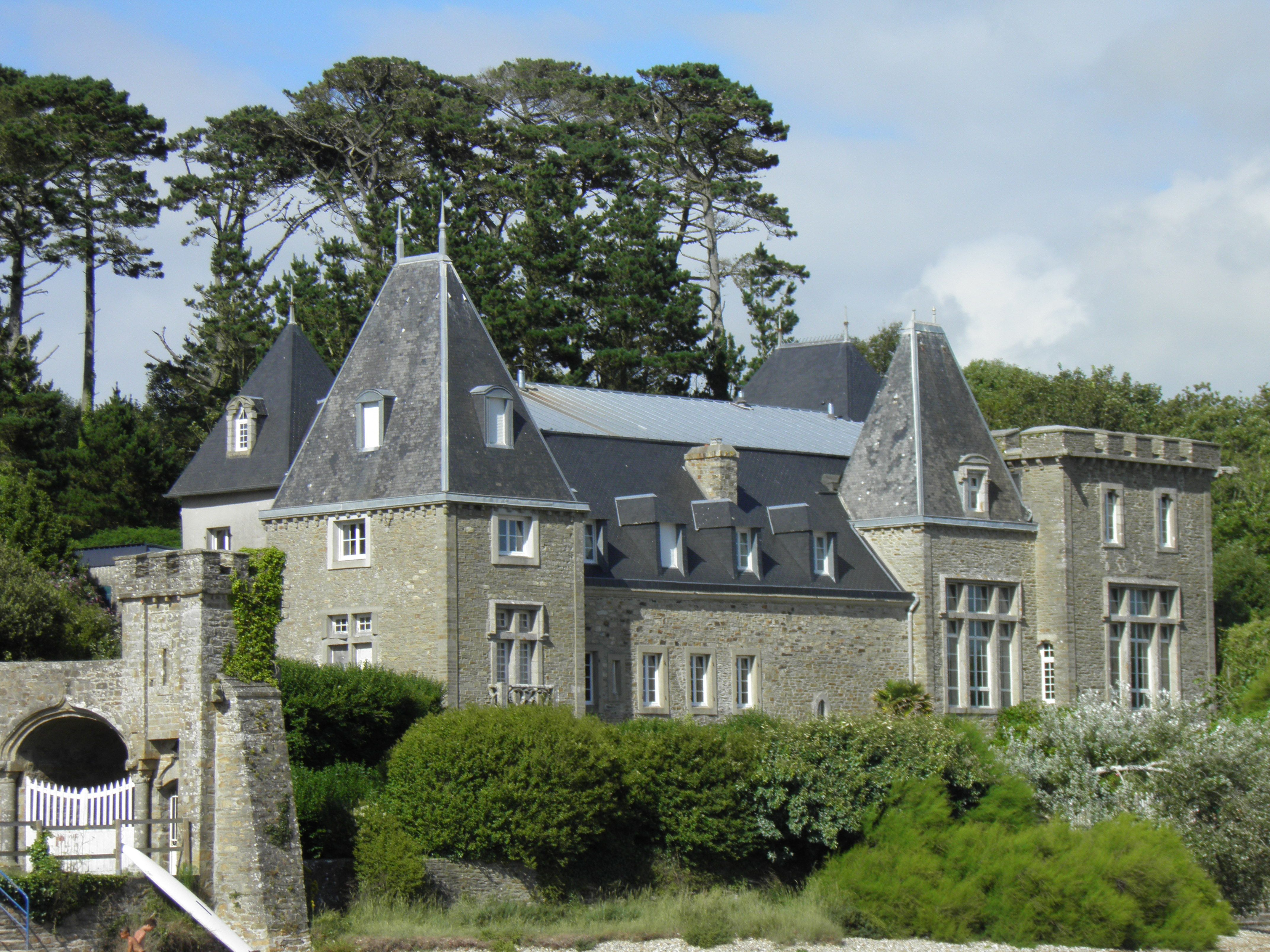
Le manoir de Cosquiez.

### Personnalités liées à la commune
- Guillaume Brouscon, cartographe français du XVIe siècle.
- Dom Michel Le Nobletz (1577-1652), missionnaire et catéchiste, « apôtre de la Basse-Bretagne » au XVIIe siècle.
- Louis Quéméner (1643-1704), recteur de Ploudaniel puis missionnaire en Chine et évêque in partibus de Sura (de) sur l'Euphrate[106].
- Balthazar Hacquet, né au Conquet en 1739, médecin, naturaliste et alpiniste, principalement dans l'empire d'Autriche.
- Jean-François Le Gonidec (1775-1838), grammairien breton et linguiste, premier traducteur de la Bible en breton.
- Christian Mazé-Launay (1794-1853), homme politique né au Conquet, député du Finistère de 1849 à 1851.
- Ernest Le Guerranic (en fait Alphonse Ernest Le Guerranic), né le 13 octobre 1831 au Conquet, décédé en décembre 1915 à Saint-Brieuc, fils de Jean-Marie Le Guerranic qui fut à plusieurs reprises maire du Conquet entre 1801 et 1838, est un architecte qui a construit au moins une quarantaine d'édifices recensés dans le Finistère, puis les Côtes-d'Armor dans la seconde moitié du XIXe siècle.
- Joël Raguénès, écrivain régionaliste, est né en 1941 au Conquet[107].
- Olivier de Kersauson (1944-), navigateur français, y possède un manoir[108].

### Le Conquet dans les arts et la culture

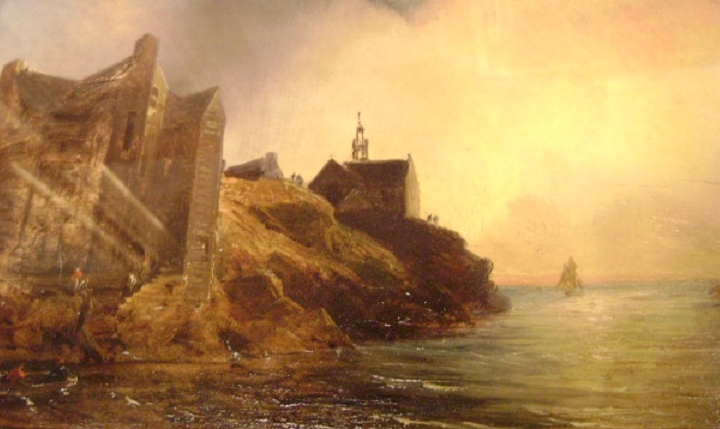
Théodore Gudin :
Le Conquet (1831).

- Tableau de  Théodore Gudin : Le Conquet (1831).
- Astérix et Obélix arrivent en bateau au Conquet dans Le Tour de Gaule d'Astérix.